# طالبان
طالبان (وتعني بالعربية الطلبة أو الطلاب)، هي حركة إسلاميّة سِيَاسِية سُنية حنفية مُسلحة تكونت من طلبة المدارس الدينية في باكستان بقيادة الملا محمد عمر خلال فترة التسعينيات، وتهدف لتطبيق الشريعة الإسلامية وإقامة إمارة إسلامية في أفغانستان. وتحكم حاليًا أفغانستان تحت مسمى إمارة أفغانستان الإسلامية بعد هزيمة واستسلام الجيش الوطني الأفغاني. تأسست سنة 1994. وهي إحدى الفصائل البارزة في الحرب الأهلية الأفغانية. ومعظم منتسبيها هم من الطلبة من مناطق البشتون في شرق وجنوب أفغانستان الذين تلقوا تعليمهم في مدارس إسلامية تقليدية، وقاتلوا خلال فترة الحرب السوفيتية الأفغانية. و بقيادة الملا عمر انتشرت الحركة في معظم أفغانستان، وابتعدت عن المجاهدين أمراء الحرب. وحينها حَكمَت أجزَاءً كبيرة من أفغانستان وسيطرت على العاصمة الأفغانية كابل في 27 أيلول/سبتمبر 1996م معلنة قيام الإمارة الإسلامية في أفغانستان ونقلت العاصمة إلى قندهار، واستمرت بالحكم حتى 2001، عندما أطيح بها بعد غزو الولايات المتحدة لأفغانستان في ديسمبر 2001 في أعقاب هجمات 11 سبتمبر. وفي ذروتها لم تعترف بحكومة إمارة أفغانستان الإسلامية دبلوماسيا إلا ثلاث دول فقط: باكستان والمملكة العربية السعودية والإمارات العربية المتحدة. أعادت المجموعة تنظيم صفوفها لاحقًا كحركة مقاومة لمحاربة «إدارة كرزاي» المدعومة من الولايات المتحدة وقوات إيساف بقيادة الناتو في الحرب في أفغانستان. وأميرها الحالي هو هبة الله آخوند زاده. قُدر عدد طالبان بنحو 200 ألف جندي في 2017.
تم إدانة حركة طالبان دوليًا لتطبيقها القاسي للشريعة الإسلامية، ومعاملتها الوحشية للعديد من الأفغان كما اتَّهمتها الحكومة الأفغانية السابقة بأنهم خوارج ويشوهون صورة الإسلام. وخلال فترة حكمها من 1996 إلى 2001 حرقت مساحات شاسعة من الأراضي الخصبة، ودمرت عشرات الآلاف من المنازل.وأثناء سيطرتها على أفغانستان قامت الحركة بحظر الأنشطة و وسائل الإعلام بما في ذلك الرسومات والتصوير الفوتوغرافي والأفلام التي تصور الأشخاص أو الكائنات الحية الأخرى. كما حرموا الموسيقى التي تستخدم الآلات باستثناء الدف.  ومنعت النساء من العمل خارج الرعاية الصحية (منع الأطباء الذكور من علاج النساء)، وطالبت النساء برفقة قريب ذكر (محرِم) وارتداء البرقع في كل الأوقات عندما تكون في الأماكن العامة. وإذا خالفت النساء قواعد معينة، يتم جلدهن أو إعدامهن علانية. تعرضت الأقليات الدينية والعرقية للتمييز الشديد خلال حكم طالبان. وفقًا للأمم المتحدة كانت طالبان وحلفاؤها مسؤولين عن 76٪ من الضحايا المدنيين الأفغان في 2010، و 80٪ في 2011 و2012. كما انخرطت حركة طالبان في الإبادة الثقافية، ودمرت العديد من المعالم بما في ذلك تمثال بوذا الشهير الذي يبلغ من العمر 1500 عام في باميان.
تم وصف أيديولوجية طالبان بأنها تجمع بين شكل «مبتكر» من الشريعة الإسلامية على أساس أصولية ديوبندية والإسلاموية المتشددة، إلى جانب المعايير الاجتماعية والثقافية البشتونية المعروفة باسم الباشتونوالي، حيث أن معظم طالبان هم من رجال قبائل البشتون.
يزعم المجتمع الدولي والحكومة الأفغانية على نطاق واسع أن المخابرات الباكستانية والقوات المسلحة الباكستانية قدمت الدعم لطالبان أثناء تأسيسها وفترة وجودها في السلطة، واستمرت في دعمهم أثناء التمرد. ونفت باكستان ذلك وصرحت بأنها أسقطت كل الدعم للجماعة بعد هجمات 11 سبتمبر. وفي سنة 2001 ورد أن 2500 عربي تحت قيادة زعيم القاعدة أسامة بن لادن قاتلوا مع طالبان.
بعد سقوط كابل في 15 أغسطس 2021 بعد هجوم طالبان على الحكومة الأفغانية، استعادت طالبان السيطرة الفعالة على حكم أفغانستان، وقد أعلن قلب الدين حكمتيار زعيم «الحزب الإسلامي الأفغاني» أحد فصائل الإخوان المسلمون في أفغانستان دعمه لحكومة طالبان المرتقبة دون شروط مسبقة وقال «نحن أشقاء مع طالبان ويوجد بيننا توافق في الآراء».

## الخلفية

### التدخل السوفياتي في أفغانستان (1978-1992)

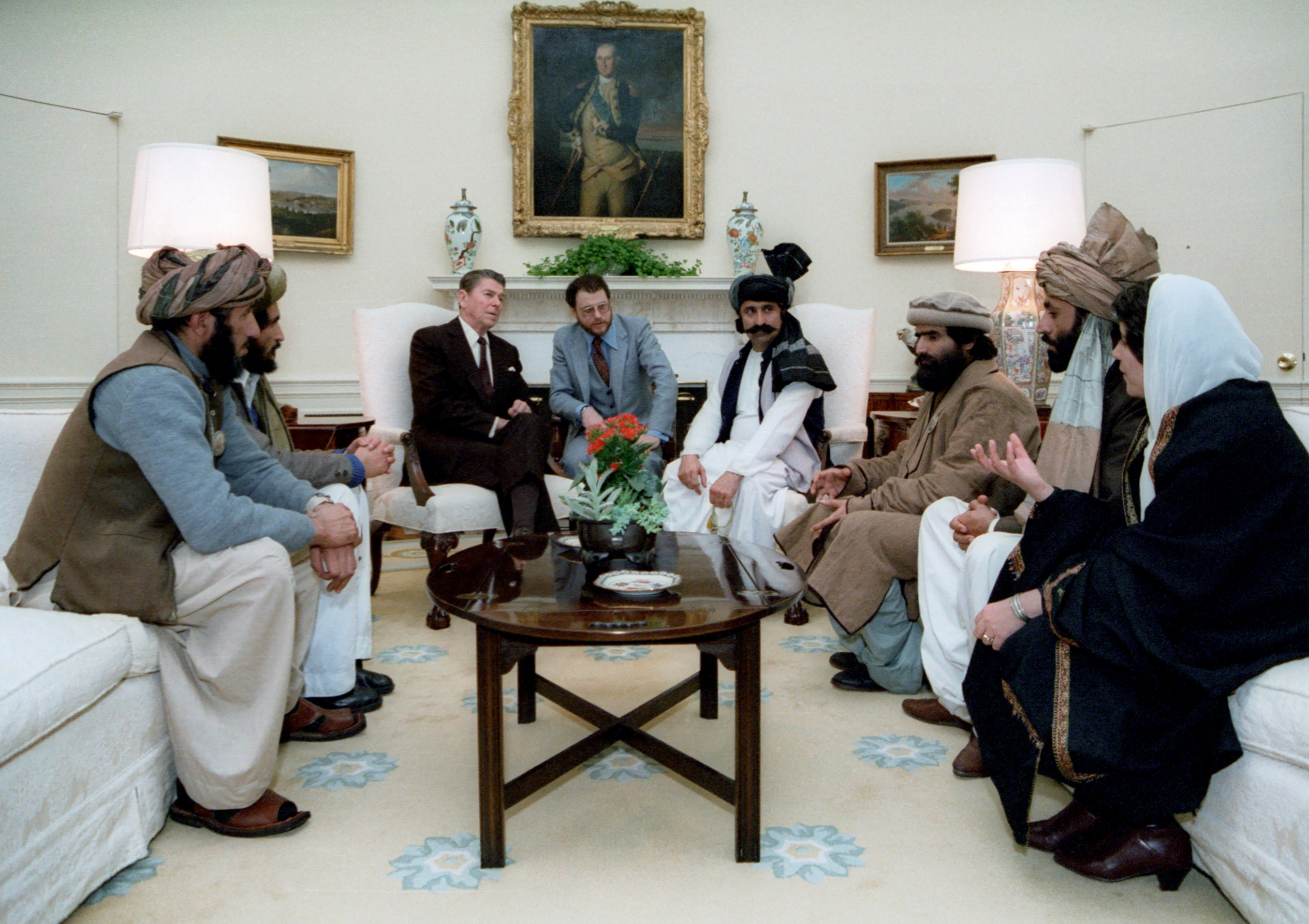
لقاء الرئيس رونالد ريغان مع المجاهدين الأفغان في المكتب البيضاوي سنة 1983

بعد تدخل الاتحاد السوفيتي واحتلال أفغانستان سنة 1979، انخرط المجاهدون المسلمون في حرب مع القوات السوفيتية. قاتلت جميع القيادات الأصلية لطالبان تقريبًا سابقًا في الحرب السوفيتية الأفغانية إما لصالح حزب خالص الإسلامي أو فصائل حركة الإنقلاب الإسلامية للمجاهدين.
خشي الرئيس الباكستاني محمد ضياء الحق من أن السوفييت كانوا يخططون لغزو بلوشستان الباكستانية، لذلك أرسل أختر عبد الرحمن إلى المملكة العربية السعودية لحشد الدعم للمقاومة الأفغانية ضد قوات الاحتلال السوفياتي. بعد فترة قامت وكالة المخابرات المركزية الأمريكية ورئاسة الاستخبارات العامة السعودية بنقل الأموال والمعدات من خلال المخابرات الباكستانية (ISI) إلى المجاهدين الأفغان. وفي الثمانينيات دربت المخابرات الباكستانية حوالي 90 ألف أفغاني، ومنهم الملا عمر.

### الحرب الأهلية الأفغانية (1992–1996)

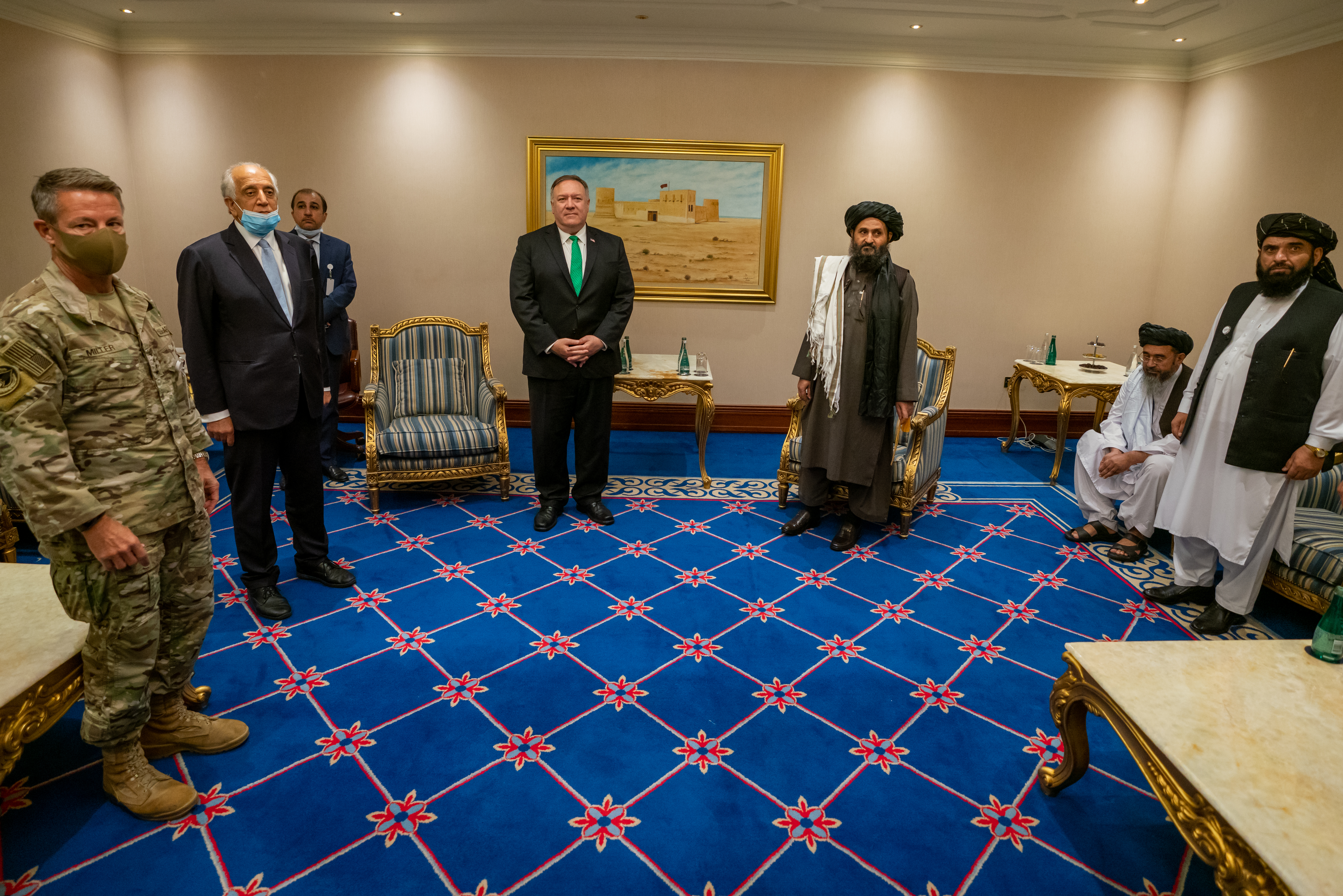
لقاء وزير الخارجية الأمريكي مايك بومبيو بوفد طالبان في الدوحة للتوقيع على اتفاقية سلام وإنهاء الحرب علي الإرهاب في أفغانستان.

بعد سقوط نظام محمد نجيب الله المدعوم من الاتحاد السوفيتي في أبريل 1992، اتفقت عدة أحزاب سياسية أفغانية على اتفاق السلام وتقاسم السلطة وإنشاء دولة أفغانستان الإسلامية وتعيين حكومة مؤقتة من أجل المرحلة الانتقالية. لم يشارك قلب الدين حكمتيار وحزبه حزب الإسلامي وحزب الوحدة والاتحاد الإسلامي [الإنجليزية]. كانت الدولة مشلولة منذ البداية بسبب تزاحم الجماعات المتنافسة على السلطة الكاملة على كابل وأفغانستان.

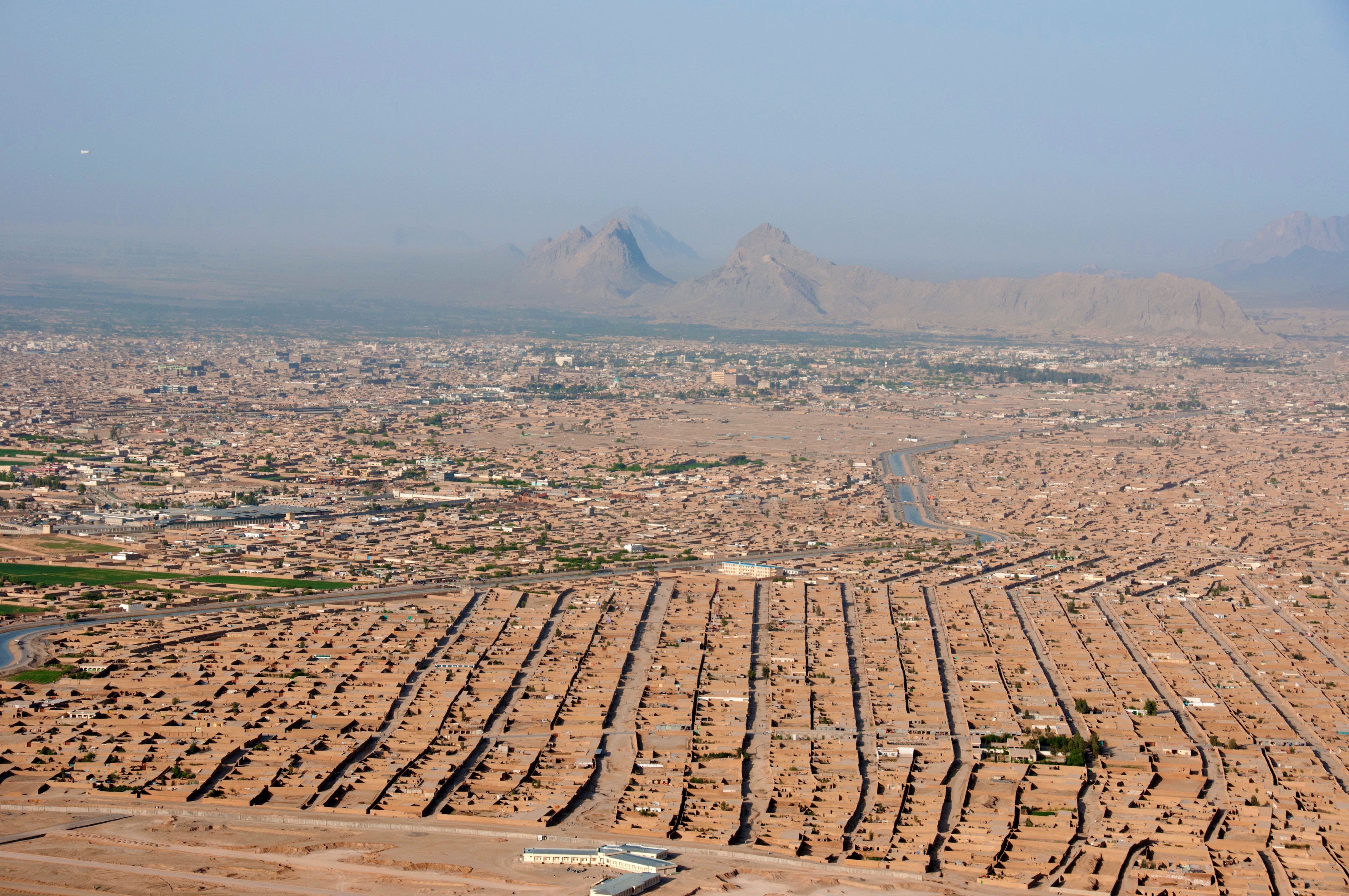
ظهرت حركة طالبان في مدينة قندهار جنوب أفغانستان حوالي سبتمبر 1994.

رفض حزب قلب الدين حكمتيار الاعتراف بالحكومة المؤقتة، وتسلل في أبريل إلى كابل للاستيلاء على السلطة بنفسه، مما أدى إلى اندلاع حرب أهلية. وفي مايو بدأ حكمتيار هجمات ضد القوات الحكومية وكابل. حيث تلقى دعمًا ماليًا وعسكريًا وعملياتي من الاستخبارات الباكستانية. وبهذه المساعدة تمكنت قواته من تدمير نصف كابل. وساعدت إيران قوات حزب الوحدة التابعة لعبد العلي مزاري. ودعمت المملكة العربية السعودية فصيل الاتحاد الإسلامي لسياف. فتصاعد الصراع بين الميليشيات إلى حرب أهلية.

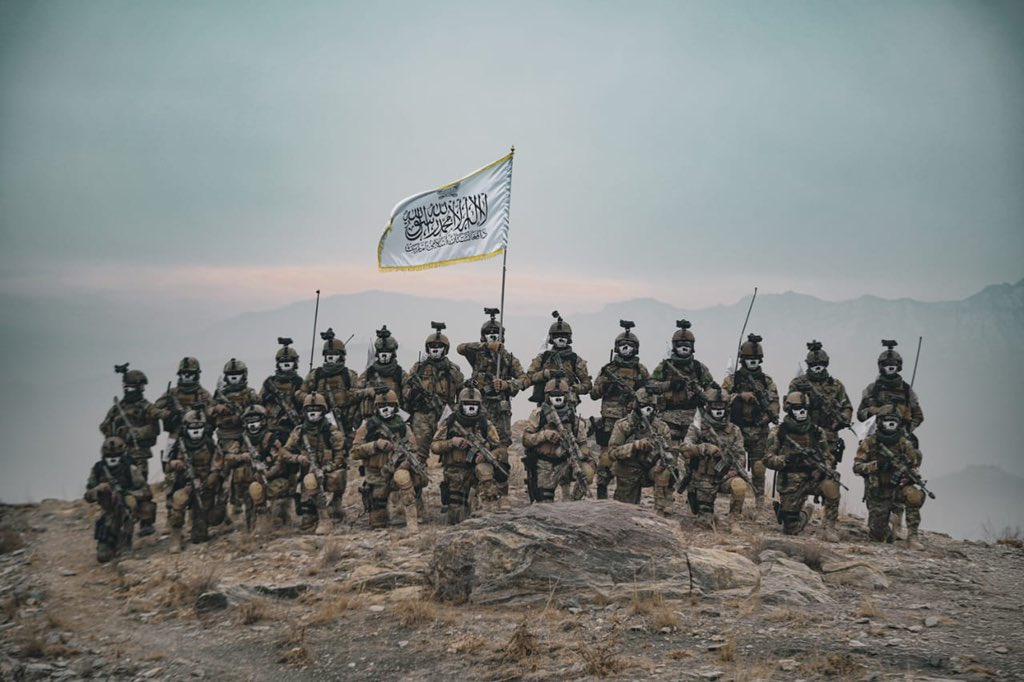
الجيش الإسلامي لطالبان.

بسبب الاندلاع المفاجئ للحرب الأهلية، لم يكن لدى الإدارات الحكومية العاملة أو وحدات الشرطة أو نظام العدالة أو المساءلة لدولة أفغانستان الإسلامية حديثة النشأة الوقت لتشكيلها. فجرى تفاوض على وقف إطلاق النار بين ممثلو وزير الدفاع المعين حديثًا للدولة الوليدة أحمد شاه مسعود والرئيس صبغت الله مجددي والرئيس المستقبلي برهان الدين رباني (الحكومة المؤقتة)، ومسؤولون من اللجنة الدولية للصليب الأحمر، ولكنه انهار في غضون أيام. وظل ريف شمال أفغانستان الذي كانت أجزاء منه تحت سيطرة وزير الدفاع مسعود هادئًا، وجرت بعض عمليات إعادة الإعمار. كما شهدت مدينة هرات الواقعة تحت حكم حليف الدولة الأفغانية إسماعيل خان هدوءًا نسبيًا.
في تلك الفترة لم يكن جنوب أفغانستان تحت سيطرة الميليشيات المدعومة من الخارج أو الحكومة في كابل، بل كان يحكمه أمراء الحرب المحليون مثل غل أغا شيرزي وميليشياتهم. ظهرت حركة طالبان لأول مرة على الساحة في أغسطس 1994، معلنة البدء بتحرير أفغانستان من قياداتها الحالية الفاسدة لأمراء الحرب وإنشاء مجتمع إسلامي خالص.

## تاريخ

### 1994
طالبان هي حركة من الطلاب المتدينين من مناطق البشتون في شرق وجنوب أفغانستان الذين تلقوا تعليمهم في المدارس الإسلامية التقليدية في باكستان. وكان معهم أيضًا طلاب طاجيك وأوزبك، مما أدى إلى فصلهم عن مجموعات المجاهدين الأكثر تركيزًا على العرق والتي لعبت دورًا رئيسيًا في نمو طالبان السريع ونجاحها.

#### التعليم والتحرك

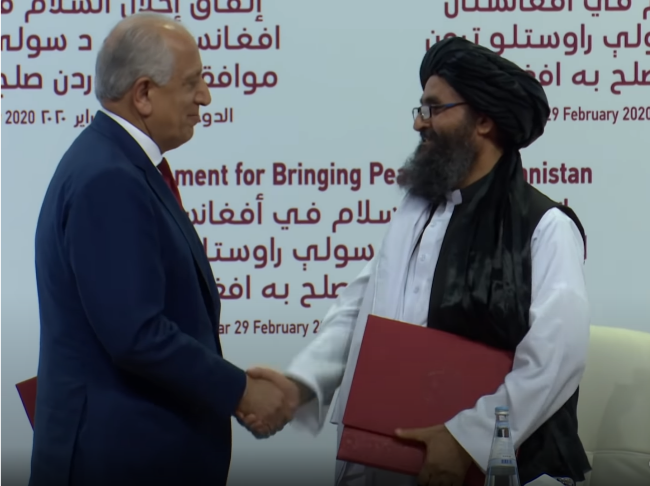
أمير طالبان عبد الغني برادار يصافح الدبلوماسي الأمريكي زلماي خليل زاد بعد توقيع اتفاقية السلام وإنسحاب القوات الأمريكية في حضور وزير الخارجية الأمريكي مايك بومبيو.

أسس المجموعة الملا محمد عمر في سبتمبر 1994 في مسقط رأسه في قندهار مع 50 طالبًا. وكان عمر منذ 1992 يدرس في مدرسة سنغيسار في مايواند (شمال ولاية قندهار). وكان غير سعيد لأن الشريعة الإسلامية لم يتم وضعها في أفغانستان بعد الإطاحة بالحكم الشيوعي، وتعهد مع مجموعته بتخليص أفغانستان من أمراء الحرب والمجرمين.
في غضون أشهر انضم 15000 طالب أكثرهم من اللاجئين الأفغان من المدارس الدينية في باكستان إلى المجموعة، إحدى المصادر تقول من المدارس التي تديرها جمعية علماء الإسلام.
في محاولة لمساعدة التمرد ضد السوفييت، قدمت الحكومة الأمريكية سرا كتبًا مدرسية تروج للتعاليم الإسلامية المتشددة وتضمنت صورًا للأسلحة والجنود في محاولة لغرس كراهية الغزاة الأجانب في نفوس الأطفال. استخدمت طالبان الكتب المدرسية الأمريكية لكنها مسحت الوجوه البشرية بما يتماشى مع التفسير الأصولي الصارم. قدمت الوكالة الأمريكية للتنمية الدولية ملايين الدولارات لجامعة نبراسكا في أوماها في الثمانينيات لتطوير ونشر الكتب المدرسية باللغات المحلية.
كانت حركة طالبان المبكرة مدفوعة بمعاناة الشعب الأفغاني، والتي اعتقدوا أنها نتجت عن صراعات على السلطة بين الجماعات الأفغانية التي لا تلتزم بالقواعد الأخلاقية للإسلام؛ وفي مدارسهم الدينية تعلموا الإيمان بالشريعة الإسلامية الصارمة.

#### التدخل الباكستاني

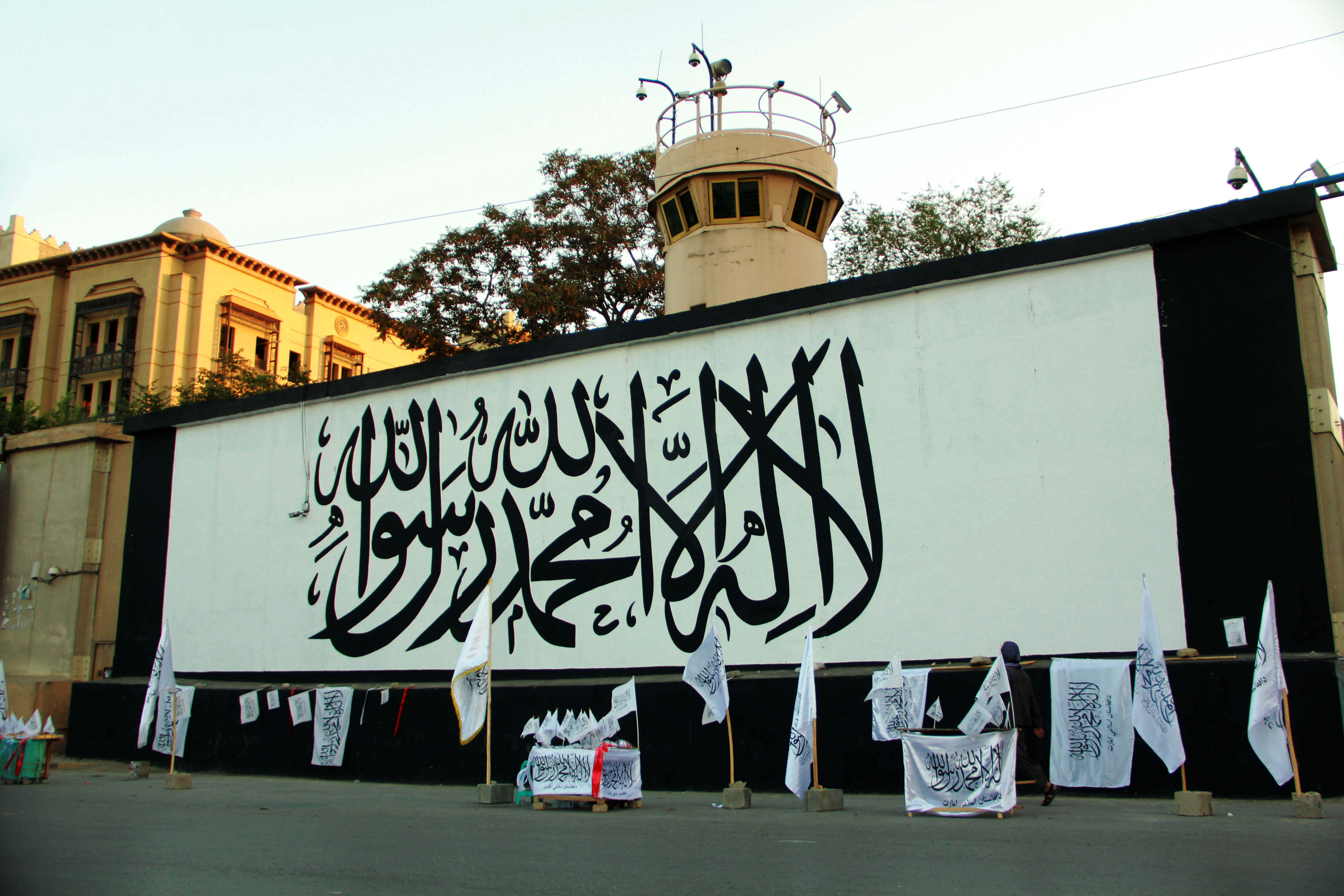
طالبان ترفع راية الأنصار البيضاء على جدار السفارة الأمريكية في كابول أفغانستان بعد إستسلام الجيش الوطني الأفغاني في أغسطس 2021.

ذكرت المصادر أن باكستان تدخلت بقوة مع طالبان منذ أكتوبر 1994 عند إنشاء الحركة. وكانت وكالة الاستخبارات الباكستانية (ISI) تأمل في وجود قوة حاكمة جديدة في أفغانستان مواتية لباكستان. ومع أن طالبان تلقت دعمًا ماليًا من باكستان في 1995 و 1996، وأن هذا الدعم كان موجودا منذ مرحلة إنشاء حركة طالبان، إلا أن الاتصالات كانت هشة وضعيفة، وأظهرت تصريحات من كل من وكالة الاستخبارات الباكستانية وطالبان في وقت مبكر الطبيعة المضطربة للعلاقة بينهما، حيث كان هدف وكالة الاستخبارات الباكستانية والحكومة الباكستانية هو ممارسة السيطرة، بينما كانت قيادة طالبان تناور بين الحفاظ على استقلالها والحفاظ على دعمها. كان الداعمون الرئيسيون في باكستان هما الجنرال نصير الله بابر الذي كان يفكر من منظور جيوسياسي (فتح طرق التجارة إلى آسيا الوسطى)، ومولانا فضل الرحمن من جمعية علماء الإسلام، بأنها «تمثل الجماعة الديوبندية ويجب عليها مواجهة تأثير الجماعة الإسلامية والوهابية المتنامية».

#### الاستيلاء على قندهار
في 3 نوفمبر 1994 تمكنت طالبان في هجوم مفاجئ من الاستيلاء على مدينة قندهار. وفي يوم 4 يناير 1995 كانت الحركة مسيطرة على 12 ولاية أفغانية. غالبًا ما استسلمت الميليشيات المسيطرة على تلك مناطق دون قتال. كان قادة الحركة هم خليط من قادة وحدات عسكرية صغيرة سابقين ومعلمي المدارس. وتمتعت طالبان في ذلك الوقت بشعبية لأنها قضت على الفساد وأخمدت الفوضى، وجعلت الطرق والمنطقة آمنة.

### 1995 – سبتمبر 1996

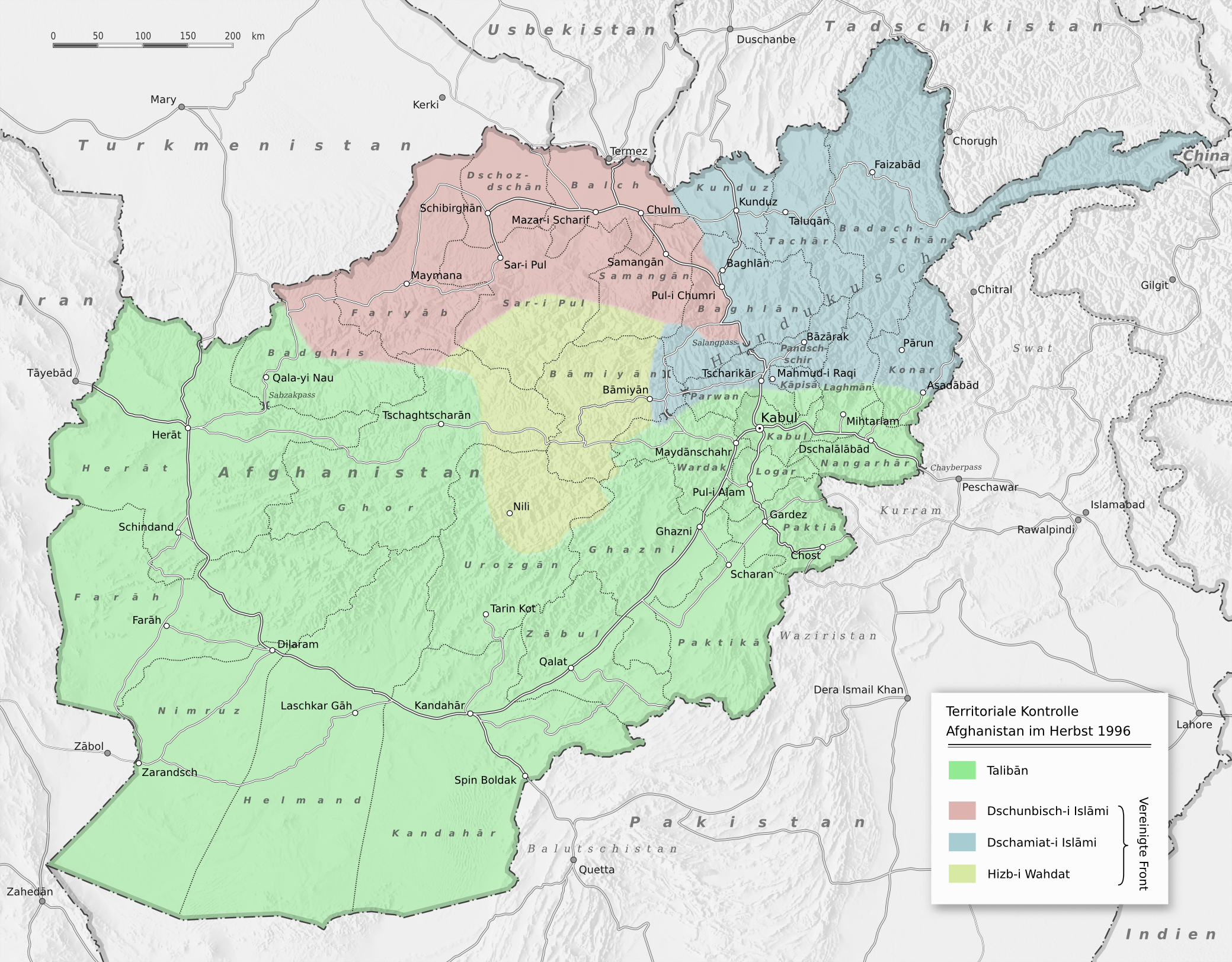
خريطة توضح الوجود السياسي في أفغانستان أواخر 1996، بعد استيلاء طالبان على كابل

في محاولة لفرض سيطرتهم على كل أفغانستان، توسعت حركة طالبان من قاعدتها في قندهار واجتاحت مناطق شاسعة. ففي بداية 1995 تحركت الحركة نحو كابل لكنها عانت من هزيمة مدمرة على يد القوات الحكومية بقيادة أحمد شاه مسعود. وفي أثناء انسحابهم من كابل بدأ مقاتلو طالبان بقصف المدينة، مما أسفر عن مقتل العديد من المدنيين. وذكرت وسائل الإعلام في مارس 1995 أنه بعد قصف طالبان، فقدت الكثير من الاحترام من الأفغان الذين نظروا إليهم على أنهم مجرد ميليشيا أخرى «متعطشة للسلطة».
وبعد سلسلة من النكسات، تمكنت طالبان من السيطرة على مدينة هرات الغربية في 5 سبتمبر 1995. وبعد ادعاء الحكومة الأفغانية بأن باكستان ساعدت طالبان، هاجمت حشود كبيرة من الناس السفارة الباكستانية في كابل في اليوم التالي.
في 26 سبتمبر 1996 بينما كانت طالبان تستعد لهجوم كبير آخر، أمر مسعود رجاله بالانسحاب من كابل لمواصلة المقاومة ضد طالبان في جبال هندو كوش الشمالية الشرقية بدلاً من الانخراط في معارك الشوارع في كابل. دخلت طالبان كابل في 27 سبتمبر 1996 وأنشأت إمارة أفغانستان الإسلامية. وصف المحللون حركة طالبان حينها بأنها تتطور إلى قوة بالوكالة لمصالح باكستان الإقليمية.

### إمارة أفغانستان الإسلامية (1996–2001)

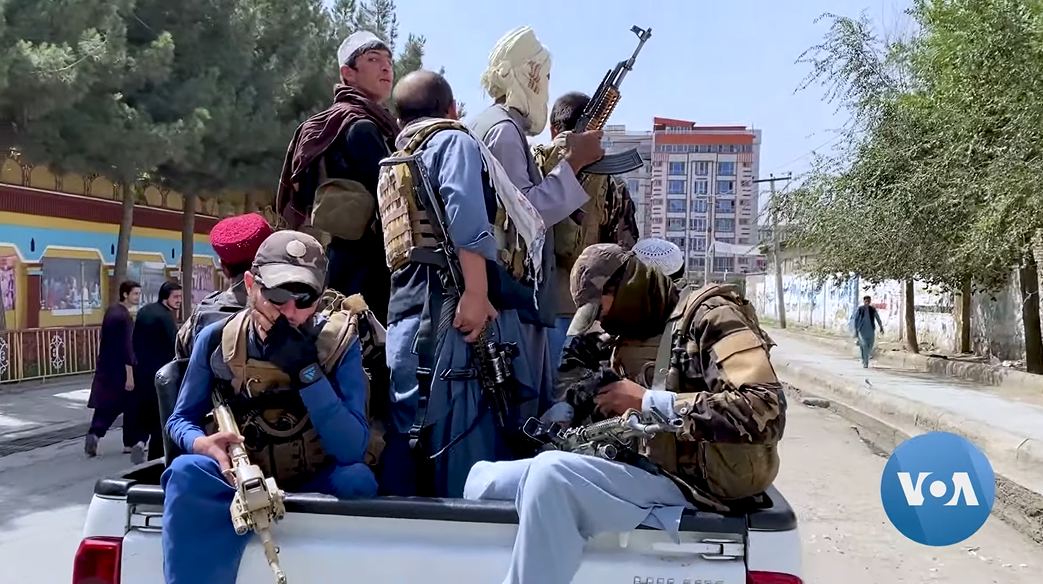
سيارة دفع رباعي لمسلحي طالبان في شوارع كابل

اعترفت باكستان بحركة طالبان حكومة شرعية في أفغانستان وتلتها المملكة العربية السعودية في اليوم التالي وآخر المعترفين في حركة طالبان كممثل شرعي في أفغانستان كان الإمارات العربية المتحدة. وكان الهدف العسكري لطالبان خلال الفترة من 1995 إلى 2001 هو إعادة حكم عبد الرحمن خان (الأمير الحديدي) بإعادة إنشاء دولة ذات هيمنة البشتون داخل المناطق الشمالية. سعت طالبان إلى إقامة حكومة إسلامية من خلال القانون والنظام إلى جانب تطبيق صارم للشريعة، وفقًا للمذهب الحنفي للفقه الإسلامي وفتاوى الملا عمر، على كل أرض أفغانستان. وبحلول 1998 كانت الإمارة الإسلامية قد سيطرت على 90٪ من أفغانستان.
في ديسمبر 2000 أصدر مجلس الأمن الدولي قراره رقم 1333 الذي يعترف بالاحتياجات الإنسانية للشعب الأفغاني ويدين استخدام أراضي طالبان لتدريب «الإرهابيين» وتوفر طالبان ملاذًا آمنًا لأسامة بن لادن، وفرض عقوبات صارمة ضد المناطق الخاضعة لسيطرة طالبان. وفي 22 سبتمبر 2001 ونتيجة ضغوط دولية من أطراف عديدة سحبت كل من المملكة العربية السعودية والإمارات اعترافهما بحكومة طالبان مما ترك باكستان الدولة الوحيدة التي تعترف بحكومة طالبان. وفي أكتوبر 2001 غزت الولايات المتحدة مع حلفائها بما في ذلك التحالف الشمالي أفغانستان ودمرت نظام طالبان. فهربت قيادة طالبان إلى باكستان.

#### أفغانستان تحت حكم طالبان

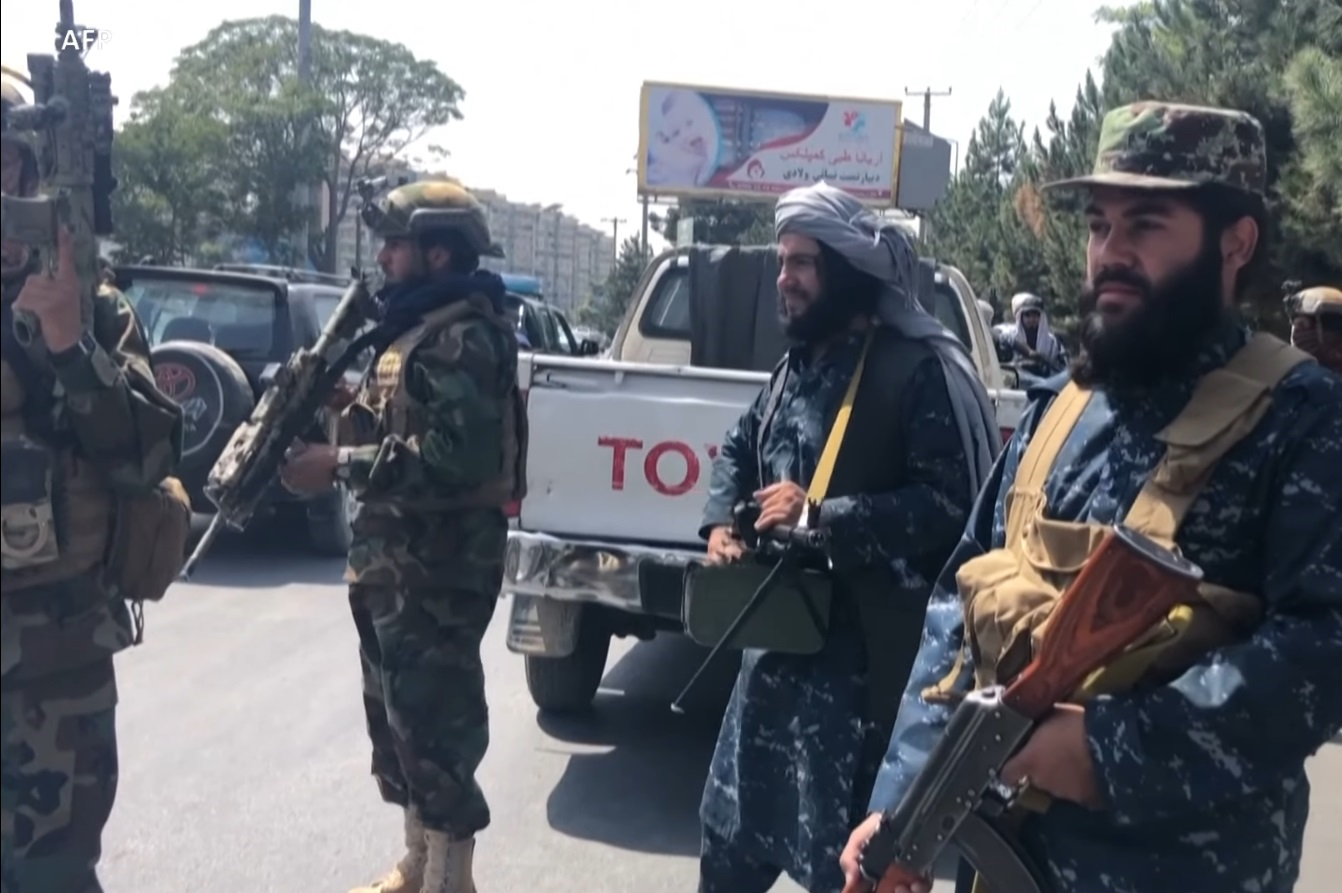
مقاتلي طالبان بعد السيطرة علي أفغانستان في 21 اغسطس 2021.

عندما استلمت طالبان السلطة في 1996، وجدت أن عشرين عامًا من الحرب المستمرة قد دمرت البنية التحتية والاقتصاد في أفغانستان. لم تكن هناك شبكة مياه ولا كهرباء ولا طرق سالكة، والهواتف قليلة، ولا يوجد إمداد طاقة منتظم. وتعاني الضروريات الأساسية مثل الماء والغذاء والمسكن وغيرها من نقص شديد. بالإضافة إلى ذلك تضرر بشدة النسيج العشائري والعائلي الذي يوفر للأفغان شبكة أمان اجتماعية / اقتصادية. كانت وفيات الرضع في أفغانستان هي الأعلى في العالم. توفي ربع الأطفال بالكامل قبل بلوغهم سن الخامسة، وهو معدل أعلى بعدة مرات من معظم البلدان النامية الأخرى.
كانت المنظمات الخيرية والتنموية الدولية (المنظمات غير الحكومية) مهمة للغاية في توفير الغذاء والتوظيف وإعادة الإعمار وغيرها من الخدمات، لكن طالبان أبدت شكوكها الشديدة تجاه تلك المساعدات التي تقدمها تلك المنظمات (انظر § الأمم المتحدة والمنظمات غير الحكومية تحت). مع مقتل أكثر من مليون شخص على مدار سنوات الحرب، وصل في سنة 1998 عدد الأسر التي ترأسها أرامل إلى 98,000. وفي كابل حيث الهجمات الصاروخية دمرت أجزاء شاسعة من المدينة، استفاد أكثر من نصف سكانها البالغ عددهم 1.2 مليون نسمة بطريقة ما من أنشطة المنظمات غير الحكومية، حتى في مياه الشرب. استمرت الحرب الأهلية وتدفق اللاجئين الذي لا ينتهي طوال فترة حكم طالبان. وأدت هجمات مزار شريف وهرات ووادي شوملي إلى نزوح أكثر من ثلاثة أرباع مليون مدني، باستخدام سياسة الأرض المحروقة لمنعهم من إمداد العدو بالمساعدة.

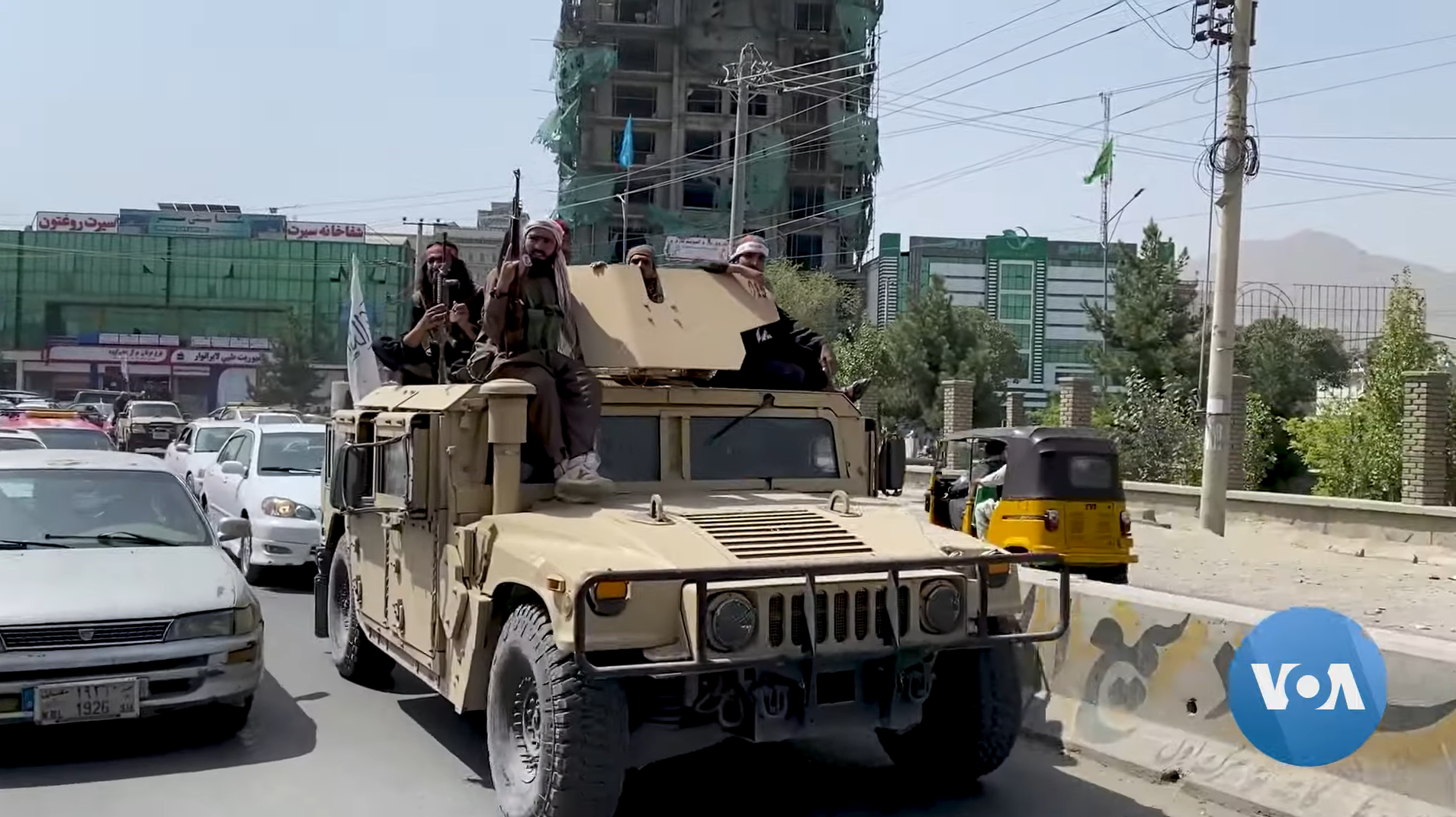
مسلحي طالبان في كابل بعد السيطرة علي مدرعات الجيش الوطني الأفغاني في أغسطس 2021.

نادرًا ما تحدَث صناع القرار في طالبان وبالذات الملا عمر مباشرة مع الأجانب غير المسلمين، لذلك كان على مقدمي المساعدات التعامل مع الوسطاء الذين غالبًا ما يتم إبطال موافقاتهم واتفاقياتهم. وفي سبتمبر 1997 طُرد رؤساء ثلاث وكالات تابعة للأمم المتحدة في قندهار من البلاد بعد احتجاجهم على إجبار محامية للمفوضية السامية للأمم المتحدة لشؤون اللاجئين على التحدث من وراء ستارة حتى لا يظهر وجهها.
عندما زادت الأمم المتحدة من عدد الموظفات المسلمات لتلبية مطالب طالبان، طلبت طالبان حينها من كل موظفات الأمم المتحدة المسلمات اللواتي يسافرن إلى أفغانستان أن يرافقهن محرم أو قريب بالدم. في يوليو 1998 أغلقت طالبان جميع مكاتب المنظمات غير الحكومية في كابل بعد أن رفضت تلك المنظمات الانتقال إلى كلية البوليتكنيك السابقة التي تعرضت للقصف كما أمرت. وبعد شهر أُغلقت مكاتب الأمم المتحدة بدورها. مع ارتفاع أسعار المواد الغذائية وتدهور الأوضاع أوضح وزير التخطيط قاري الدين محمد عدم مبالاة طالبان بفقدان المساعدات الإنسانية:
نحن المسلمين نؤمن أن الله سبحانه وتعالى سيطعم الجميع بطريقة أو بأخرى. إذا غادرت المنظمات غير الحكومية الأجنبية فهذا قرارهم. نحن لم نطردهم.
لم تخضع المنظمات القليلة الناشطة في قندهار لنفس المطالب وواصلت عملياتها.

#### دور الجيش الباكستاني خلال حكم طالبان

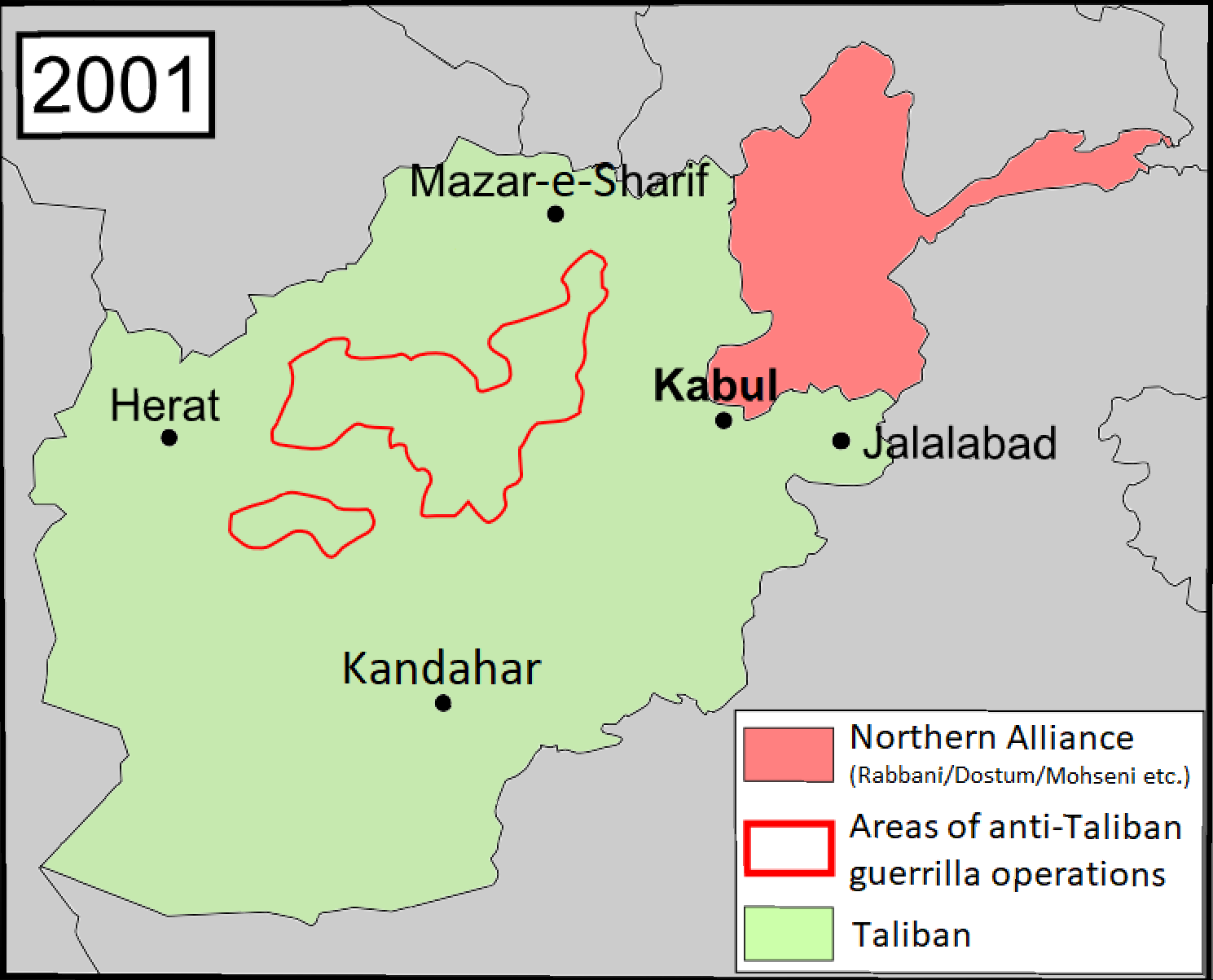
خريطة تظهر مناطق سيطرة طالبان في 2001

الملا عمر مؤسس حركة طالبان.

ساعدت المخابرات الباكستانية في تأسيس حركة طالبان بداية 1994. وأعانوها لإقامة نظام في أفغانستان يكون في صالح باكستان، حيث كانوا يحاولون اكتساب عمق استراتيجي. فمنذ إنشاء حركة طالبان قدمت المخابرات الباكستانية والجيش الباكستاني الدعم المالي واللوجستي والعسكري.
وبحسب الخبير الباكستاني في شؤون أفغانستان أحمد رشيد:«خلال سنوات 1994 و 1999 تلقى مابين 80,000 - 100,000 باكستاني تدريبات عسكرية، وقاتلوا في أفغانستان إلى جانب طالبان». صرح بيتر تومسن أنه حتى 11 سبتمبر شاركت الاستخبارات الباكستانية مع الآلاف من أفراد القوات المسلحة الباكستانية في القتال في أفغانستان.
وفي سنة 2001 ووفقًا لعدة مصادر دولية، كان 28,000 - 30,000 مواطن باكستاني و 14,000-15,000 أفغاني من طالبان و 2000-3000 من مقاتلي القاعدة يقاتلون ضد القوات المناهضة لطالبان في أفغانستان لتكون قوة عسكرية قوامها 45,000 فرد. وكان برويز مشرف - الذي كان آنذاك رئيس أركان الجيش - مسؤولاً عن إرسال آلاف الباكستانيين للقتال إلى جانب طالبان وبن لادن ضد قوات أحمد شاه مسعود. من بين 28,000 باكستاني يقاتلون في أفغانستان، كان هناك 8,000 مقاتل تم تجنيدهم في المدارس الدينية التي تملأ الرتب العادية لجيش طالبان. وتنص الوثيقة كذلك على أن والدي هؤلاء المواطنين الباكستانيين «لا يعرفون شيئًا عن تورط أطفالهم العسكري مع طالبان حتى يتم إعادة جثثهم إلى باكستان». تؤكد وثيقة صدرت 1998 عن وزارة الخارجية الأمريكية أن «20-40 بالمائة من جنود طالبان [النظاميين] هم باكستانيون». وطبقاً لتقرير وزارة الخارجية وتقارير هيومن رايتس ووتش فإن الباكستانيين الذين يقاتلون في أفغانستان كانوا جنوداً باكستانيين نظاميين، وبالذات من فيلق الحدود ولكن أيضاً من الجيش الذي يقدم الدعم القتالي المباشر.
كتبت هيومن رايتس ووتش سنة 2000:
من بين جميع القوى الأجنبية المنخرطة في جهود إدامة القتال المستمر والتلاعب به [في أفغانستان]، تتميز باكستان بكل من اكتساح الأهداف وحجم جهودها، وتشمل التماس التمويل والدعم العملياتي لطالبان، وتقديم الدعم الدبلوماسي كمبعوثين افتراضيين لطالبان في الخارج، وتدريب مقاتلي طالبان وتجنيد القوى العاملة الماهرة وغير الماهرة للخدمة في جيش طالبان، وتخطيط وتوجيه الهجمات، وتوفير وتسهيل شحنات الذخيرة والوقود و ... تقديم الدعم القتالي المباشر.
في 1 أغسطس 1997 شنت طالبان هجومًا على شبرغان القاعدة العسكرية الرئيسية لعبد الرشيد دوستم. قال دوستم إن سبب نجاح الهجوم يرجع إلى مشاركة 1500 كوماندوز باكستاني وأن القوات الجوية الباكستانية قدمت الدعم أيضًا.
وفي 1998 اتهمت إيران باكستان بإرسال قواتها الجوية لقصف مزار شريف لدعم قوات طالبان واتهمت القوات الباكستانية مباشرة بارتكاب «جرائم حرب في باميان». وفي العام نفسه قالت روسيا إن باكستان كانت مسؤولة عن التوسع العسكري لطالبان في شمال أفغانستان من خلال إرسال أعداد كبيرة من القوات الباكستانية، وبعضهم اعتقل لاحقًا من قبل الجبهة المتحدة المناهضة لطالبان.
وفي سنة 2000 فرض مجلس الأمن التابع للأمم المتحدة حظرًا على الأسلحة ضد الدعم العسكري لطالبان، مع تحديد مسؤولي الأمم المتحدة صراحةً باكستان. وانتقد الأمين العام للأمم المتحدة ضمنيًا باكستان لدعمها العسكري وصرح مجلس الأمن بأنه «يشعر بقلق شديد [بسبب التقارير التي تتحدث عن تورط آلاف المواطنين غير الأفغان في القتال من جانب طالبان». وفي يوليو 2001 تعرضت باكستان للاتهامات من عدة دول ومنها الولايات المتحدة بأنها «تنتهك عقوبات الأمم المتحدة بسبب مساعدتها العسكرية لطالبان». حصلت طالبان أيضًا على موارد مالية من باكستان. ففي 1997 بعد استيلاء طالبان على كابل، قدمت باكستان 30 مليون دولار مساعدات و 10 ملايين دولار أخرى للأجور الحكومية.
وفي سنة 2000 ذكرت جهاز الاستخبارات البريطاني أن المخابرات الباكستانية كانت تقوم بدور نشط في العديد من معسكرات تدريب القاعدة. ساعدت وكالة الاستخبارات الباكستانية في بناء معسكرات تدريب لكل من طالبان والقاعدة. من 1996 إلى 2001 أصبح تنظيم القاعدة بقيادة أسامة بن لادن وأيمن الظواهري دولة داخل دولة طالبان. أرسل بن لادن مقاتلي القاعدة من العرب وآسيا الوسطى للانضمام إلى القتال ضد الجبهة المتحدة، ومن بينهم اللواء 055.
وقد وصف المراقبون الدوليون والزعيم المناهض لطالبان أحمد شاه مسعود دور الجيش الباكستاني بأنه غزو زاحف.

#### المقاومة المناهضة لطالبان بقيادة مسعود

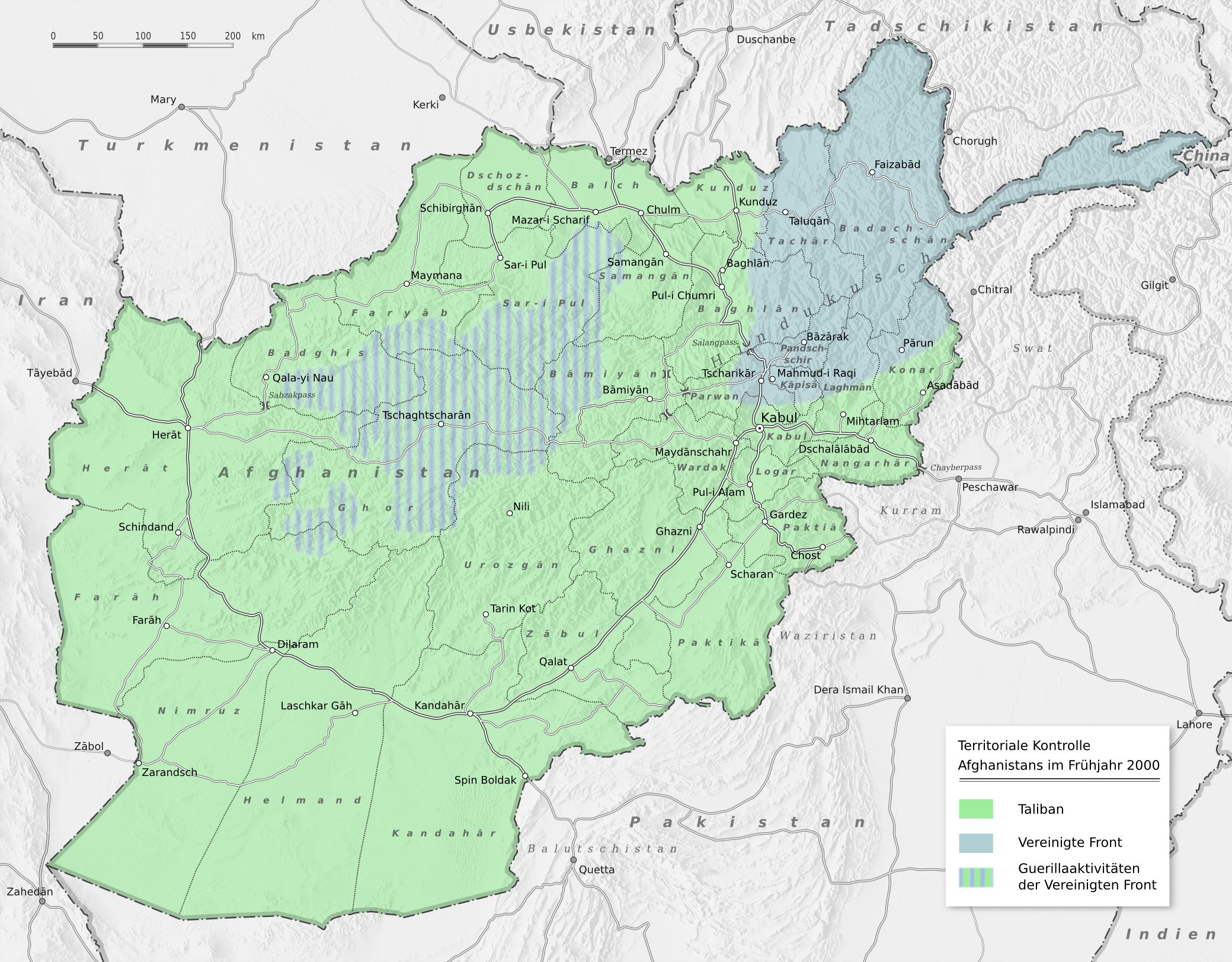
إمارة أفغانستان الإسلامية والتحالف الشمالي بداية 2000، عندما كانت طالبان في أوج قوتها.

في أواخر 1996 أنشأ أحمد شاه مسعود وعبد الرشيد دوستم أعداء الأمس وحلفاء اليوم، الجبهة المتحدة (التحالف الشمالي) ضد طالبان التي كانت تعد لشن هجمات ضد المناطق المتبقية تحت سيطرة مسعود وتلك الواقعة تحت سيطرة دوستم. وضمت الجبهة المتحدة إلى جانب قوات مسعود ذات الأغلبية الطاجيكية وقوات دوستم الأوزبكية وقوات الهزارة بقيادة الحاج محمد محقق وقوات البشتون بقيادة قادة مثل عبد الحق وحاجی عبدالقدیر. ومن أبرز السياسيين والدبلوماسيين في الجبهة المتحدة عبد الرحيم غفورزاي وعبد الله عبد الله ومسعود خليلي. منذ استيلاء طالبان على كابول في سبتمبر 1996 حتى نوفمبر 2001 كانت الجبهة المتحدة تسيطر على ما يقرب من 30٪ من أفغانستان في ولايات مثل بدخشان وكابيسا وتخار وأجزاء من بروان وكنر ونورستان ولغمان وسمنكان وقندوز وغور وباميان.
بعد معارك طويلة وخاصة في مدينة مزار شريف الشمالية، هزمت حركة طالبان وحلفاؤها عبد الرشيد دوستم وقواته من جنبش في 1998. فذهب دوستم إلى المنفى. وظل أحمد شاه مسعود الزعيم الرئيسي الوحيد المناهض لطالبان داخل أفغانستان والذي كان قادرًا على الدفاع عن أجزاء واسعة من أراضيه ضد طالبان. أقام مسعود في المناطق الواقعة تحت سيطرته مؤسسات ديمقراطية ووقع إعلان حقوق المرأة. في منطقة مسعود لم يكن على النساء والفتيات ارتداء البرقع الأفغاني. وسُمح لهم بالعمل والذهاب إلى المدرسة. في حالتين معروفتين على الأقل تدخل مسعود بنفسه ضد حالات الزواج القسري.
بدءًا من 1999 بدأ أحمد شاه مسعود وعبد الحق الشروع في عملية لتوحيد جميع الأعراق في أفغانستان. بينما وحد مسعود الطاجيك والهزارة والأوزبك بالإضافة إلى بعض قادة البشتون تحت قيادته للجبهة المتحدة، التحق بعبد الحق أعدادًا متزايدة من البشتون المنشقين عن طالبان مع تراجع شعبية طالبان. اتفق كلاهما على العمل مع الملك الأفغاني المنفي ظاهر شاه. وفي بداية 2001 ألقى أحمد شاه مسعود ومعه زعماء من جميع أنحاء أفغانستان خطابًا أمام البرلمان الأوروبي في بروكسل مطالبين المجتمع الدولي بتقديم المساعدة الإنسانية لشعب أفغانستان. وذكر أن طالبان والقاعدة أدخلوا تصورًا خاطئًا جدًا للإسلام، وأنه بدون دعم باكستان وبن لادن لن تتمكن طالبان من الاستمرار في حملتها العسكرية لمدة تصل إلى عام. في هذه الزيارة إلى أوروبا حذر أيضًا من أن معلوماته الاستخباراتية قد جمعت معلومات حول هجوم وشيك على الأراضي الأمريكية. ووصفته رئيسة البرلمان الأوروبي نيكول فونتين بقطب الحرية في أفغانستان.
اغتيل أحمد شاه مسعود في 9 سبتمبر 2001 في عملية انتحارية، وكان ذلك قبل يومين فقط من أحداث 11 سبتمبر. ويعتقد أن أسامة بن لادن زعيم تنظيم القاعدة المتحالف مع طالبان أرسل عنصرين من التنظيم نجحا في اغتياله في بلدة «خواجة بهاء الدين» بولاية تخار الشمالية قرب طاجيكستان حين تظاهرا بأنهما صحفيان وحملا معهما كاميرا ملغومة.

### الإطاحة والحرب التالية

#### مقدمة

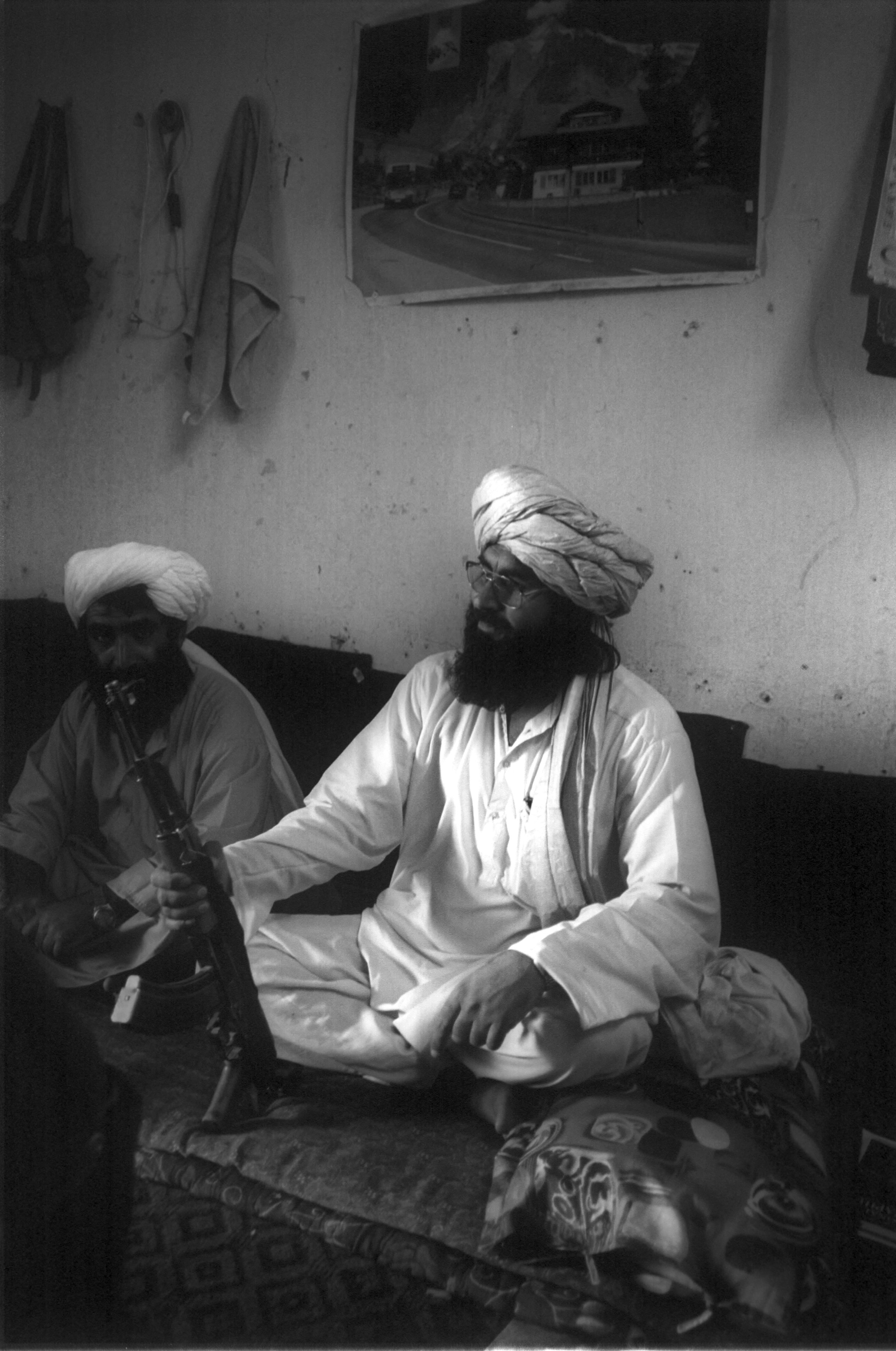
حرس حدود من طالبان 2001

في 20 سبتمبر 2001 ألقى الرئيس الأمريكي جورج دبليو بوش في حديثه أمام جلسة مشتركة للكونجرس باللوم مؤقتًا على القاعدة في هجمات 11 سبتمبر، مشيرًا إلى أن «قيادة القاعدة لها تأثير كبير في أفغانستان، وتدعم نظام طالبان في السيطرة على معظم هذا البلد». وأضاف قائلا: «ندين نظام طالبان». ومضى يقول:«الليلة تطالب الولايات المتحدة الأمريكية طالبان بما يلي، والمطالب ليست مفتوحة للتفاوض أو النقاش»:
- تسليم كل قادة القاعدة للولايات المتحدة.
- إطلاق سراح جميع الرعايا الأجانب الذين تم سجنهم ظلما.
- حماية الصحفيين والدبلوماسيين وعمال الإغاثة الأجانب.
- الإغلاق الفوري لجميع معسكرات تدريب الإرهابيين.
- تسليم كل إرهابي وداعميه للسلطات المختصة.
- منح الولايات المتحدة حق الوصول الكامل إلى معسكرات تدريب الإرهابيين للتفتيش.

طلبت الولايات المتحدة من المجتمع الدولي دعم حملة عسكرية للإطاحة بطالبان. أصدرت الأمم المتحدة قرارين بشأن الإرهاب بعد هجمات 11 سبتمبر. ودعت القرارات جميع الدول إلى «[زيادة] التعاون والتنفيذ الكامل للاتفاقيات الدولية ذات الصلة المتعلقة بالإرهاب» وتوصيات محددة بالإجماع لجميع الدول. ووفقًا لإيجاز بحثي قدمته مكتبة مجلس العموم، وعلى الرغم من أن مجلس الأمن لم يصرح بالحملة العسكرية التي قادتها الولايات المتحدة، إلا أنه يُنظر إليها على نطاق واسع (وإن لم يكن عالميًا) بأنها شكل مشروع من أشكال الدفاع عن النفس بموجب ميثاق الأمم المتحدة، وتحرك المجلس بسرعة لتفويض عملية عسكرية لتحقيق الاستقرار في البلاد في أعقاب الغزو. علاوة على ذلك وافق الناتو في 12 سبتمبر 2001 على شن حملة ضد أفغانستان للدفاع عن النفس ضد أي هجوم مسلح.
ورد سفير طالبان في باكستان عبد السالم ضعيف على الإنذار بالمطالبة بـ «أدلة مقنعة» على تورط بن لادن في الهجمات، قائلاً «موقفنا هو أنه إذا كان لدى أمريكا الدليل والأدلة فعليهم إبرازها». بالإضافة إلى ذلك أصرت طالبان على أن أي محاكمة لابن لادن ستعقد في محكمة أفغانية. وذكر ضعيف أيضًا أن 4000 يهودي يعملون في المركز التجاري كانوا على علم مسبق بالعمليات الانتحارية، وكانوا غائبين في ذلك اليوم. تم رفض هذا الرد بشكل عام باعتباره أسلوب تأخير وليس محاولة صادقة للتعاون مع الإنذار.
[تحقق من الاقتباس] وفي 22 سبتمبر سحبت الإمارات والسعودية بعدها، اعترافها بحركة طالبان حكومة شرعية لأفغانستان، تاركة باكستان المجاورة باعتبارها الدولة الوحيدة المتبقية التي تربطها علاقات دبلوماسية. وفي 4 أكتوبر وافقت طالبان على تسليم بن لادن إلى باكستان لمحاكمته في محكمة دولية تعمل وفقًا للشريعة الإسلامية، لكن باكستان منعت العرض لأنه لم يكن من الممكن ضمان سلامته. وفي 7 أكتوبر عرض سفير طالبان في باكستان اعتقال بن لادن ومحاكمته بموجب الشريعة الإسلامية إذا قدمت الولايات المتحدة طلبًا رسميًا وقدمت لطالبان أدلة. ورفض مسؤول في إدارة بوش -تحدث شريطة عدم الكشف عن هويته- عرض طالبان، وصرح بأن الولايات المتحدة لا تتفاوض بشأن مطالبهم.

#### غزو التحالف

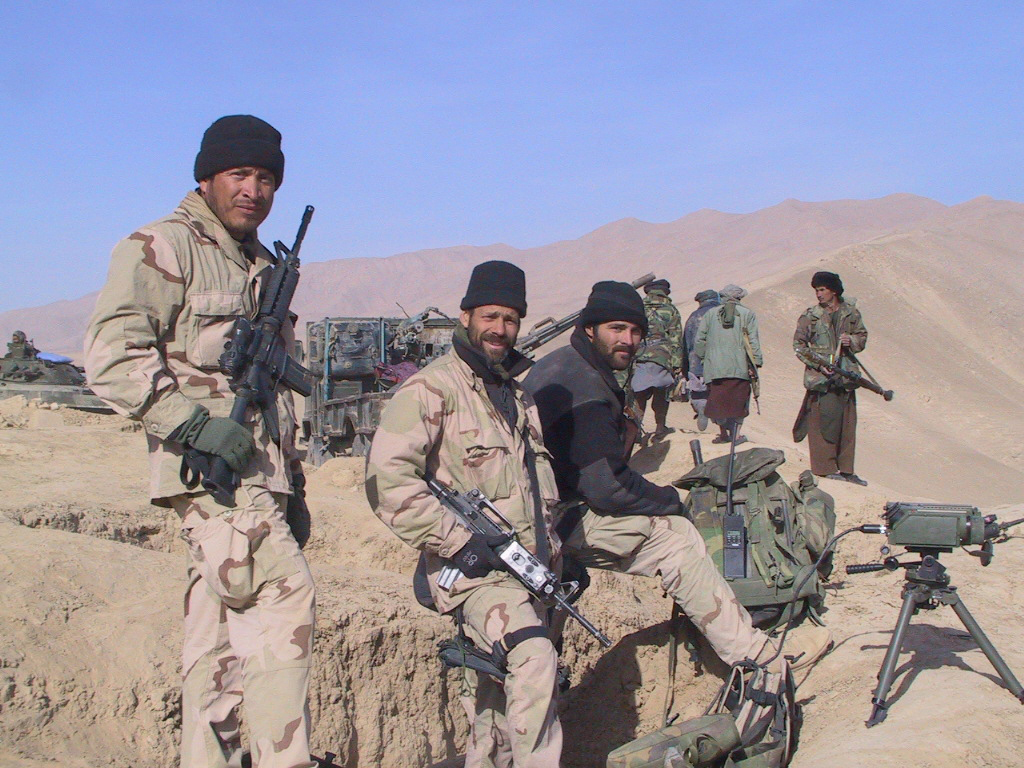
تمت الإطاحة بحركة طالبان من السلطة في أكتوبر 2001 بجهد موحد للقوات البرية التابعة للجبهة الإسلامية المتحدة (التحالف الشمالي) وفرق العمليات الخاصة الأمريكية والدعم الجوي الأمريكي.

في 7 أكتوبر 2001 بعد أقل من شهر من هجمات 11 سبتمبر، بدأت الولايات المتحدة بمساعدة المملكة المتحدة وكندا ودول أخرى بما في ذلك العديد من حلف شمال الأطلسي عملياتها العسكرية، وقصفت طالبان والمعسكرات المرتبطة بالقاعدة. كان القصد المعلن للعمليات العسكرية هو إزاحة طالبان من السلطة، ومنع استخدام أفغانستان أن تكون قاعدة عمليات إرهابية.
كانت وحدات قسم الأنشطة الخاصة (SAD) في وكالة المخابرات المركزية هي أول القوات الأمريكية التي دخلت أفغانستان (كانت العديد من وكالات الاستخبارات في البلدان المختلفة على الأرض أو تعمل داخل مسرح العمليات قبل SAD، و SAD ليست قوات عسكرية من الناحية الفنية، ولكنها قوات مدنية شبه العسكرية). وانضمت إلى التحالف الشمالي للتحضير لوصول قوات العمليات الخاصة الأمريكية لاحقًا. تضافرت جهود التحالف الشمالي و SAD والقوات الخاصة للإطاحة بطالبان بأقل خسائر في صفوفهم، ودون استخدام القوات البرية التقليدية الدولية. ذكرت صحيفة واشنطن بوست في افتتاحيتها سنة 2006:
ما جعل الحملة الأفغانية علامة فارقة في التاريخ العسكري الأمريكي هو أن المطاردات كانت من قوات العمليات الخاصة من جميع الخدمات ، جنبًا إلى جنب مع القوة التكتيكية للقوات البحرية والجوية، وكانت عمليات التحالف الشمالي مع وكالة المخابرات المركزية على نفس القدر من الأهمية ومتكاملة تمامًا. لم يتم استخدام قوة كبيرة من الجيش أو المارينز.

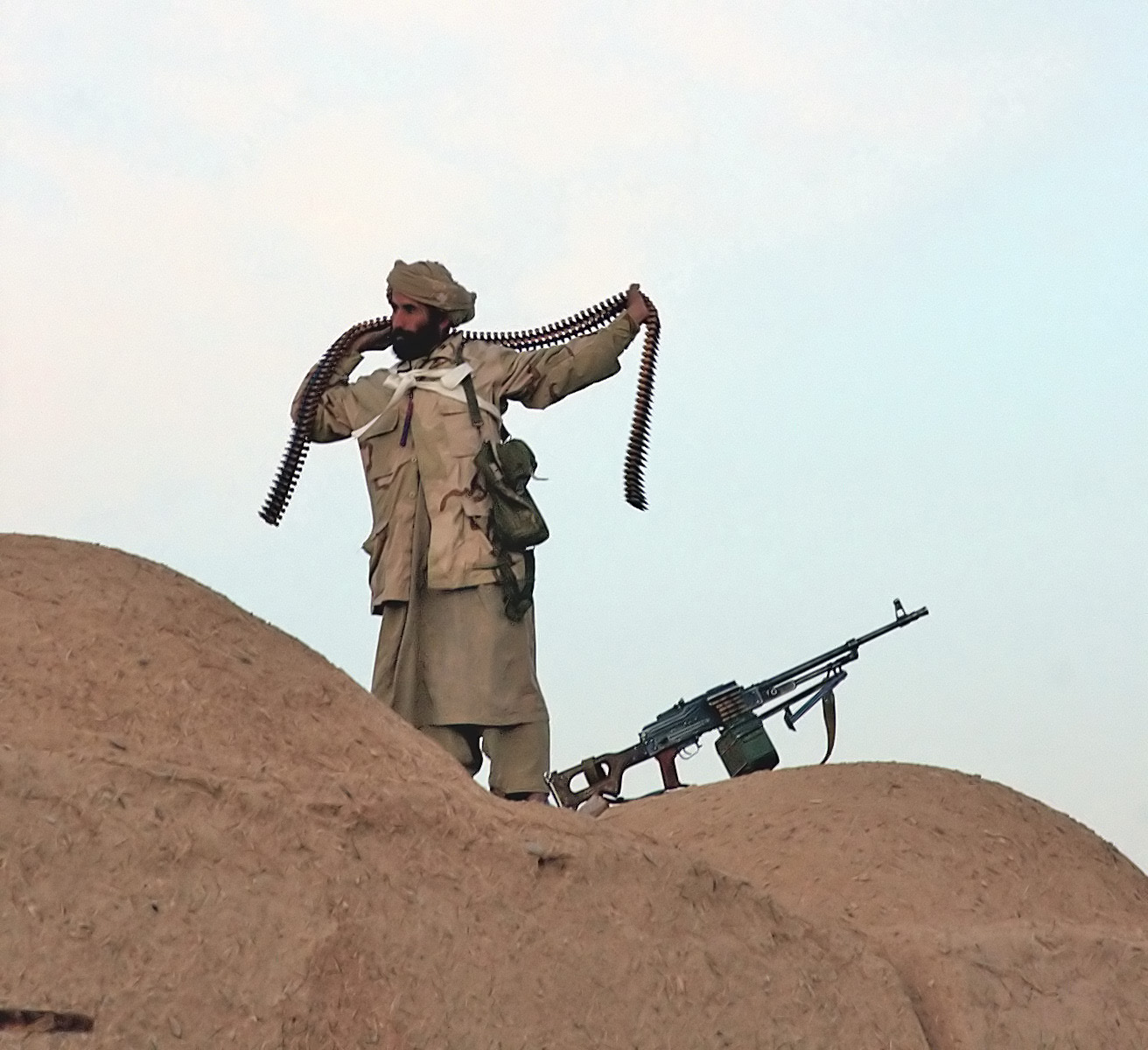
مقاتل من التحالف الشمالي أثناء مساعدة القوات الأمريكية ضد طالبان في مجمع في ولاية هلمند في أفغانستان ، يناير 2002.

وفي 14 أكتوبر عرضت طالبان مناقشة تسليم أسامة بن لادن إلى دولة محايدة مقابل وقف القصف، ولكن فقط إذا أعطيت طالبان دليلًا على تورط بن لادن. رفضت الولايات المتحدة هذا العرض وواصلت العمليات العسكرية. سقطت مزار شريف في أيدي قوات الجبهة المتحدة بقيادة عطا محمد نور وعبد الرشيد دوستم في 9 نوفمبر، مما أدى إلى سقوط سلسلة من المقاطعات بأقل قدر من المقاومة.
في نوفمبر 2001 قبل سقوط قندوز بيد قوات الجبهة المتحدة بقيادة محمد داود داود، تم إجلاء الآلاف من كبار القادة والمقاتلين النظاميين لطالبان والقاعدة، وعملاء المخابرات الباكستانية وأفراد الجيش، وغيرهم من المتطوعين والمتعاطفين في جسر قندوز الجوي ونقلهم جواً من قندوز بواسطة طائرات شحن تابعة للجيش الباكستاني إلى القواعد الجوية للقوات الجوية الباكستانية في شيترال وغلغت في المناطق الشمالية الباكستانية. أطلقت القوات الأمريكية على هذا اسم جسر الشر الجوي حول قندز، واستخدم لاحقًا كمصطلح في التقارير الإعلامية.
في ليلة 12 نوفمبر تراجعت طالبان جنوبا من كابول. في 15 نوفمبر أطلقوا سراح ثمانية عمال إغاثة غربيين بعد ثلاثة أشهر في الأسر. بحلول 13 نوفمبر، انسحبت طالبان من كل من كابول وجلال أباد. أخيرًا في أوائل ديسمبر تخلت طالبان عن قندهار معقلهم الأخير، وتفرقوا دون استسلام.

#### قتل مستهدف
نفذت الولايات المتحدة عمليات قتل مستهدفة ضد قادة طالبان، باستخدام القوات الخاصة بشكل أساسي، وأحيانًا الطائرات بدون طيار. واستخدمت القوات البريطانية أيضًا تكتيكات مماثلة، معظمها في ولاية هلمند . وخلال عملية هيريك نفذت القوات الخاصة البريطانية عمليات قتل مستهدفة ضد ما لا يقل عن خمسين من كبار قادة طالبان المحليين في مقاطعة هلمند.
كما استخدمت طالبان عمليات القتل المستهدف. فقتلوا قادة بارزين مناهضين لطالبان في سنة 2011 وحدها، مثل الرئيس الأفغاني السابق برهان الدين رباني، وقائد الشرطة في شمال أفغانستان، وقائد النخبة المناهضة لطالبان 303 فيلق بامير، ومحمد داود داود ورئيس شرطة قندز عبد الرحمن سعيد خيلي. كلهم ينتمون إلى فصيل مسعود التابع للجبهة المتحدة. طبقاً للوائح الاتهام في خليج غوانتانامو، تعتقد وزارة الدفاع الأمريكية أن طالبان قد تحتفظ بوحدة سرية قوامها 40 رجلاً تُدعى «جهاد قندهار»، والتي تُستخدم في العمليات السرية ومنها القتل المستهدف.

### العودة بعد 2001
بعد هجمات 11 سبتمبر 2001 اتهمت الولايات المتحدة باكستان بمواصلتها دعم طالبان، وهو ادعاء نفته باكستان. لأنه بعد سقوط كابول في أيدي القوات المناهضة لطالبان في نوفمبر 2001، عملت قوات المخابرات الباكستانية مع ميليشيات طالبان التي كانت في حالة انسحاب كامل وساعدتها. حيث أجلت مقاتلي طالبان والقاعدة وعناصر المخابرات الباكستانية من قندوز على متن طائرة شحن تابعة للجيش الباكستاني إلى قواعد القوات الجوية الباكستانية في المناطق الشمالية الباكستانية. كتب الرئيس الباكستاني السابق برويز مشرف في مذكراته أن ريتشارد ارميتاج نائب وزير الخارجية الأمريكي السابق قال إن باكستان «ستعود إلى العصر الحجري» إذا استمرت في دعم طالبان، على الرغم من أن أرميتاج نفى منذ ذلك الحين استخدام «عبارة العصر الحجري».

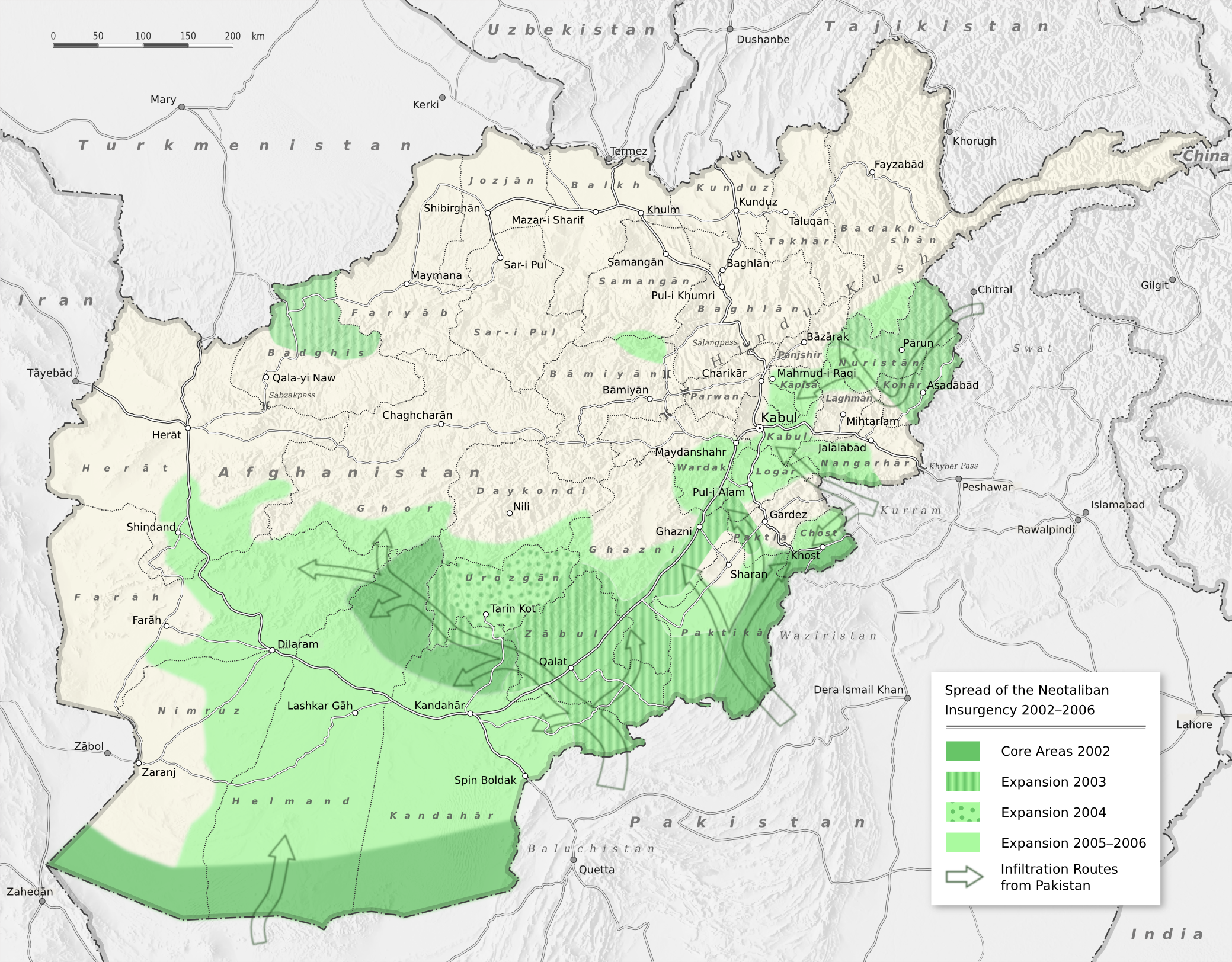
تطور تمرد طالبان الصغير في ذلك الوقت في عام 2002 حتى عام 2006 ، وهو العام الذي شهد تصعيدًا في هجمات طالبان.

في مايو ويونيو 2003 أعلن مسؤولون كبار في طالبان أن طالبان أعادت تنظيم صفوفها ومستعدة لحرب عصابات لطرد القوات الأمريكية من أفغانستان. وفي أواخر 2004 أعلن زعيم طالبان الملا محمد عمر عن تمرد ضد أمريكا وعملائها (وهم قوات الحكومة الأفغانية الانتقالية) «من أجل استعادة سيادة بلدنا».
وفي 29 مايو 2006 ذكر موقع The Spokesman-Review أن أفغانستان تواجه تهديدًا متزايدًا من مقاتلي طالبان المسلحين في الريف، فقدت شاحنة عسكرية أمريكية السيطرة من قافلتها في كابول واصطدمت باثنتي عشرة مركبة مدنية، مما أسفر عن مقتل شخص و جرح ستة اشخاص. غضب الحشد المحيط واندلعت أعمال شغب استمرت طوال اليوم وانتهت بمقتل 20 شخصًا وإصابة 160 آخرين. وقال متحدث عسكري أمريكي إنه عندما رشق حشد من حوالي 400 رجل بالحجارة وإطلاق النار، فاستخدمت القوات الأمريكية أسلحتها «للدفاع عن نفسها» أثناء مغادرتها المكان. أشار مراسل لصحيفة فاينانشيال تايمز في كابول إلى أن هذا كان اندلاع موجة من الاستياء على الأرض والعداء المتزايد للأجانب الذي كان يتزايد ويتراكم منذ سنة 2004، وربما يكون سبب ذلك أيضًا غارة جوية أمريكية قبل أسبوع في جنوب أفغانستان قتل 30 مدنياً، حيث افترضت أن طالبان كانوا يحتمون في منازل مدنية.
استمرار الدعم من الجماعات القبلية الأفغانية وغيرها في باكستان، وقلة عدد قوات الناتو إلى جانب التاريخ الطويل للمقاومة والعزلة، كل هذا يشير إلى بقاء قوات وقيادات طالبان في مأمن. أصبحت الهجمات الانتحارية التي لم تستخدم في 2001 أكثر شيوعًا. وأشار المراقبون إلى وفيات المدنيين بسبب الغارات الجوية، قد حفز على عودة ظهور طالبان. أكد هؤلاء المراقبون أن السياسة يجب أن تركز على «القلوب والعقول» وعلى إعادة البناء الاقتصادي.
رأى معلقون آخرون تحول إسلام أباد من الحرب إلى الدبلوماسية على أنه محاولة لتهدئة الاستياء المتزايد. وبسبب الهيكل القيادي لطالبان لم يكن لاغتيال الملا داد الله في مايو 2007 تأثير كبير عدا الإضرار بالعلاقات الأولية مع باكستان.
في 8 فبراير 2009 قال قائد العمليات الأمريكية في أفغانستان الجنرال ستانلي مكريستال ومسؤولون آخرون أن قيادة طالبان هي في كويتا الباكستان. وفي سنة 2009 اندمجت حركة تمرد قوية عُرفت باسم عملية الفتح في شكل حرب عصابات. تتمتع قبائل البشتون التي تضم أكثر من 40 مليون عضو (بما في ذلك الأفغان والباكستانيون) بتاريخ طويل من المقاومة لقوات الاحتلال، لذلك ربما تكون طالبان قد شكلت جزءًا فقط من التمرد. كان معظم مقاتلي طالبان بعد الغزو مجندين جددًا، معظمهم من المدارس الدينية المحلية.
وفي ديسمبر 2009 أفاد موقع آسيا تايمز أونلاين بأن طالبان عرضت منح الولايات المتحدة «ضمانات قانونية» بأنها لن تسمح باستخدام أفغانستان لشن هجمات على دول أخرى وأن الولايات المتحدة لم تقدم أي رد.

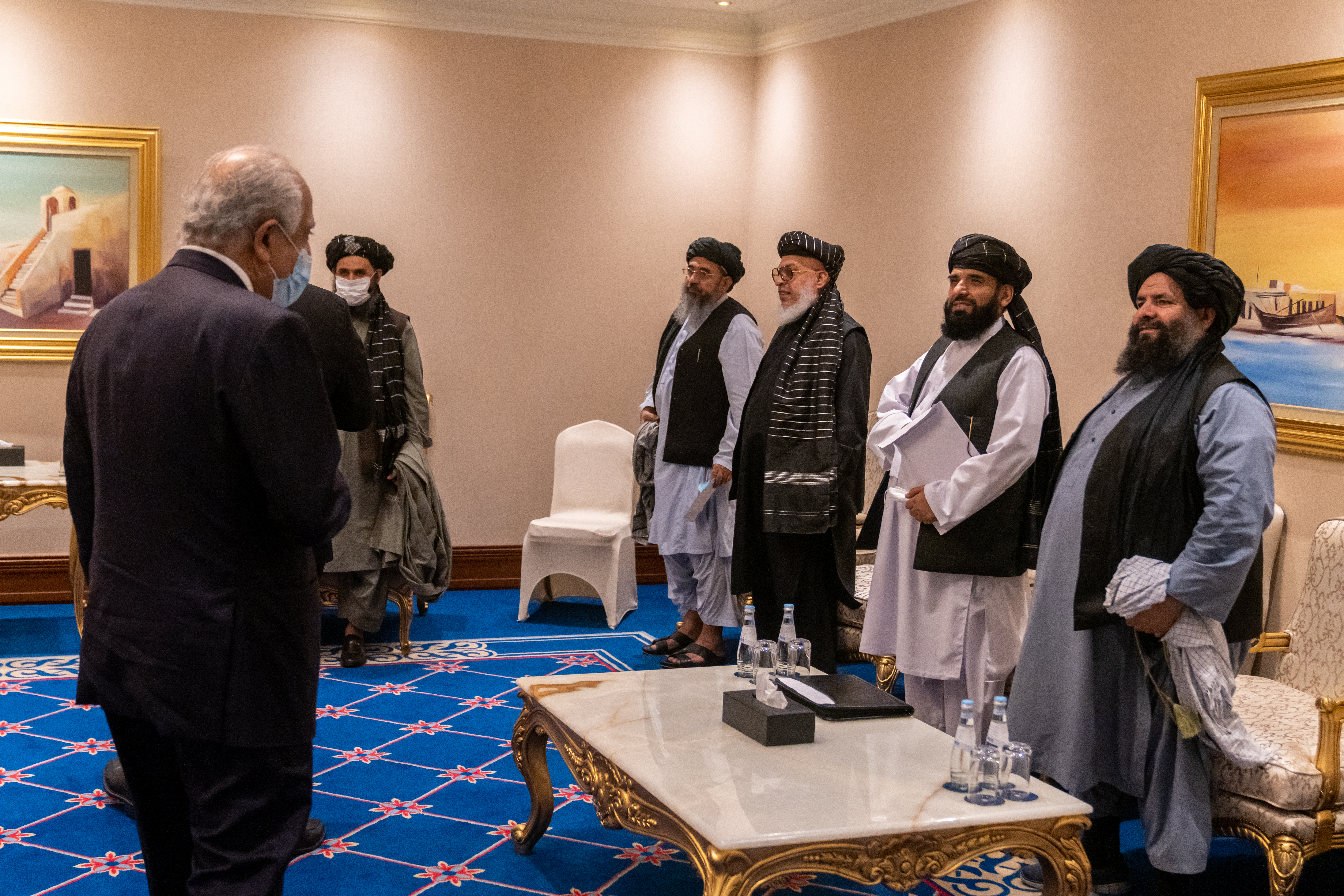
ممثل الولايات المتحدة زلماي خليل زاد (يسار) يلتقي بوفد طالبان في الدوحة قطر، يوم 21 نوفمبر 2020

وقدرت مجلة التايم الأمريكية أنه اعتبارًا من يوليو 2016 فإن 20٪ من أفغانستان هي تحت سيطرة طالبان وأن ولاية هلمند أقصى الجنوب معقلهم، بينما صرح قائد تحالف الدعم الحازم الأمريكي والدولي الجنرال نيكولسون في ديسمبر 2016 أن 10٪ في أيدي طالبان بينما 26٪ أخرى من أفغانستان متنازع عليها بين الحكومة الأفغانية ومجموعات التمرد المختلفة.
في 7 أغسطس 2015 قتلت طالبان حوالي 50 شخصًا في كابول. وفي أغسطس 2017 ردًا على خطاب معاد للرئيس الأمريكي ترامب، قال متحدث باسم طالبان بأنهم سيواصلون القتال لتحرير أفغانستان من الغزاة الأمريكيين. وفي يناير 2018 قتل انتحاري من طالبان أكثر من 100 شخص في كابول باستخدام قنبلة في سيارة إسعاف.
وفي سنة 2020 بعد أن فقدت الدولة الإسلامية في العراق والشام جميع الأراضي التي احتلتها تقريبًا، اعتبر مركز الأبحاث العالمي الذي يُدعى معهد الاقتصاد والسلام أن حركة طالبان قد تجاوزت تنظيم الدولة الإسلامية بسبب حملاتها الأخيرة للتوسع الإقليمي.
في 29 مايو 2020، أفيد أن الملا محمد يعقوب نجل الملا عمر يتصرف الآن كزعيم لطالبان بعد إصابة العديد من أعضاء مجلس شورى كويتا بفيروس كورونا. تم التأكيد سابقًا في 7 مايو 2020 على أن يعقوب أصبح رئيسًا للجنة العسكرية لطالبان، مما جعله القائد العسكري للمتمردين. ومن بين المصابين في مجلس شورى كويتا الذي استمر في عقد اجتماعات شخصية هبة الله آخند زاده وسراج الدين حقاني، ثم قادة طالبان وشبكة حقاني.

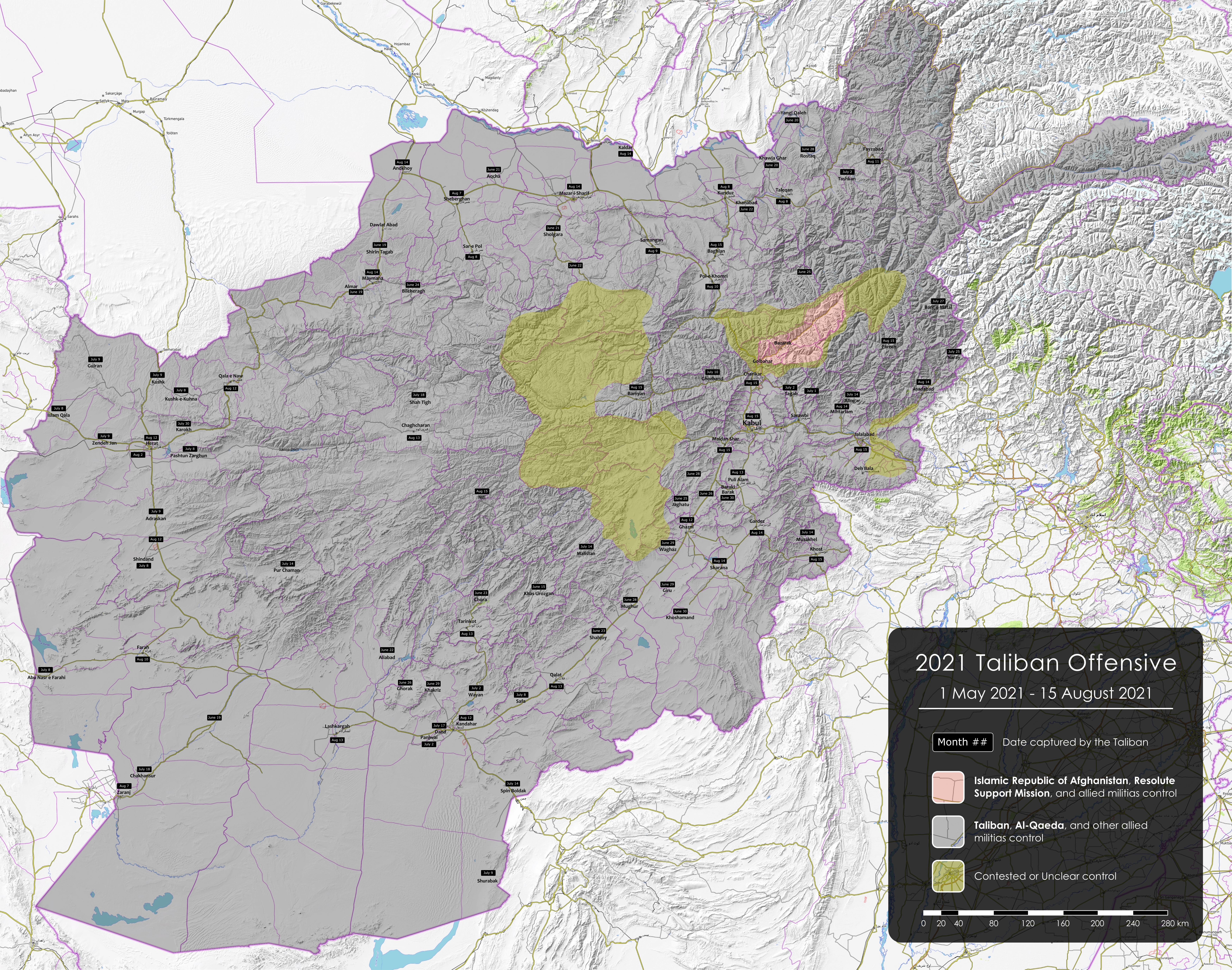
خريطة أفغانستان تظهر هجوم طالبان 2021

#### هجوم 2021 والعودة إلى السلطة
بدأت طالبان في منتصف 2021 بهجوم كبير في أفغانستان أثناء انسحاب القوات الأمريكية من البلاد، مما منحهم السيطرة على أكثر من نصف مقاطعات أفغانستان البالغ عددها 421 بدءًا من 23 يوليو 2021.

وسيطرت في منتصف أغسطس 2021 على كل المدن الرئيسية في أفغانستان. بعد الاستيلاء على العاصمة كابل دخلت طالبان القصر الرئاسي بعد فرار رئيسها أشرف غني من أفغانستان إلى طاجيكستان في 15 أغسطس 2021. وتراجعت القوات الأفغانية المتبقية بقيادة أمر الله صالح وأحمد مسعود وبسم الله خان محمدي إلى بنجشير لمواصلة المقاومة.

## المفاهيم والأهداف
توصف أيديولوجية طالبان بأنها «شكل مبتكر للشريعة يجمع بين الرموز القبلية البشتونية»، أو البشتونية، مع التفسيرات الديوبندية للإسلام التي تفضلها جمعية علماء الإسلام والجماعات المنشقة عنها. قالت حركة طالبان إنها تهدف إلى إعادة السلام والأمن إلى أفغانستان، بما في ذلك مغادرة القوات الغربية وفرض الشريعة الإسلامية بمجرد وصولها إلى السلطة.
طبقاً للصحفي أحمد رشيد تبنت طالبان في السنوات الأولى من حكمها معتقدات ديوبندية والإسلاميين المناهضين للقومية، ومعارضة الهياكل القبلية والإقطاعية، مما أدى إلى استبعاد الزعماء القبليين والإقطاعيين التقليديين من مناصب قيادية.
فرضت طالبان مفاهيمها بصرامة في المدن الكبرى مثل هرات وكابل وقندهار. لكن في المناطق الريفية لم يكن لدى الطالبان سيطرة مباشرة تذكر، وشجعوا الجركة القروية، لذلك لم يفرضوا آرائهم على نحو صارم في المناطق الريفية.

### المبادئ الإسلامية (الديوبندية)

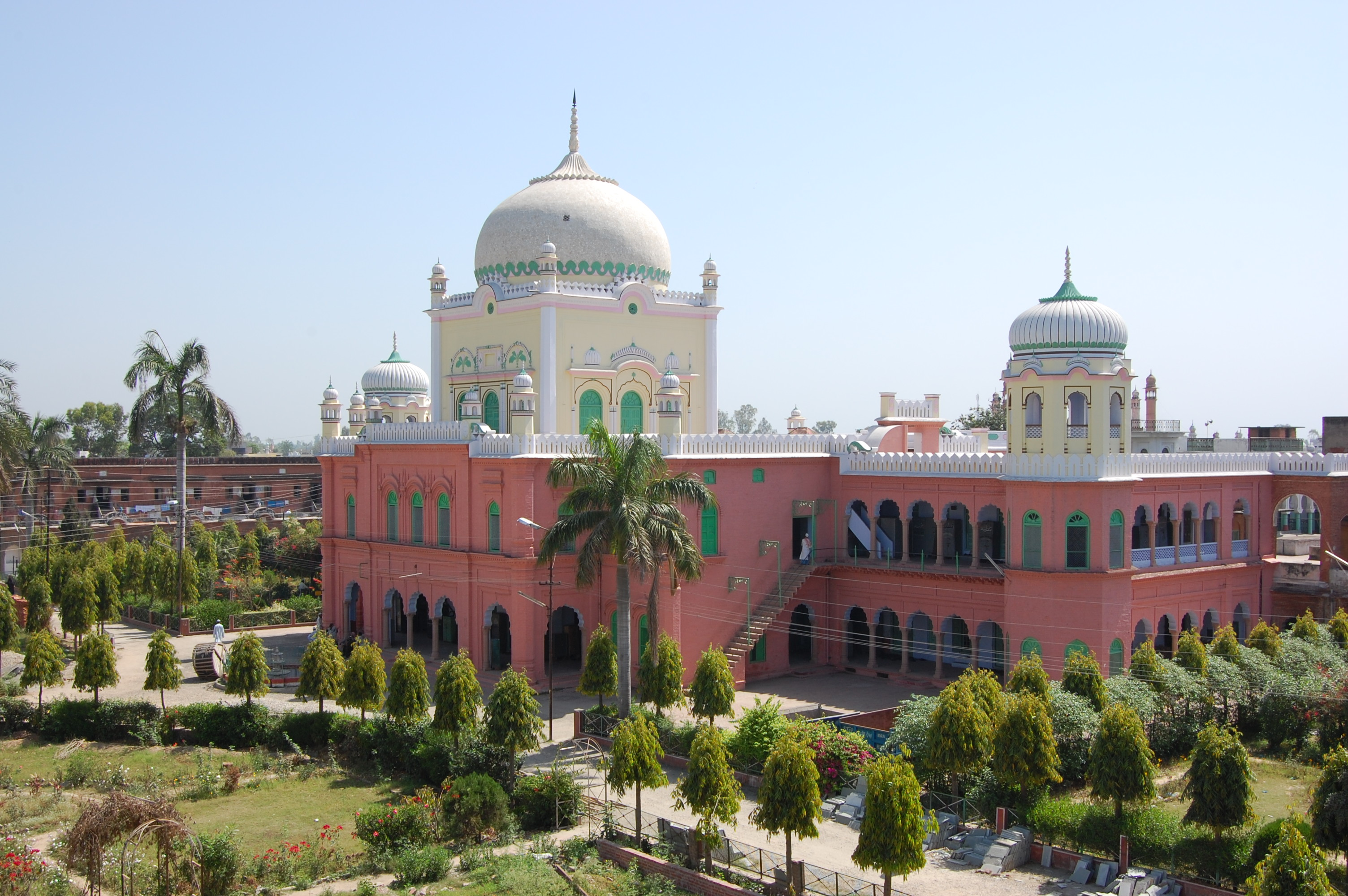
دار العلوم ديوباند في ولاية أتر براديش بالهند ، حيث بدأت الحركة الديوباندية التي تنتسب لها طالبان

طبق نظام طالبان الشريعة بما يتوافق مع المذهب الحنفي للفقه الإسلامي وفتاوى الملا عمر. حرمت طالبان الكحول والعديد من أنواع التكنولوجيا الاستهلاكية مثل الموسيقى والتلفزيون والتصوير والإنترنت، بالإضافة إلى معظم أشكال الفن مثل اللوحات أو التصوير الفوتوغرافي والمشاركة في الرياضة مثل كرة القدم والشطرنج؛ كما تم حظر الأنشطة الترفيهية مثل تحليق الطائرات الورقية وتربية الحمام أو الحيوانات الأليفة الأخرى. تم إغلاق دور السينما وتغيير أغراضها لتصبح مساجد. كان الاحتفال رأس السنة الميلادية أو نوروز ممنوعاً. والتقاط الصور وممنوع عرض الصور أو اللوحات، حيث اعتبرته طالبان شكلاً من أشكال عبادة الأصنام. مُنعت النساء من العمل ومُنعت الفتيات من الالتحاق بالمدارس أو الجامعات، طُلب منهن لبس البرقع وأن يرافقهن أقاربهن من الذكور خارج المنزل؛ ومن يخالف هذه الأوامر يعاقب. حرم الرجال من حلق لحاهم وطلب منهم السماح لها بالنمو وإبقائها طويلة حسب رغبة طالبان، وارتداء العمائم خارج المنزل. وجُعلت الصلاة إجبارية ومن لم يحترم الفريضة بعد الأذان اعتقل. تم حظر القمار وعوقب اللصوص ببتر أيديهم أو أقدامهم. وفي سنة 2000 حظر زعيم طالبان الملا عمر رسميًا زراعة الأفيون وتهريب المخدرات في أفغانستان؛ ونجحت طالبان في القضاء تقريبًا على غالبية إنتاج الأفيون (99٪) بحلول 2001. ويتعرض كل من متعاطي المخدرات أو من يتاجر بها للملاحقة القضائية الشديدة.
تعرض الشيعة للاضطهاد خلال حكم طالبان. يتكون الشيعة في أفغانستان في الغالب من مجموعة الهزارة العرقية، والتي يبلغ مجموع سكانها ما يقرب من 10 ٪ من سكان أفغانستان. ومع ذلك فقد دعم عدد قليل من الإسلاميين الشيعة حكم طالبان، مثل الأستاذ محمد أكبري. في السنوات الأخيرة حاولت حركة طالبان مغازلة الشيعة وتعيين رجل دين شيعي حاكمًا إقليميًا، وتجنيد الهزارة لمحاربة تنظيم الدولة من أجل إبعاد أنفسهم عن سمعتهم الطائفية السابقة وتحسين العلاقات مع الحكومة الشيعية في إيران.
إلى جانب المسلمين الشيعة، تعرضت الطائفة المسيحية الصغيرة للاضطهاد من قبل حركة طالبان. أعلنت حركة طالبان في مايو 2001 أنها ستفرض شارات على السكان الهندوس في أفغانستان، والتي تم مقارنتها بمعاملة اليهود في ألمانيا النازية. كان السيخ في أفغانستان بشكل عام أكثر تسامحًا من قبل طالبان مقارنة بالشيعة والهندوس والمسيحيين. قضى آخر يهود أفغانستان المتبقين خلال فترة حكمهم زابلون سيمينتوف وإسحاق ليفي، وقتًا في السجن بسبب «الجدال» المستمر ، لكن تم إطلاق سراحهما لاحقًا عندما انزعج مسؤولو طالبان من جدالهم.
على عكس المنظمات الأصولية الإسلامية الأخرى، فإن طالبان ليست سلفية. على الرغم من أن دول الخليج الثرية قد جلبت المدارس السلفية إلى أفغانستان خلال الحرب السوفيتية في الثمانينيات، إلا أن القيادة الديوبندية الصارمة لطالبان قمعت الحركة السلفية في أفغانستان بعد وصولها إلى السلطة لأول مرة في التسعينيات. بعد الغزو الأمريكي سنة 2001، تحالفت حركة طالبان مع السلفيين ضد القوات الأمريكية، لكنها أبقتهم في مجموعات صغيرة تحت قيادة طالبان. وكانت طالبان تكره مناقشة العقيدة مع المسلمين الآخرين. لم تسمح طالبان حتى للمراسلين المسلمين بالتشكيك في فتاوى هم أو مناقشة تفسيرات القرآن. أكدت طالبان على الأحلام بأنها وسيلة للوحي.

### تأثير الثقافة البشتونية
كثيرا ما استخدمت طالبان قانون قبائل البشتون قبل الإسلام «البشتونية» في تقرير بعض الأمور الاجتماعية. هذا هو الحال مع ممارسة البشتون في تقسيم الميراث بالتساوي بين الأبناء، على الرغم من أن القرآن ينص بوضوح على أن المرأة يجب أن تحصل على نصف نصيب الرجل.
وبحسب علي جلالي وليستر غراو، فإن طالبان «تلقت دعما كبيرا من البشتون في جميع أنحاء البلاد الذين اعتقدوا أن الحركة قد تعيد هيمنتهم الوطنية. حتى المثقفون البشتون في الغرب، الذين اختلفوا مع طالبان في العديد من القضايا، أعربوا عن دعمهم للحركة على أسس عرقية بحتة».

### آراء حول باميان بوذا

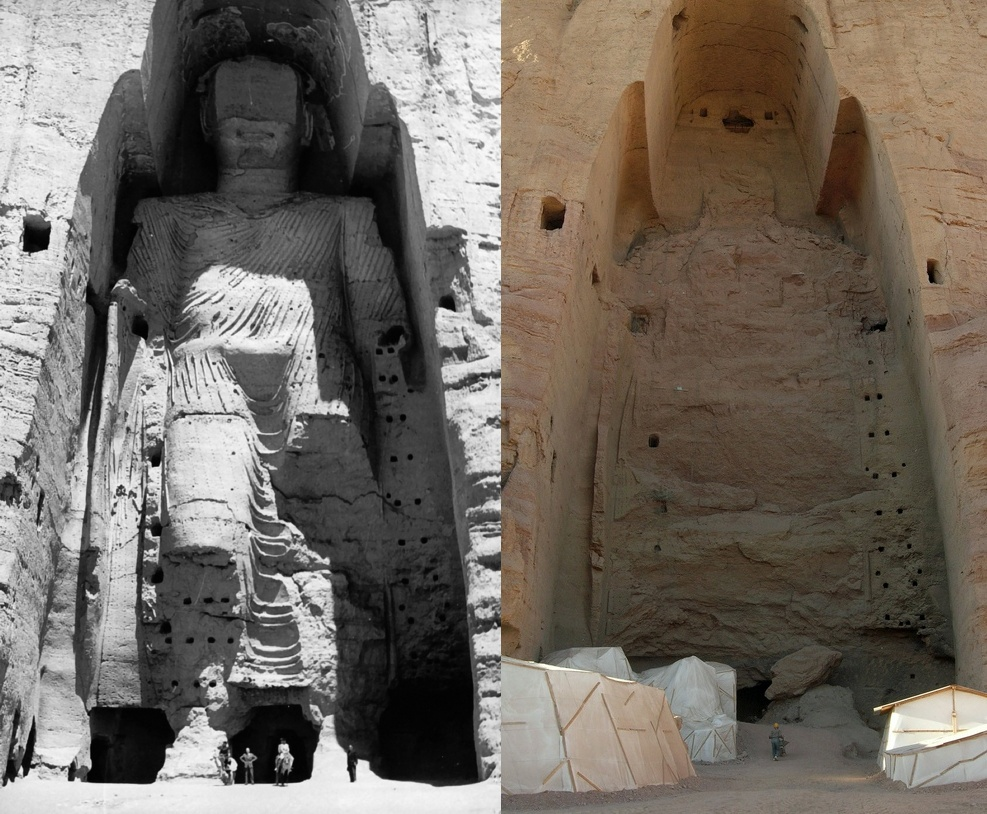
بوذا الطويل في سنة 1963 والصورة الثانية بعد تدميره سنة 2008

في عام 1999 ، أصدر الملا عمر مرسومًا يحمي تماثيل بوذا باميان، وهما تمثالان ضخمان من القرن السادس لبوذا يقفان منحوتان في جانب منحدر في وادي باميان في منطقة هزارجات بوسط أفغانستان. لكن في مارس 2001 دمرت حركة طالبان التمثالين، بعد صدور مرسوم ينص على: «يجب تدمير جميع التماثيل حول أفغانستان».
ذكر يحيى مسعود شقيق أحمد شاه مسعود المناهض لطالبان وزعيم المقاومة الحادث التالي بعد تدمير تماثيل بوذا في باميان:
كان ذلك في ربيع 2001. كنت في وادي بنجشير في أفغانستان، مع أخي أحمد شاه مسعود وبسم الله خان الذي يشغل حاليًا منصب وزير داخلية أفغانستان. أراد أحد قادتنا القائد مؤمن أن نرى 30 من مقاتلي طالبان تم احتجازهم كرهائن بعد معركة بالأسلحة النارية. وافق أخي على مقابلتهم. أتذكر أن سؤاله الأول يتعلق بتماثيل بوذا التي تعود إلى قرون والتي فجرتها حركة طالبان بالديناميت في مارس من ذلك العام، قبل وقت قصير من لقاءنا. رد اثنان من مقاتلي طالبان من قندهار بثقة بأن عبادة أي شيء خارج الإسلام أمر غير مقبول، وبالتالي يجب تدمير هذه التماثيل. نظر إليهم أخي وقال هذه المرة بلغة الباشتو:«لا يزال هناك الكثير ممن يعبدون الشمس في هذا البلد. هل ستحاول أيضًا التخلص من الشمس؟»

### آراء حول باشا بازي
كما تم حظر العرف الأفغاني للباشا بازي، وهو شكل من أشكال العبودية الجنسية بين الأطفال والمراهقين الذين يمارسون الجنس مع الأطفال بشكل تقليدي في مختلف مقاطعات أفغانستان لست سنوات في ظل حكم نظام إمارة أفغانستان الإسلامية، تم تنفيذ عقوبة الإعدام بالباشا بازي، وهو شكل من أشكال الاعتداء الجنسي على الأطفال بين الرجال الأكبر سنًا والشباب المراهقين «الفتيان الراقصين» داخل البلاد.
ظلت هذه الممارسة غير قانونية خلال حكم جمهورية أفغانستان الإسلامية، ولكن نادرًا ما تم تطبيق القوانين ضد المخالفين الأقوياء، وتفيد التقارير أن الشرطة كانت متواطئة في الجرائم ذات الصلة. نشأ جدل أثناء حكم جمهورية أفغانستان الإسلامية، بعد ظهور مزاعم بأن القوات الحكومية الأمريكية في أفغانستان بعد غزو البلاد تعمدت تجاهل باشا بازي. ورد الجيش الأمريكي بالقول إن الانتهاكات تقع إلى حد كبير على عاتق الحكومات الأفغانية المحلية. وانتقدت طالبان الدور الأمريكي في الإساءة للأطفال الأفغان.

### تماسك الأيديولوجية
لم تكن أيديولوجية طالبان ثابتة. فقبل الاستيلاء على كابل، تحدث أعضاء من طالبان عن التنحي جانبا بمجرد تولي حكومة «المسلمين الطيبين» السلطة واستعادة القانون والنظام. تمت صياغة عملية صنع القرار لطالبان في قندهار على غرار مجلس قبائل البشتون (جيرغا)، إلى جانب مع ما كان يُعتقد أنه النموذج الإسلامي المبكر. أعقب المناقشة بناء إجماع بين المؤمنين.
مع تنامي قوة طالبان اتخذ الملا عمر القرارات دون استشارة لويا جيرغا ودون زيارته لأجزاء أخرى من البلاد. وزار العاصمة كابل مرتين فقط أثناء وجوده في السلطة. وأوضح المتحدث باسم طالبان الملا وكيل:
تتخذ القرارات بناء على نصيحة أمير المؤمنين. بالنسبة لنا التشاور ليس ضروريا. نعتقد أن هذا يتماشى مع الشريعة الإسلامية. فنحن نلتزم برأي الأمير حتى لو كان هذا الرأي وحده. لن يكون هناك رئيس دولة. بدلا من ذلك سيكون هناك أمير المؤمنين. سيكون الملا عمر أعلى سلطة ولن تكون الحكومة قادرة على تنفيذ أي قرار لا يوافق عليه. الانتخابات العامة لا تتفق مع الشريعة وبالتالي نحن نرفضها.
تطور آخر لإيديولوجية طالبان كان مرسوم الملا عمر 1999 الذي دعا إلى حماية تماثيل بوذا في باميان، ثم تدميرها في مارس 2001.

## القيادة والتنظيم

### ملخص
كان الملا محمد عمر القائد الأعلى لطالبان حتى وفاته سنة 2013. ثم انتُخب الملا أختر منصور ليخلفه في 2015، وبعد مقتله في غارة أمريكية بطائرة مسيرة في مايو 2016، أصبح الملا هبة الله آخند زاده زعيم الجماعة. وقد تمتعت طالبان في البداية بالرضا من الأفغان الذين سئموا فساد أمراء الحرب ووحشيتهم والقتال المتواصل. لم تكن تلك الشعبية عامة، خاصة بين غير البشتون.
بحكم القانون سيطرت حركة طالبان على 85٪ من أفغانستان في 2001. ولكن واقعيًا فإن المناطق التي تحت السيطرة المباشرة هي المدن الرئيسية والطرق السريعة في أفغانستان. كان للخانات القبلية وأمراء الحرب سيطرة فعلية مباشرة على مختلف البلدات الصغيرة والقرى والمناطق الريفية.

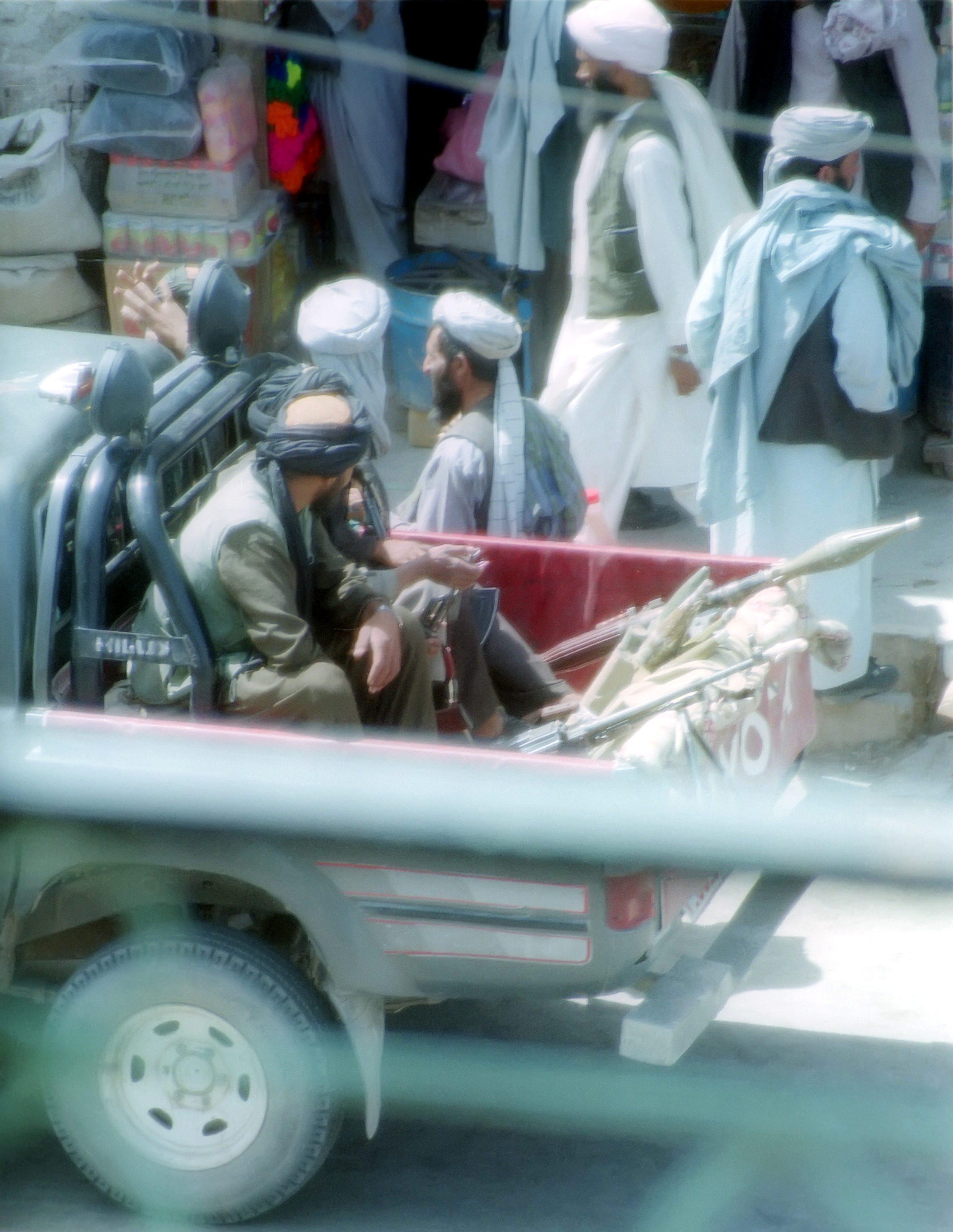
شرطة طالبان تقوم بدوريات في شوارع هرات في شاحنة صغيرة

وصف رشيد حكومة طالبان بأنها «جمعية سرية تدار من قندهار ... غامضة وسرية وديكتاتورية». لم يجروا انتخابات كما أوضح المتحدث باسمهم:
الشريعة لا تسمح بالسياسة أو الأحزاب السياسية. لهذا السبب لا نعطي رواتب لمسؤولين أو جنود، فقط أغذية وملابس وأحذية وأسلحة. نريد أن نعيش حياة مثل الرسول صلى الله عليه وسلم قبل 1400 عام، والجهاد حقنا. نريد إعادة خلق زمن النبي، ونقوم فقط بما أراده الشعب الأفغاني على مدى السنوات الـ 14 الماضية.
لقد صاغوا عملية صنع القرار لديهم على غرار المجلس القبلي البشتوني (جيرغا)، إلى جانب مع ما اعتقدوا أنه النموذج الإسلامي الأول. تعقب المناقشة إجماع من المؤمنين. قبل الاستيلاء على كابل كان هناك حديث عن التنحي بمجرد تولي حكومة المسلمين الطيبين السلطة، واستعادة القانون والنظام.
مع تنامي قوة طالبان، اتخذ الملا عمر القرارات دون استشارة مجلس الجيرغا ودون استشارة أجزاء أخرى من البلاد. وزار العاصمة كابل مرتين فقط أثناء وجوده في السلطة. وبدلاً من الانتخابات جاءت شرعية زعيمهم من يمين الولاء («البيعة»)، تقليدًا للنبي والخلفاء الأربعة الأوائل. وفي 4 أبريل 1996 أخذ الملا عمر «عباءة النبي محمد» من ضريحه لأول مرة منذ 60 عامًا. ولف نفسه بالذخيرة وظهر على سطح مبنى في وسط قندهار بينما صاح مئات الملالي البشتون أدناه «أمير المؤمنين»! عهداً بالنصر. وأوضح المتحدث باسم طالبان الملا وكيل:
تتخذ القرارات بناء على نصيحة أمير المؤمنين. بالنسبة لنا التشاور ليس ضروريا. نعتقد أن هذا يتماشى مع الشريعة الإسلامية. فنحن نلتزم برأي الأمير حتى لو كان هذا الرأي وحده. لن يكون هناك رئيس دولة. بدلا من ذلك سيكون هناك أمير المؤمنين. الملا عمر سيكون أعلى سلطة ولن تكون الحكومة قادرة على تنفيذ أي قرار لا يوافق عليه. الانتخابات العامة غير متوافقة مع الشريعة وبالتالي فإننا نرفضها.
كانت حركة طالبان مترددة للغاية في تقاسم السلطة، وبما أن الأغلبية الساحقة من صفوفها هم بشتون، فقد حكموا كقادة على 60٪ من الأفغان من المجموعات العرقية أخرى. وهيمن الموالون لطالبان على الحكومات المحلية مثل مجلس مدينة كابل وهرات وليس السكان المحليون، حتى عندما لا تستطيع طالبان الناطقة بالبشتو التواصل مع نصف السكان تقريبًا الذين يتحدثون لغة دارية أو غير الناطقين بالبشتو. اشتكى النقاد من أن هذا «الافتقار إلى التمثيل المحلي في الإدارة الحضرية جعل طالبان تبدو كقوة احتلال».

### التنظيم والقيادة

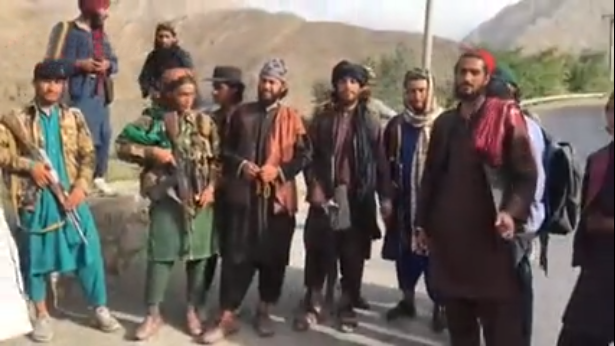
مقاتلي طالبان في ولاية بنجشير.

انسجاما مع حكم المسلمين الأوائل فإن عدم وجود مؤسسات الدولة أو منهجية للقيادة والتحكم هي المعيار اليوم حتى بين الدول غير الغربية. لم تصدر طالبان بيانات صحفية أو بيانات سياسية أو تعقد مؤتمرات صحفية منتظمة. لم يكن العالم الخارجي ولا حتى أكثر الأفغان يعرفون كيف يبدو شكل قادتهم، لأن التصوير ممنوع. ويشبه الجيش النظامي عسكر أو قوة الميليشيا القبلية التقليدية مع 25,000 رجل فقط (منهم 11,000 من غير الأفغان).
كان الوزراء والنواب من الملالي الذين تلقوا التعليم في المدارس الدينية. العديد منهم مثل وزير الصحة ومحافظ مصرف الولاية كانوا في الأساس قادة عسكريين يتركون مناصبهم الإدارية للقتال عند الحاجة. أدت الانتكاسات العسكرية التي حاصرتهم وراء خطوط أو وفاتهم إلى زيادة الفوضى في الإدارة الوطنية. على المستوى الوطني، فقد استبدل جميع كبار الموظفين الطاجيك والأوزبك والهزارة بالبشتون سواء أكانوا مؤهلين أم لا. وبالتالي فإن الوزارات توقفت إلى حد كبير عن العمل.

## النشاطات الاقتصادية

عبيد الله آخوند كان وزير الدفاع في حكومة طالبان في أفغانستان

استجابت أسواق المال في كابل بشكل إيجابي خلال الأسابيع الأولى من حكم طالبان. (1996). لكن سرعان ما تراجعت قيمة الأفغاني. لقد فرضوا ضريبة بنسبة 50 ٪ على أي شركة تعمل في البلاد، وتعرض أولئك الذين فشلوا في الدفع للهجوم. كما فرضوا ضريبة استيراد بنسبة 6٪ على أي شيء يدخل البلاد، وفي 1998 سيطروا على المطارات الرئيسية والمعابر الحدودية مما سمح لهم بفرض احتكار على جميع التجارة. وفي سنة 2001 كان دخل الفرد للشعب البالغ 25 مليون نسمة أقل من 200 دولار، وأضحت البلاد على وشك الانهيار الاقتصادي الكامل. وبدأ الاقتصاد اعتبارًا من 2007 بالانتعاش، مع احتياطيات أجنبية تقدر بثلاثة مليارات دولار وزيادة بنسبة 13٪ في النمو الاقتصادي.
بموجب معاهدة العبور بين أفغانستان وباكستان، تم تطوير شبكة ضخمة للتهريب. ويقدر حجم مبيعاتها بنحو 2.5 مليار دولار مع حصول طالبان على ما بين 100 و 130 مليون دولار في السنة. إلا أن لها آثار جانبية لتدمير الصناعات الناشئة في باكستان. وأوضح أحمد رشيد أيضًا أن تجارة الترانزيت الأفغانية التي وافقت عليها باكستان كانت «أكبر مصدر رسمي لإيرادات حركة طالبان».
كانت هناك أيضًا خسائر بيئية للبلاد، حيث تم إزالة الغابات بشكل كبير من التجارة غير المشروعة في الأخشاب مع إزالة مئات الأفدنة من غابات الصنوبر والأرز في ولاية كنر وبكتيا. تم تجريد ملايين الأفدنة في جميع أنحاء البلاد لتزويد الأسواق الباكستانية بالخشب، دون أي محاولة لإعادة التحريج، مما أدى إلى أضرار بيئية كبيرة. وفي 2001 عندما تولت الإدارة الأفغانية المؤقتة السلطة، كانت البنية التحتية للبلاد في حالة خراب، فلا وجود للاتصالات السلكية واللاسلكية، وشبكة الطرق مدمرة وكانت مباني وزارة المالية في حالة سيئة كان بعضها على وشك الانهيار. في 6 يوليو 1999 وقع الرئيس بيل كلينتون على الأمر التنفيذي رقم 13129. هذا الأمر نفذ حظرا كاملا على أي تجارة بين أمريكا ونظام طالبان وفي 10 أغسطس جمدوا 5 ملايين جنيه إسترليني في أصول أريانا. وفي 19 ديسمبر 2000 صدر قرار الأمم المتحدة 1333، طالبت بتجميد جميع الأصول ودعت جميع الدول إلى إغلاق أي مكاتب تابعة لطالبان. وشمل ذلك مكاتب الخطوط الجوية الأفغانية أريانا. وفي 1999 أصدرت الأمم المتحدة القرار 1267 الذي حظر جميع الرحلات الجوية الدولية من قبل أريانا باستثناء المهام الإنسانية المعتمدة مسبقًا.
وفقًا للدعوى المرفوعة في ديسمبر 2019 في محكمة مقاطعة دي سي نيابة عن عائلات غولد ستار، فإن بعض مقاولي الدفاع الأمريكيين المتورطين في أفغانستان قد دفعوا أموال حماية غير قانونية إلى طالبان، وهو يعد تمويل تمرد إرهابي بقيادة طالبان الذي قتل وجرح آلاف الأمريكيين في أفغانستان. وقد قالت وزيرة الخارجية آنذاك هيلاري كلينتون في 2009 إن «أموال الحماية» تلك كانت أحد المصادر الرئيسية لتمويل طالبان.

## العلاقات الدولية

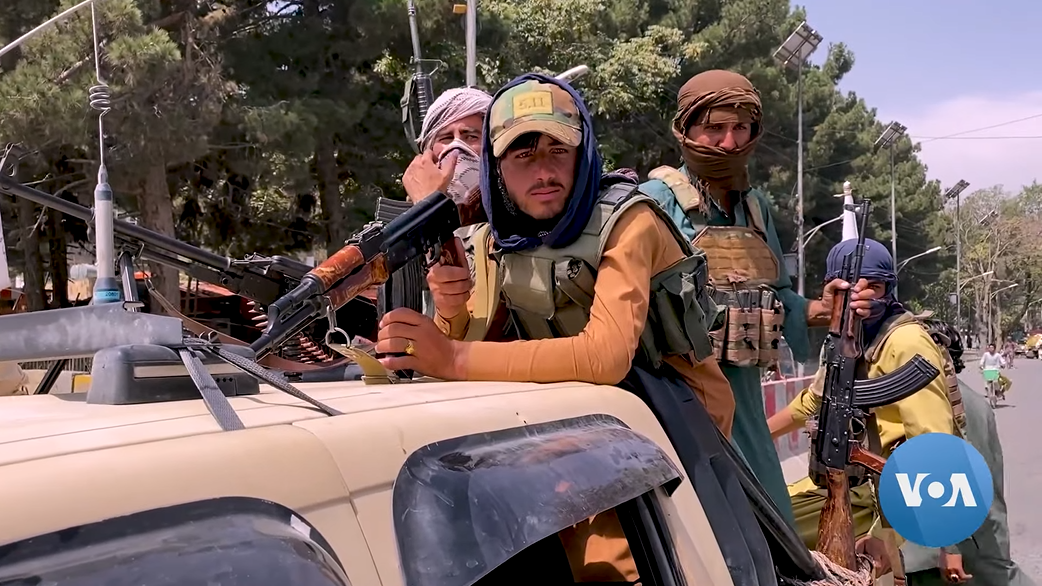
مسلحي طالبان في كابل.

خلال فترة وجودها (1996-2001) لم تحصل طالبان أو إمارة أفغانستان الإسلامية إلا على اعتراف دبلوماسي من ثلاث دول فقط: الإمارات وباكستان والسعودية، وكلها قدمت مساعدات كبيرة. أما بقية الدول والمنظمات الأخرى، ومن ضمنها الأمم المتحدة فقد اعترفت بحكومة دولة أفغانستان الإسلامية (1992-2002) (جزء منها هو الجبهة المتحدة وتسمى أيضًا التحالف الشمالي) بأنها حكومة شرعية لأفغانستان. فيما يتعلق بعلاقاتها مع بقية العالم، اتبعت إمارة أفغانستان الإسلامية سياسة الانعزالية: «تؤمن طالبان بعدم التدخل في شؤون الدول الأخرى ولا ترغب بالمثل في عدم التدخل الخارجي في شؤونها الداخلية».

### إيران
كانت إيران تاريخياً عدواً لطالبان. في أوائل أغسطس 1998، بعد مهاجمة مدينة مزار شريف، قتلت قوات طالبان عدة آلاف من المدنيين ومقتل الدبلوماسيين الإيرانيين في مزار شريف في القنصلية الإيرانية. تشير عمليات الاعتراض اللاسلكية المزعومة إلى أن الملا عمر وافق شخصياً على عمليات القتل. مما تسبب بأزمة بين إيران وطالبان، وحشدت الحكومة الإيرانية 200 ألف جندي نظامي على الحدود الأفغانية الإيرانية. ولكن تم تجنب الحرب في نهاية الأمر.
يعتقد العديد من كبار المسؤولين العسكريين الأمريكيين مثل روبرت جيتس وستانلي مكريستال وديفيد بتريوس وآخرون أن الحرس الثوري الإسلامي الإيراني شارك في مساعدة طالبان إلى حد ما خلال العقد الأول من القرن الحادي والعشرين. بدأت التقارير التي اتهمت فيها دول الناتو إيران بتزويد وتدريب بعض متمردي طالبان بالتقدم منذ 2004/2005.
هناك عدة مصادر أيضًا توضح العلاقة بين طالبان وإيران خلال العقد الأول من القرن الحالي. وشمل ذلك تغيير القيادة في حركة طالبان نفسها، حيث سعى أختر منصور بشكل خاص إلى تحسين العلاقات مع إيران. كما أفادت وسائل الإعلام الموالية لإيران أن طالبان قامت بإدخال مقاتلين شيعة من الهزارة في صفوفها. أدانت حركة طالبان الهجمات المرتبطة بداعش على أقلية الهزارة الشيعية. في أغسطس 2019 ذكرت صحيفة واشنطن بوست أن علاقة إيران مع طالبان تمتد الآن إلى المجالات الاقتصادية والأمنية والسياسية ومن المرجح أن تنمو مع تأكيد طالبان نفسها مرة أخرى.
في أغسطس 2020 قدر مسؤولو المخابرات الأمريكية أن إيران قدمت مكافآت لشبكة حقاني المرتبطة بطالبان لقتل جنود أجانب، ومنهم أمريكان في أفغانستان سنة 2019. قررت المخابرات الأمريكية أن إيران دفعت مكافآت لمتمردي طالبان عن هجوم 2019 على مطار باغرام. ووفقًا لشبكة سي إن إن، فإن إدارة دونالد ترامب «لم تشر قط إلى علاقة إيران بالقصف، وقال مسؤولون حاليون وسابقون إنه مرتبط بإعطاء الأولوية الأوسع لاتفاقية السلام والانسحاب من أفغانستان».
في يناير 2020 أدانت حركة طالبان قتل الولايات المتحدة لقائد فيلق القدس الإيراني قاسم سليماني ووصفت سليماني بأنه محارب عظيم. ومع ذلك فقد اضطرت إيران لإغلاق سفارتها وقنصلياتها في أغسطس 2021 بعد سيطرة طالبان على كابل.

### باكستان

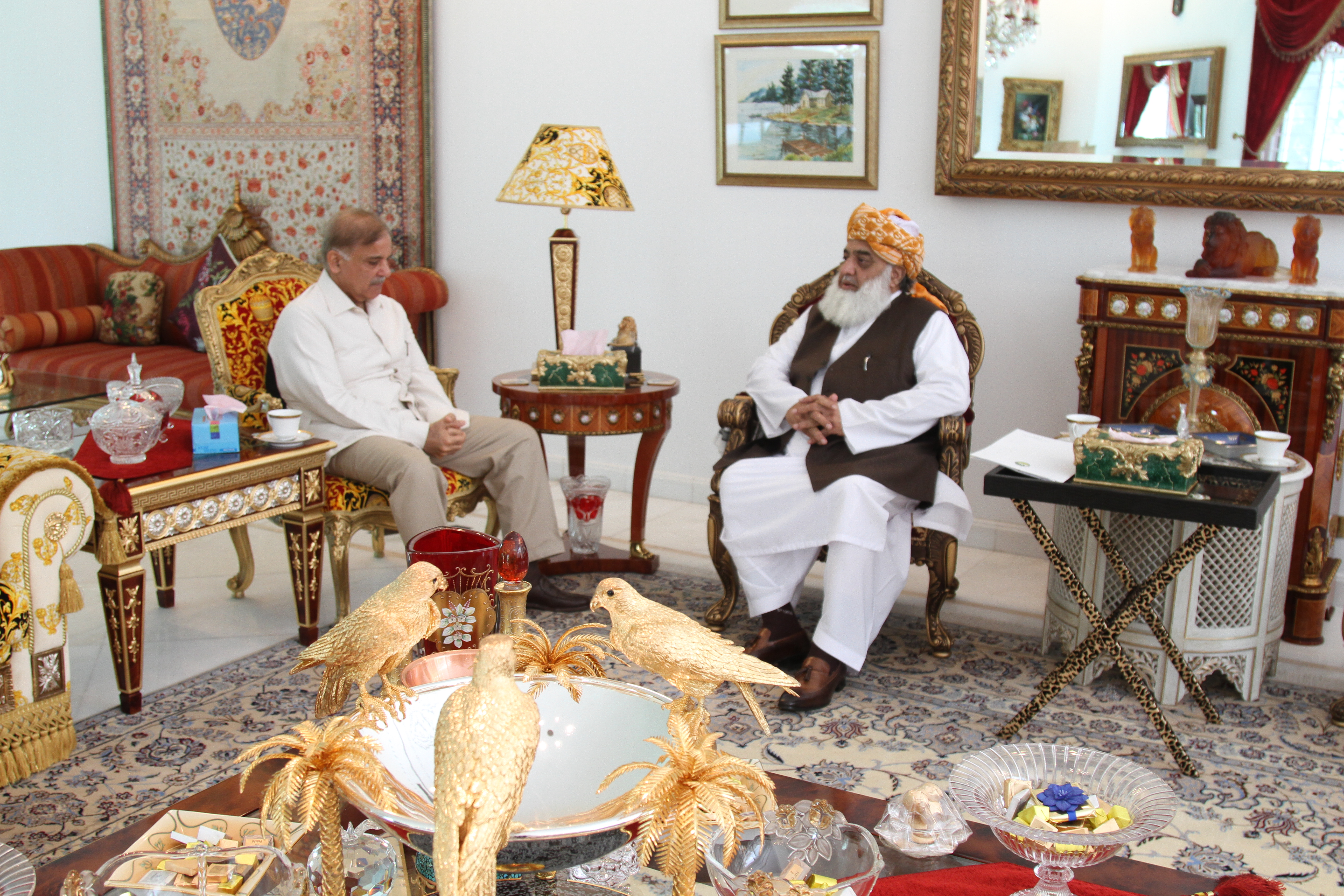
الملا فضل الرحمن.

كان الملا فضل الرحمن زعيم حزب جمعية علماء الإسلام الباكستاني (الديوبندي) حليفًا لبينظير بوتو رئيسة الوزراء الباكستانية في 1993-1996، فاستطاع الوصول إلى الحكومة الباكستانية والجيش والمخابرات الباكستانية، الذين لهم نفوذ في مساعدة طالبان. وقد دعمت الاستخبارات الباكستانية طالبان بقوة منذ 1994، عندما غزت الحركة معظم أفغانستان في 1994-1998.
كتبت هيومن رايتس ووتش أن «الطائرات الباكستانية ساعدت في تناوب القوات لجنود طالبان أثناء العمليات القتالية أواخر 2000 و ... شارك أعضاء بارزون في المخابرات والجيش الباكستاني في التخطيط للعمليات العسكرية». ونفت باكستان رسميًا دعمها لطالبان.
يدعي الكاتب أحمد رشيد أن طالبان كان لها وصول غير مسبوق بين جماعات الضغط ومجموعات المصالح الباكستانية. وكتب أيضًا أنهم كانوا في بعض الأحيان قادرين على التلاعب بأحد جماعات الضغط ضد أخرى وتوسيع نفوذهم في باكستان أكثر. وخلال سنة 1998-1999 كانت جماعات على غرار طالبان في حزام البشتون في باكستان، وإلى حد ما في كشمير الباكستانية، «تحظر التليفزيون ومقاطع الفيديو ... وتجبر الناس وخاصة النساء على التكيف مع لباس طالبان ونظام الحياة.»
بعد هجمات 11 سبتمبر 2001 والعملية الأمريكية في أفغانستان، ذكر أن قيادة طالبان الأفغانية هربت إلى باكستان حيث أعادوا تنظيم صفوفهم وأنشأوا عدة مجالس شورى لتنسيق تمردهم في أفغانستان.
أشار المسؤولون الأفغان إلى تورط وكالة الاستخبارات الباكستانية في هجوم طالبان في يوليو 2008 على السفارة الهندية [الإنجليزية]. واتهم العديد من المسؤولين الأمريكيين وكالة الاستخبارات الباكستانية بدعم الجماعات الإرهابية بما في ذلك حركة طالبان الأفغانية. حيث أشار وزير الدفاع الأمريكي روبرت جيتس وغيره إلى أن وكالة الاستخبارات الباكستانية تحافظ على روابط مع مجموعات مثل حركة طالبان الأفغانية «كوسيط استراتيجي» لمساعدة إسلام أباد على كسب النفوذ في كابل بمجرد خروج القوات الأمريكية من المنطقة. وصف رئيس هيئة الأركان المشتركة الأمريكية الأدميرال مايك مولين في 2011 شبكة حقاني (بالعنصر الأكثر تدميراً في حركة طالبان الأفغانية) بأنها «ذراع حقيقي للمخابرات الباكستانية».
وفي 2010 زعم تقرير صادر عن مؤسسة بريطانية رائدة أن جهاز المخابرات الباكستاني لا يزال حتى يومنا هذا على صلة قوية مع طالبان في أفغانستان. وذكر التقرير الذي نشرته كلية لندن للاقتصاد بأن الوكالة لديها سياسة رسمية لدعم طالبان. وقالت إن وكالة الاستخبارات الباكستانية توفر التمويل والتدريب لطالبان، وأن للوكالة ممثلين في ما يسمى ب«مجلس شورى كويتا» مجلس قيادة طالبان.
وقال التقرير «يبدو أن باكستان تلعب لعبة مزدوجة ذات حجم مذهل». كما ربط التقرير أعضاء رفيعي المستوى في الحكومة الباكستانية بطالبان. وقالت إن الرئيس الباكستاني آصف علي زرداري التقى بكبار سجناء طالبان في 2010 ووعد بالإفراج عنهم. وبحسب ما ورد قال زرداري للمعتقلين إنهم اعتقلوا فقط بسبب الضغط الأمريكي. قال والدمان: «إن ازدواجية الحكومة الباكستانية الواضحة - وإدراكها في أوساط الجمهور الأمريكي والمؤسسة السياسية - يمكن أن يكون لها تداعيات جيوسياسية هائلة، وبدون تغيير في السلوك الباكستاني سيكون من الصعب إن لم يكن من المستحيل على القوات الدولية والحكومة الأفغانية إحراز تقدم ضد التمرد». لطالما شكك المسؤولون الأفغان في دور المخابرات الباكستانية. قال أمر الله صالح المدير السابق لجهاز المخابرات الأفغاني لرويترز إن المخابرات الباكستانية هي «جزء من مشهد الدمار في هذا البلد».
وأنكرت باكستان بشدة جميع الروابط مع طالبان حتى 2011.
في 15 يونيو 2014 أطلق الجيش الباكستاني عملية «زرب عزب» في شمال وزيرستان لإزالة واجتثاث طالبان من باكستان. في هذه العملية قتل 327 متشددا بينما تم تدمير 45 مخبأ ومصنعين لصنع القنابل للإرهابيين في شمال وزيرستان مع استمرار العملية.

### تركيا
صنفت تركيا حركة طالبان الأفغانية بأنها منظمة إرهابية. في خضم الانسحاب الأمريكي من أفغانستان في 2021، وصرح الرئيس التركي رجب طيب أردوغان خلال قمة الناتو في بروكسل [الإنجليزية] في 14 يونيو أن تركيا مستعدة لتأمين مطار حامد كرزاي الدولي في كابل، والذي يُعتبر أنه يلعب دورًا حيويًا في الحفاظ على الاستقرار والوجود الدولي. وفي أفغانستان حذرت طالبان تركيا من عواقب وخيمة إذا بقي جيشها في أفغانستان عندما انسحبت القوات الأجنبية الأخرى. وفي يوليو 2021 ذكّر ذبيح الله مجاهد المتحدث باسم طالبان أن طالبان تريد علاقات طبيعية مع الحكومة التركية، لكنها تعتبر القوات التركية محتلة إذا بقيت بعد الانسحاب.

### روسيا
تم اتهام روسيا بتسليح طالبان من قبل العديد من السياسيين بما في ذلك ريكس تيلرسون والحكومة الأفغانية. ولكن لا يوجد دليل علني يدعم مثل تلك المزاعم، وشكك العديد من الخبراء المستقلين في أن روسيا تدعم طالبان ماديًا بأي شكل من الأشكال. ووفقًا لهيئة الإذاعة البريطانية فإن روسيا قلقة للغاية من صعود الأصولية الإسلامية في المنطقة التي تنتشر في اتجاهها. وترى طالبان على أنها حصن محتمل ضد هذا.
التقى وفد من مسؤولي طالبان وكبار السياسيين الأفغان في موسكو في فبراير ومرة أخرى في مايو 2019، لعقد جولة جديدة من محادثات عملية السلام الأفغانية. أفادت رويترز أن المسؤولين الروس وكذلك الزعماء الدينيين والشيوخ طالبوا بوقف إطلاق النار.
في يونيو 2020 قيم مسؤولو المخابرات الأمريكية بثقة متوسطة أن مديرية المخابرات الرئيسية الروسية قدمت منحًا لمقاتلي طالبان لقتل قوات التحالف في أفغانستان. قال كبار قادة البنتاغون إن برنامج المكافآت الروسي لم يتم تأكيده.
اتخذت روسيا فيما بعد خطوات متمهلة لبناء علاقات مع طالبان منذ أن عادت الحركة إلى السلطة في أغسطس/ آب 2021، لكن طالبان بقيت محظورة رسميًا في روسيا.
في يوليو/ تموز 2024، قال الرئيس الروسي بوتين أن "روسيا تعتبر حركة طالبان حليفًا في مكافحة الإرهاب"، وفي أكتوبر/ تشرين الأول 2024، قالت وزارة الخارجية الروسية، إن قراراً برفع حركة طالبان من قائمة المنظمات الإرهابية "اتخذ على أعلى مستوى".

### السعودية
السعودية متهمة بدعم طالبان. حثت وزيرة الخارجية الأمريكية هيلاري كلينتون، في برقية دبلوماسية بعثت بها في ديسمبر 2009 إلى موظفي وزارة الخارجية الأمريكية (تم الإعلان عنها في تسريبات البرقيات الدبلوماسية في العام التالي) والدبلوماسيين الأمريكيين على زيادة الجهود لمنع ذهاب الأموال من دول الخليج إلى طالبان في باكستان وأفغانستان وكتبت أن «المانحين في السعودية يشكلون أهم مصدر لتمويل الجماعات الراديكالية السنية في جميع أنحاء العالم، وأن هناك حاجة إلى المزيد من العمل لأن السعودية لا تزال قاعدة دعم مالي مهمة للقاعدة وطالبان ولشكر طيبة وغيرها».

### الصين
يُعتقد بأن الصين كانت تدعم الحكومة الجديدة في كابل ماليًا وسياسيًا، وأن لها علاقات غير رسمية مع حكومة طالبان وفقًا لمالك ستيز، مستشار العلاقات الدولية بوزارة الخارجية الأفغانية. ولم تنف وزارة خارجية بكين مثل هذه التفاعلات.

### قطر
بموافقة الولايات المتحدة والحكومة الأفغانية سمحت قطر في 2013 لحركة طالبان الأفغانية بإنشاء مكتب دبلوماسي وسياسي داخل البلاد. تم ذلك من أجل تسهيل مفاوضات السلام وبدعم من الدول الأخرى.
وكتب أحمد رشيد في صحيفة فاينانشيال تايمز: أن قطر سهلت من خلال المكتب اجتماعات بين طالبان والعديد من الدول والمنظمات، بما فيها وزارة الخارجية الأمريكية والأمم المتحدة واليابان والعديد من الحكومات الأوروبية والمنظمات غير الحكومية، وجميعهم يحاولون دفع فكرة محادثات السلام. وكانت السعودية في ذلك الوقت في صراع حاد مع قطر، دون تأكيد زعمت في يوليو 2017 أن قطر تدعم الإرهاب بما في ذلك حركة طالبان «الإرهابيون المسلحون».
وفي سبتمبر 2017 طالب رئيسا الولايات المتحدة وأفغانستان قطر بإغلاق مكتب طالبان. لكن في فبراير 2020 سهلت قطر اتفاق الدوحة (2020) بين الولايات المتحدة وطالبان. وبحسب الاتفاق ستقطع طالبان كل علاقاتها مع القاعدة وتبدأ مفاوضات السلام مع الحكومة الأفغانية. في المقابل ستبدأ الولايات المتحدة في سحب قواتها.

### كندا
صنفت كندا حركة طالبان على أنها جماعة إرهابية.

### المملكة المتحدة
بعد هجمات 11 سبتمبر جمدت المملكة المتحدة أصول طالبان في المملكة المتحدة، بما يقرب من 200 مليون دولار في بداية أكتوبر 2001. كما دعمت المملكة المتحدة قرار الولايات المتحدة بإزالة طالبان سياسيًا وعسكريًا.
ووافقت الأمم المتحدة على أن الناتو سيتصرف نيابة عنها، مع التركيز على عمليات مكافحة الإرهاب في أفغانستان بعد هزيمة طالبان. تولت المملكة المتحدة المسؤولية التشغيلية عن ولاية هلمند، ونشرت قوات هناك في منتصف 2006 وواجهت مقاومة من قوات طالبان المعاد تشكيلها التي زُعم أنها دخلت أفغانستان من باكستان. واتجهت طالبان نحو استخدام العبوات الناسفة.
وفي سنة 2008 أعلنت الحكومة البريطانية عن خطط لدفع مقاتلي طالبان لتغيير ولائهم أو إلقاء أسلحتهم. في العام التالي أشاروا إلى دعمهم لفتح مفاوضات مع طالبان.

### الهند
لم تعترف الهند بنظام طالبان في أفغانستان وبدلاً من ذلك حافظت على علاقات إستراتيجية وعسكرية وثيقة مع التحالف الشمالي من أجل احتواء صعود طالبان خلال التسعينيات. كانت الهند من أقرب حلفاء الرئيس الأفغاني السابق محمد نجيب الله، وأدانت بشدة قيام حركة طالبان بإعدامه علنًا. كانت الجماعات المسلحة التي تتخذ من باكستان وكشمير مقراً لها والتي يُعتقد أن لها صلات بطالبان متورطة تاريخياً في تمرد كشمير الذي استهدف قوات الأمن الهندية.
في ديسمبر 1999 تم اختطاف رحلة الخطوط الجوية الهندية رقم 814 في طريقها من كاتماندو إلى دلهي وتم نقلها إلى قندهار. وحركت حركة طالبان ميليشياتها بالقرب من الطائرة المخطوفة بدعوى منع القوات الخاصة الهندية من اقتحام الطائرات، وعرقلت المفاوضات بين الهند والخاطفين لعدة أيام. ذكرت صحيفة نيويورك تايمز في وقت لاحق أن هناك روابط موثوقة بين الخاطفين وطالبان. وكجزء من صفقة تحرير الطائرة أطلقت الهند سراح ثلاثة مسلحين. وأعطت طالبان ممرًا آمنًا للخاطفين والمسلحين المفرج عنهم.
بعد عملية الاختطاف زادت الهند بشكل كبير من جهودها لمساعدة مسعود، بتوفير مستودع أسلحة في دوشانبي الطاجيكية. قدمت الهند أيضًا مجموعة واسعة من معدات الحرب على ارتفاعات عالية وفنيي طائرات الهليكوبتر والخدمات الطبية والنصائح التكتيكية. وفقًا لأحد التقارير، بلغ إجمالي الدعم العسكري الهندي للقوات المناهضة لطالبان 70 مليون دولار أمريكي، ومنها خمس طائرات هليكوبتر من طراز ميل مي-17 و 8 ملايين دولار أمريكي من المعدات عالية الارتفاع في 2001. وقد دعمت الهند الإدارة الجديدة في أفغانستان على نطاق واسع، وقاد العديد من مشاريع إعادة الإعمار، وفي 2001 كان أكبر مانح إقليمي للبلاد.
وفي 2012 قالت طالبان إنها تريد إقامة علاقات ودية مع الهند، وأثنت على الهند لمقاومتها دعوات الولايات المتحدة لمزيد من التدخل العسكري في أفغانستان.

### الولايات المتحدة

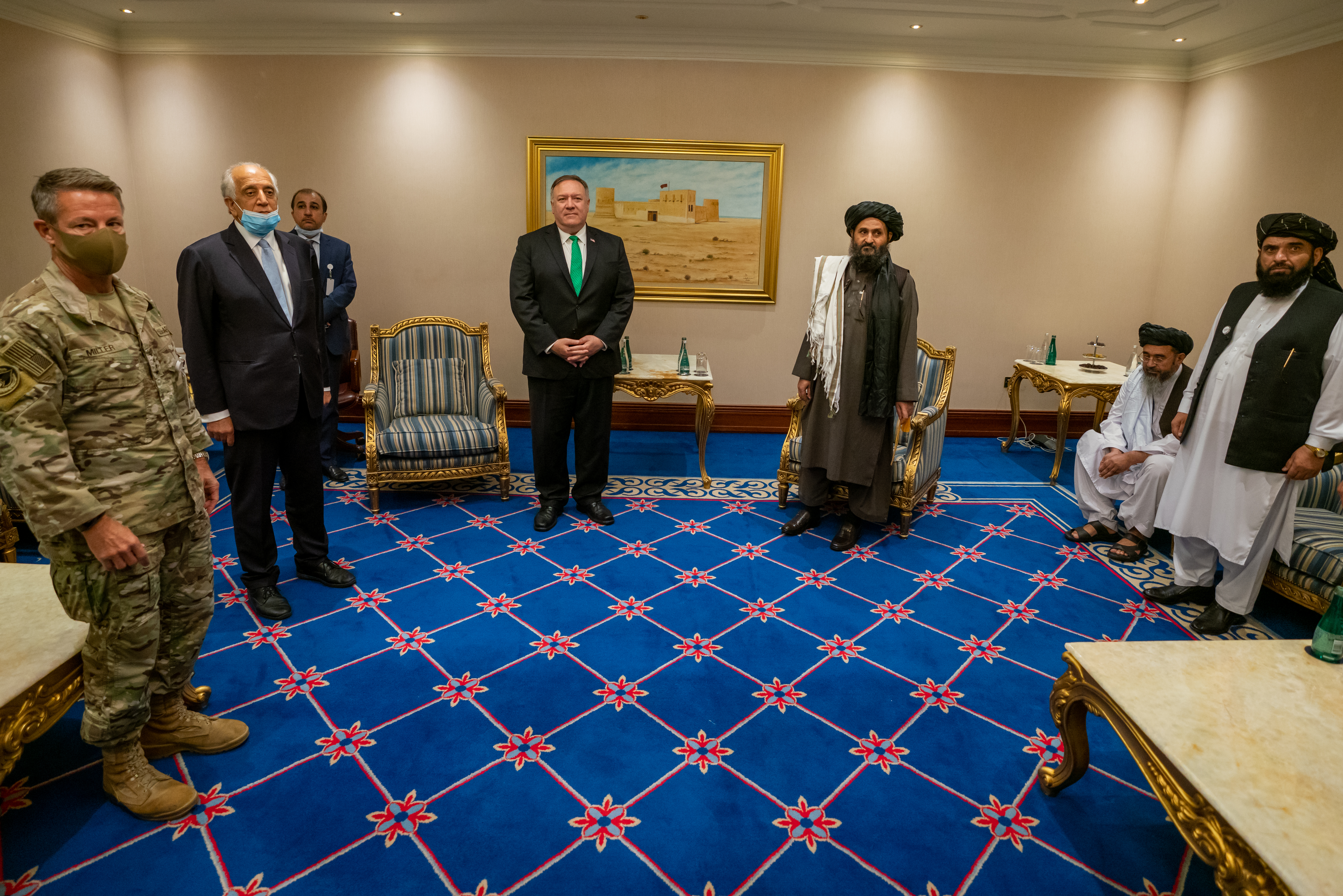
لقاء وزير الخارجية الأمريكي مايك بومبيو بوفد طالبان في الدوحة قطر يوم 12 سبتمبر 2020

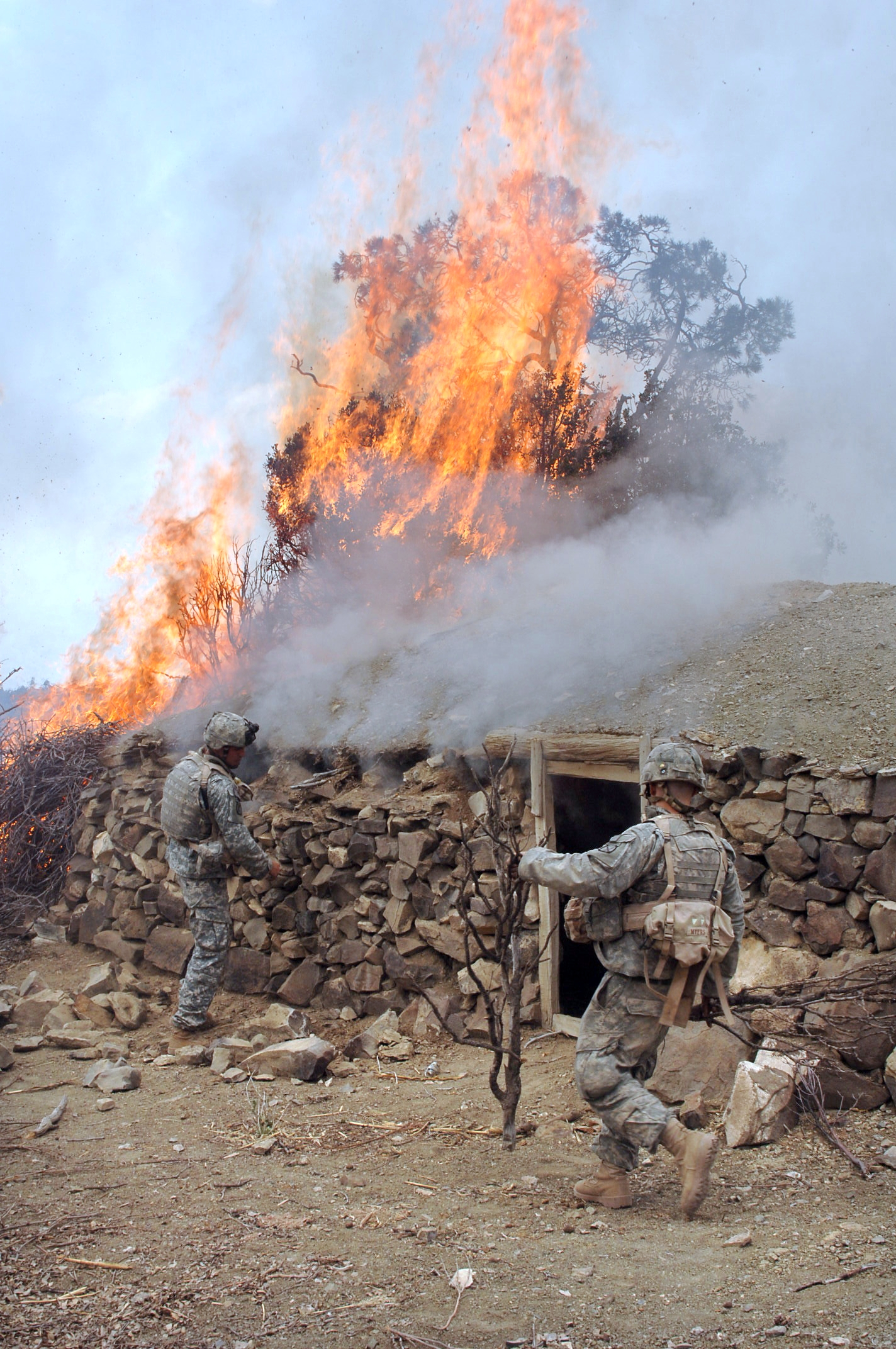
جنود أمريكيون يحرقون مخبأ يشتبه في أنه تابع لطالبان.

لم تعترف الولايات المتحدة أبدًا بحكومة طالبان في أفغانستان. يذكر أحمد رشيد أن الولايات المتحدة دعمت طالبان بشكل غير مباشر من خلال حليفها في باكستان خلال سنوات 1994 و 1996 لأن واشنطن اعتبرت طالبان معادية لإيران ومعادية للشيعة وربما موالية للغرب. علاوة على ذلك كانت واشنطن تأمل في أن تدعم طالبان التنمية التي تخطط لها شركة النفط الأمريكية يونوكال. فلذلك لم تدل بأي تعليق عندما استولت طالبان على هرات في 1995، وطردت آلاف الفتيات من المدارس. وفي أواخر 1997 بدأت وزيرة الخارجية الأمريكية مادلين أولبرايت بإبعاد الولايات المتحدة عن طالبان، وانسحبت شركة النفط الأمريكية يونوكال من المفاوضات بشأن إنشاء خط أنابيب من آسيا الوسطى.
قبل يوم واحد من الاستيلاء على مزار شريف في أغسطس 1998، قامت عناصر تابعة لبن لادن بتفجير سفارتين أمريكيتين في إفريقيا، مما أسفر عن مقتل 224 وإصابة 4500، معظمهم من الأفارقة. ردت الولايات المتحدة بإطلاق صواريخ كروز على معسكرات إرهابية مشتبه بها في أفغانستان، مما أسفر عن مقتل أكثر من 20 شخصًا على الرغم من فشلها في قتل بن لادن أو حتى العديد من القاعدة. وأدان الملا عمر الهجوم الصاروخي ورئيس أمريكا بيل كلينتون. وطردت السعودية مبعوث طالبان احتجاجا على رفض تسليم بن لادن، وبعد زعم أن الملا عمر أهان العائلة المالكة السعودية. وفي منتصف أكتوبر صوت مجلس الأمن التابع للأمم المتحدة بالإجماع على حظر رحلات الطائرات التجارية من وإلى أفغانستان، وتجميد حساباتها المصرفية في جميع أنحاء العالم.
بعد تعديل استراتيجيتها لمكافحة التمرد في أكتوبر 2009، أعلنت الولايات المتحدة عن خطط لدفع أموال لمقاتلي طالبان لتغيير ولائهم. وفي 26 نوفمبر 2009 في مقابلة مع كريستين أمان بور من السي إن إن، قال الرئيس حامد كرزاي إن هناك حاجة ملحة للتفاوض مع طالبان، وأوضح أن إدارة أوباما عارضت مثل هذه المحادثات. فلم يكن هناك رد أمريكي رسمي.
في ديسمبر 2009 ذكرت صحيفة آسيان تايمز أونلاين أن طالبان عرضت إعطاء الولايات المتحدة ضمانات قانونية بأنهم لن يسمحوا باستخدام أفغانستان لشن هجمات على دول أخرى، ولكن لم يكن هناك رد أمريكي رسمي. وفي 6 ديسمبر أشار المسؤولون الأمريكيون إلى أنهم لم يستبعدوا إجراء محادثات مع طالبان. بعد عدة أيام أفيد بأن جيتس رأى إمكانية المصالحة مع طالبان، ولكن ليس مع القاعدة. وقال إن المصالحة ستنهي التمرد والحرب سياسيًا، لكنها يجب أن تكون بشروط الحكومة الأفغانية، وأن طالبان يجب أن تخضع لسيادة الحكومة. وفي 2010 قال الجنرال مكريستال إن زيادة عدد القوات قد تؤدي إلى مفاوضات سلام مع طالبان.
في 29 فبراير 2020 وقعت إدارة ترامب اتفاقية سلام مشروط مع طالبان، والتي تدعو إلى انسحاب القوات الأجنبية في غضون 14 شهرًا إذا التزمت طالبان بشروط الاتفاقية. في مارس 2020 بدأت الولايات المتحدة انسحابًا تدريجيًا لقواتها حسب اتفاق سلام مع طالبان.

### الأمم المتحدة والمنظمات غير الحكومية
على الرغم من المساعدة التي قدمتها الأمم المتحدة والمنظمات غير الحكومية (انظر § أفغانستان تحت حكم طالبان)، كان موقف طالبان في 1996-2001 تجاه الأمم المتحدة والمنظمات غير الحكومية في كثير من الأحيان موضع شك. فالأمم المتحدة لم تعترف بحركة طالبان حكومة شرعية لأفغانستان، وكان معظم المانحين الأجانب وعمال الإغاثة من غير المسلمين، وأبدت طالبان اعتراضاتها الأساسية على نوع المساعدة التي قدمتها الأمم المتحدة. وكما قال المدعي العام لطالبان مولوي جليل الله مولفيزادا سنة 1997:
دعونا نذكر نوع التعليم الذي تريده الأمم المتحدة. هذه سياسة كافرة كبيرة تمنح المرأة مثل هذه الحرية الفاحشة التي من شأنها أن تؤدي إلى الزنا وتنذر بهدم الإسلام. في أي بلد إسلامي ينتشر فيه الزنا يدمر هذا البلد ويدخل في سيطرة الكفار لأن رجالهم يصبحون مثل النساء ولا تستطيع النساء الدفاع عن أنفسهن. يجب على أي شخص يتحدث إلينا أن يفعل ذلك في إطار الإسلام. لا يمكن للقرآن الكريم أن يتكيف مع متطلبات الآخرين، بل يجب على الناس أن يتكيفوا مع مقتضيات القرآن الكريم.
وفي يوليو 1998 أغلقت طالبان جميع مكاتب المنظمات غير الحكومية بالقوة بعد أن رفضت تلك المنظمات الانتقال إلى كلية البوليتكنيك السابقة التي تعرضت للقصف كما أمرت. بعد شهر تم إغلاق مكاتب الأمم المتحدة بدورها.
وفي سنة 2000 فرضت الأمم المتحدة عقوبات على مسؤولي وقادة طالبان، بسبب إيوائهم أسامة بن لادن. وقتل العديد من قادة طالبان فيما بعد.
وفي 2009 دعا وزير الخارجية البريطاني إد ميلباند ووزيرة الخارجية الأمريكية هيلاري كلينتون إلى إجراء محادثات مع مقاتلي طالبان العاديين مع تجاوز كبار قادتهم الذين يُفترض أنهم ملتزمون بالجهاد العالمي. دعا كاي إيدي كبير مسؤولي الأمم المتحدة في أفغانستان إلى إجراء محادثات مع طالبان على أعلى مستوى، مشيرًا إلى الملا عمر - على الرغم من أن عمر رفض مؤخرًا مثل هذه المبادرات طالما كانت القوات الأجنبية موجودة في أفغانستان.
وفي 2010 رفعت الأمم المتحدة العقوبات المفروضة على طالبان، وطالبت بإزالة قادة طالبان وغيرهم من قوائم مراقبة الإرهاب. وفي 2010 أعلنت الولايات المتحدة وأوروبا دعمهما لمحاولة الرئيس كرزاي الأخيرة للتفاوض على السلام مع طالبان.

## ممارسات مدانة لطالبان

### التقييم والانتقادات
ويشير الكاتب أحمد رشيد إلى أن الدمار والمصاعب التي خلفها الغزو السوفييتي والفترة التالية أثرت على أيديولوجية طالبان. ويقال إن طالبان لم تضم علماء من علماء الشريعة الإسلامية والتاريخ. الطلاب اللاجئون الذين نشأوا في مجتمع ذكوري تمامًا، لم يتلقوا تعليمًا في الرياضيات أو العلوم أو التاريخ أو الجغرافيا فحسب، بل لم يكن لديهم أيضًا مهارات تقليدية في الزراعة أو الرعي أو صناعة الحرف اليدوية، ولا حتى معرفة القبائل وأنسابها. في مثل هذه البيئة كانت الحرب تعني العمالة، والسلام يعني البطالة. فببساطة هيمنة المرأة تقييم الرجولة. بالنسبة لقيادتهم لم تكن الأصولية الجامدة مسألة مبدأ فحسب بل كانت أيضًا مسألة بقاء سياسي. قال قادة طالبان مرارًا وتكرارًا لرشيد إنهم إذا منحوا المرأة قدرًا أكبر من الحرية أو فرصة للذهاب إلى المدرسة فسوف تفقد دعم مكانتها وقيمتها.

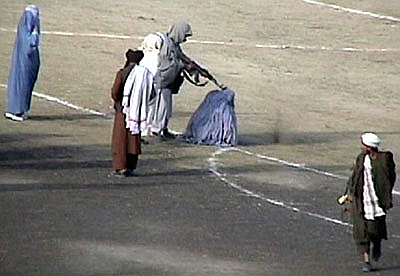
نوفمبر 1999 الإعدام العلني في كابول لأم لخمسة أطفال أدينت بقتل زوجها بفأس أثناء نومه.

تعرضت طالبان لانتقادات بسبب تشددها تجاه من خالفوا قواعدها المفروضة عليها، وتعرض الملا عمر لانتقادات لأنه أطلق على نفسه اسم أمير المؤمنين على أساس أنه يفتقر إلى المعرفة العلمية أو النسب القبلية أو العلاقات بأسرة النبي. تتطلب العقوبة على العنوان عادةً دعم جميع علماء البلاد، في حين أن حوالي 1200 من البشتون الداعمين لطالبان أعلنوا عمر الأمير. وبحسب أحمد رشيد، «لم يتبنَّ أي أفغاني هذا اللقب منذ عام 1834، عندما تولى الملك دوست محمد خان اللقب قبل أن يعلن الجهاد ضد مملكة السيخ في بيشاور. وكان دوست محمد يقاتل الأجانب، في حين أن الملا عمر أعلن الجهاد ضد الأفغان الآخرين».
تمت مقارنة طالبان بخوارج في القرن السابع في توسعة المذاهب المتطرفة التي تميزهم عن كل من المسلمين السنة والشيعة. وقد اشتهر الخوارج بشكل خاص بتبنيهم نهجًا راديكاليًا للتكفير، حيث أعلنوا أن المسلمين الآخرين كفار، وبالتالي اعتبروهم مستحقين للموت.
واتهمت طالبان بالخصوص بتكفيرها الشيعة. بعد مذبحة أغسطس 1998 ل 8000 معظمهم من الهزارة الشيعة من غير المقاتلين في مزار شريف، أعلن الملا نيازي قائد طالبان للهجوم والحاكم الجديد لمزار من مسجد مزار المركزي:
العام الماضي تمردتم علينا وقتلتمونا. أطلقتم النار علينا من كل منازلكم. نحن الآن هنا لنتعامل معك. الهزارة ليسوا مسلمين وعلينا الآن قتل الهزارة. إما أن تقبل أن تكون مسلماً أو تغادر أفغانستان. أينما تذهب سوف نلحق بك. إذا صعدت سنجذبك من قدميك؛ إذا كنت تختبئ أدناه فسوف نرفعك من شعرك.
معاداه الغير سلفيين
مثل  معاداة اليهود واضطهاد الشيعة ومعاداة النسوية و  معاداه العقيدة الصوفيةو اضطهاد لمسيحين و  محاربةال عقيدة الاشعريه

### حملات قتل
وبحسب تقرير من 55 صفحة للأمم المتحدة، ارتكبت حركة طالبان أثناء إحكام سيطرتها على شمال وغرب أفغانستان، مذابح ممنهجة ضد المدنيين. وصرح مسؤولو الأمم المتحدة بوقوع 15 مجزرة بين 1996 و 2001. وقالوا أيضًا:«إنها كانت منظمة للغاية وكلها تعود إلى وزارة الدفاع [طالبان] أو إلى الملا عمر نفسه». ونقل عن مسؤول بالامم المتحدة قوله:«هذه هي نفس نوع جرائم الحرب التي ارتكبت في البوسنة ويجب محاكمتهم في محاكم دولية». كما تكشف الوثائق دور المقاتلين العرب والقوات الباكستانية في عمليات القتل هذه. كان اللواء 055 التابع لبن لادن مسؤولاً عن القتل الجماعي للمدنيين الأفغان. صرح سفير طالبان السابق في باكستان الملا عبد السلام ضعيف أواخر 2011 أن السلوك القاسي تحت حكم طالبان ومن قبله كان ضروريًا.
وفي 1998 اتهمت الأمم المتحدة حركة طالبان بحرمان برنامج الغذاء العالمي التابع للأمم المتحدة من تقديم الغذاء الطارئ إلى 160 ألف جائع ويتضور جوعًا لأسباب سياسية وعسكرية. وقالت الأمم المتحدة إن طالبان كانت تجوع الناس بسبب أجندتها العسكرية وتستخدم المساعدة الإنسانية سلاحًا في الحرب.
في 8 أغسطس 1998 شنت طالبان هجومًا على مزار شريف. ومن 1500 مدافع نجا 100 فقط من الاشتباك. وما أن سيطرت طالبان على المدينة، حتى بدأت في قتل الناس بشكل عشوائي. في البداية أطلقوا النار على الناس في الشارع، سرعان ما بدأوا في استهداف الهزارة. وتعرضت النساء للاغتصاب، وحُبس الآلاف في حاويات وتركوا ليختنقوا. خلف هذا التطهير العرقي ماقدر بنحو 5000 إلى 6000 قتيل. وقتل في ذلك الوقت عشرة دبلوماسيين وصحفيين إيرانيين. افترضت إيران أن طالبان قتلتهم، وحشدت جيشها ونشرت جنودها على طول الحدود مع أفغانستان. وفي منتصف سبتمبر كان هناك 250 ألف جندي إيراني يتمركز على الحدود. توسطت باكستان وأعيدت الجثث إلى طهران عند نهاية الشهر. تم تنفيذ عمليات قتل الدبلوماسيين من قبل جيش الصحابة، وهي جماعة سنية باكستانية لها علاقات وثيقة مع وكالة الاستخبارات الباكستانية. أحرقوا البساتين والمحاصيل ودمروا أنظمة الري، وأجبروا أكثر من 100 ألف شخص على ترك منازلهم مع وجود مئات الرجال والنساء والأطفال في عداد المفقودين.
في محاولة كبيرة لاستعادة سهول شومالي إلى الشمال من كابل من الجبهة المتحدة، قتلت طالبان المدنيين بشكل عشوائي، بينما اقتلعت وطردت السكان. وكتب كمال حسين مراسل خاص للأمم المتحدة عن جرائم الحرب هذه من استالف وهي بلدة تشتهر بالفخار اليدوي والتي كان يسكنها أكثر من 45000 شخص، أعطت طالبان إخطارًا مدته 24 ساعة للسكان بالمغادرة، ثم دمرت المدينة بالكامل تاركة الناس معدمين.
وفي 1999 تم الاستيلاء على مدينة باميان. وهدمت المنازل، وأعدم المئات من الرجال والنساء والأطفال، واستخدم بعضهم في السخرة. ووقعت مذبحة أخرى في بلدة ياكولانج في يناير 2001. قُتل ماقدر بنحو 300 شخص إلى جانب وفدين من شيوخ الهزارة حاولوا التوسط.
وفي 1999 أجبرت طالبان مئات الآلاف من الأشخاص من سهول شومالي ومناطق أخرى على اتباع سياسة الأرض المحروقة للمنازل والأراضي الزراعية والحدائق.

### اضطهاد المرأة

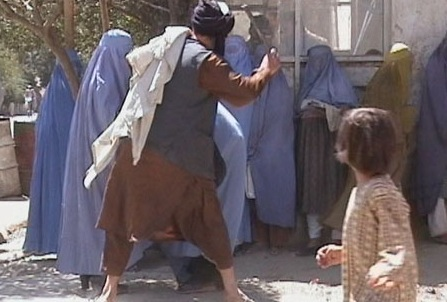
أحد رجال الشرطة الدينية لطالبان يضرب امرأة في كابل 26 أغسطس 2001

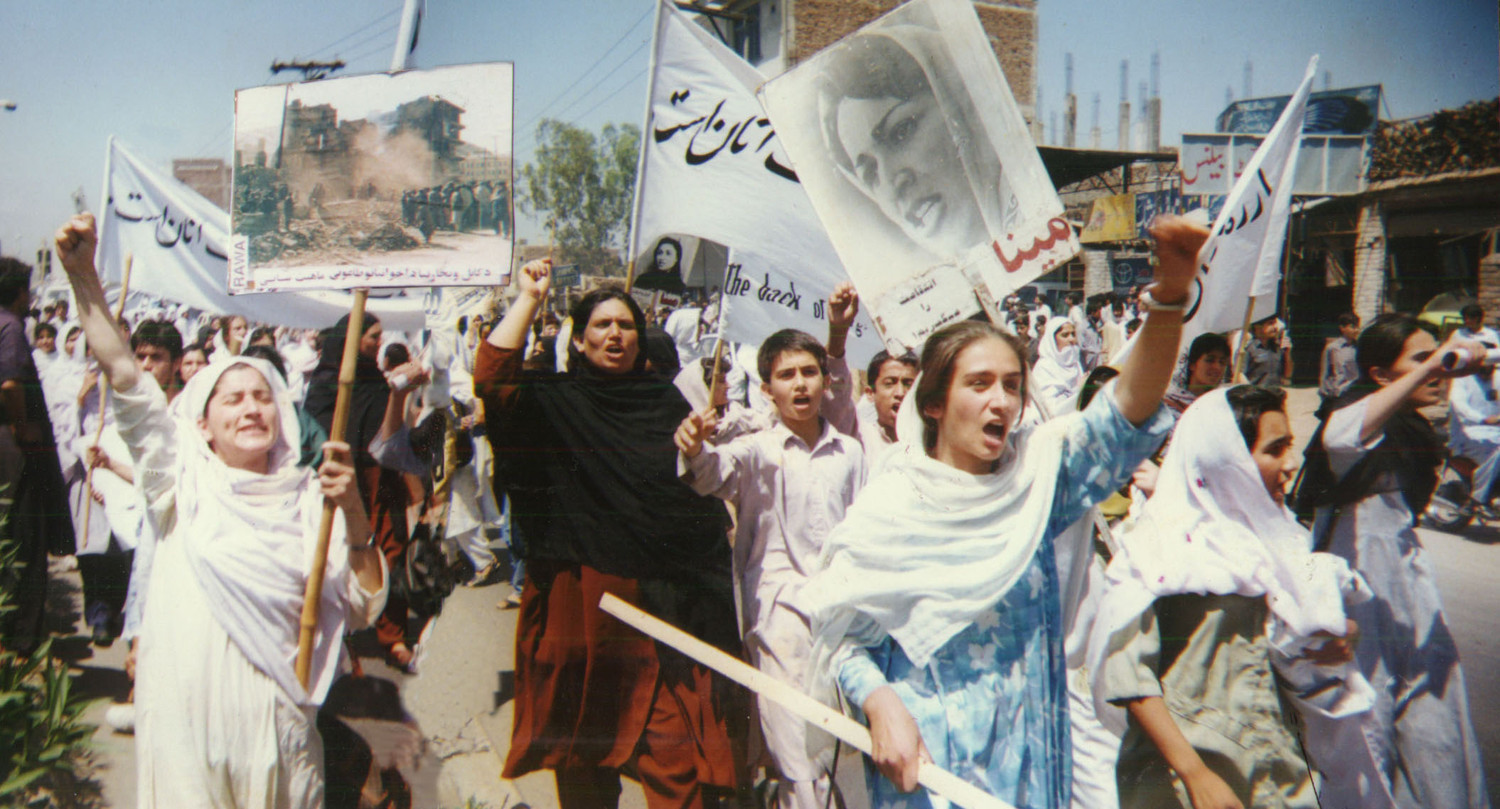
مسيرة احتجاجية لأعضاء الجمعية الثورية لنساء أفغانستان ضد طالبان في بيشاور 1998

انتشر التشدد تجاه النساء في حكم طالبان وواجه إدانة دولية كبيرة.  كانت الانتهاكات لا تعد ولا تحصى ونُفذت بعنف من الشرطة الدينية. على سبيل المثال، أصدرت طالبان فتاوى تمنع تعليم النساء وتجبر الفتيات على ترك المدارس والكليات. كان يُطلب من النساء اللاتي يغادرن منازلهن أن يصحبهن أحد الأقارب الذكور ويُلزمن بارتداء البرقع، وهو لباس تقليدي يغطي الجسم بالكامل باستثناء فتحة صغيرة يمكن رؤيتها. وتعرض المتهمون بالعصيان للضرب علانية. اقتصر عمل الإناث على القطاع الطبي، حيث مُنع العاملون في المجال الطبي من علاج النساء والفتيات. أدى هذا الحظر الواسع على توظيف النساء أيضًا إلى إغلاق واسع النطاق للمدارس الابتدائية، حيث كان جميع المعلمين تقريبًا قبل صعود طالبان من النساء، مما زاد من تقييد الوصول إلى التعليم ليس فقط للفتيات ولكن أيضًا للفتيان. أصبحت القيود شديدة بشكل خاص بعد سيطرة طالبان على العاصمة. في فبراير 1998 أجبرت هيئة الأمر بالمعروف والنهي عن المنكر جميع النساء على عدم الخروج إلى شوارع كابول وأصدرت لوائح جديدة تأمر الناس بتعتيم نوافذهم حتى لا تظهر النساء للخارج.

### العنف ضد المدنيين

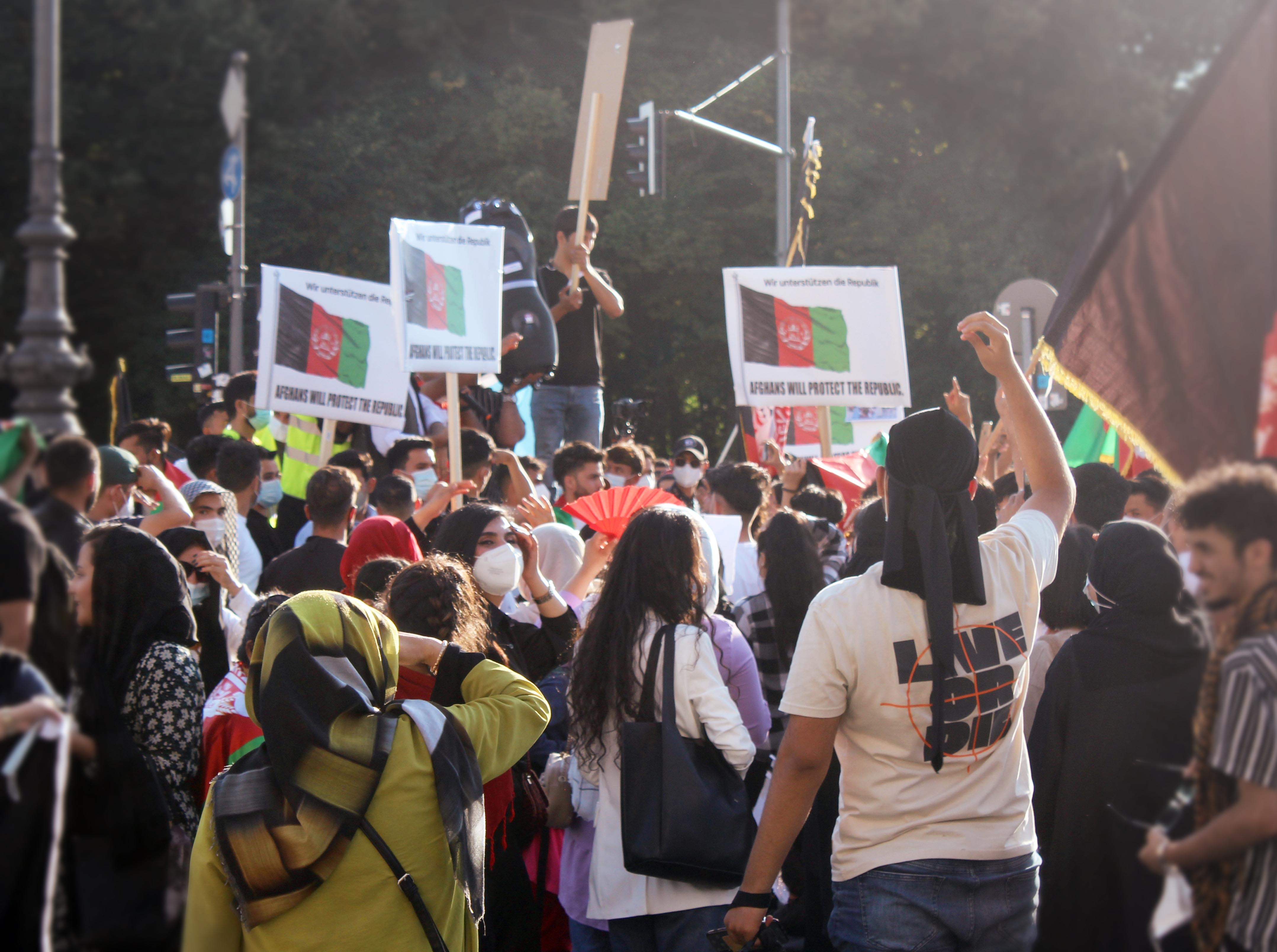
أفغان يحتجون في ألمانيا للمطالبة ببقاء الجمهورية 14 أغسطس 2021

وفقًا للأمم المتحدة كانت طالبان وحلفاؤها مسؤولين عن 76٪ من الضحايا المدنيين في أفغانستان في 2009، و 75٪ في 2010، و 80٪ في 2011.
وبحسب منظمة هيومان رايتس ووتش، فقد تصاعدت تفجيرات طالبان وغيرها من الهجمات التي أدت إلى وقوع إصابات بين المدنيين بشكل حاد في 2006 عندما قُتل ما لا يقل عن 669 مدنياً أفغانياً في 350 هجوماً مسلحاً على الأقل، يبدو أن معظمها قد تم عمداً في غير المقاتلين.
أفادت الأمم المتحدة أن عدد المدنيين الذين قتلوا على يد كل من طالبان والقوات الموالية للحكومة في الحرب ارتفع بنسبة تقارب 50٪ بين 2007 و 2009. ويعزى ارتفاع عدد المدنيين الذين قتلوا على يد طالبان جزئيًا إلى زيادة استخدامهم للأسلحة المرتجلة. فمثلا: زرعت طالبان 16 عبوة ناسفة في مدارس البنات.

### التمييز ضد الهندوس والسيخ
يعد الهندوس والسيخ في أفغانستان أقلية بارزة في أفغانستان. فبعد الحرب الأهلية الأفغانية بدأوا في الهجرة إلى الهند والدول الأخرى. بعد استلام طالبان للحكم في أفغانستان وفرضهم لقوانين شريعة صارمة، بدأ التمييز ضدهم، وانخفض عدد السكان من الهندوس والسيخ بمعدل سريع جدًا، ويرجع ذلك إلى هجرتهم إلى العالم الغربي. أصدرت طالبان قرارات منعت غير المسلمين من بناء دور العبادة ولكنها سمحت لهم بالعبادة في الأماكن المقدسة الموجودة، ومنعت غير المسلمين من انتقاد المسلمين، وأمرت غير المسلمين بتحديد منازلهم عن طريق وضع قطعة قماش صفراء على أسطح منازلهم.

### العنف ضد عمال الإغاثة والمسيحيين
زعمت حركة طالبان عدة مرات بين 2008 و 2012 أنها اغتالت العاملين الطبيين أو العاملين في مجال الإغاثة الغربيين والأفغان في أفغانستان، إما خوفًا من تطعيم الأطفال ضد شلل الأطفال أو للاشتباه في أن العاملين الطبيين كانوا جواسيس أو مبشرين بالمسيحية.
في أغسطس 2008 قُتلت ثلاث نساء غربيات (بريطانية وكندية وأمريكية) يعملن في مجموعة المساعدة لجنة الإنقاذ الدولية في كابل. وزعمت طالبان أنها قتلتهم لأنهم جواسيس أجانب. وفي أكتوبر 2008 قُتلت البريطانية جايل ويليامز التي تعمل في مؤسسة خيرية مسيحية في المملكة المتحدة - وعملها هو تدريب وتعليم المعوقين - بالقرب من كابل. زعمت طالبان أنهم قتلوها لأن منظمتها كانت تبشر بالمسيحية في أفغانستان. وحتى أكتوبر 2008 قُتل 29 عامل إغاثة 5 منهم غير أفغان في أفغانستان.
في أغسطس 2010 زعمت حركة طالبان أنها قتلت 10 من العاملين في مجال المساعدة الطبية الذين كانوا في طريقهم من كابل إلى ولاية نورستان عبر ولاية بدخشان - وأيضًا نسب الحزب الإسلامي الأفغاني لحكمتيار عمليات القتل لنفسه. وكان الضحايا ستة أمريكيين وبريطاني وألماني وأفغانيان يعملون لصالح منظمة مسيحية لا تهدف للربح تسمى بعثة المساعدة الدولية. قالت طالبان إنها قتلتهم بسبب التبشير بالمسيحية، بعد أن وجدت أناجيل بلغة الداري في حوزتهم عندما تمت مصادفتهم. وزعمت المنظمة بعد ذلك أنهم «لم يكونوا مبشرين».
في ديسمبر 2012 قتل مسلحون مجهولون أربع عاملات في شلل الأطفال بالأمم المتحدة في كراتشي بباكستان؛ وأشارت وسائل الإعلام الغربية إلى وجود صلة باعتراضات طالبان الصريحة والشكوك حول لقاحات شلل الأطفال هذه. أخيرًا حظر قائد طالبان باكستان في شمال وزيرستان الباكستانية في 2012 التطعيم ضد شلل الأطفال. واضطرت الحكومة الأفغانية في مارس 2013 إلى تعليق جهود التطعيم في ولاية نورستان بسبب نفوذ طالبان الكبير في الإقليم. ولكن غير قادة طالبان موقفهم من التطعيم ضد شلل الأطفال في مايو 2013، قائلين إن اللقاح هو السبيل الوحيد للوقاية من شلل الأطفال وأنهم سيعملون مع المتطوعين في التحصين طالما أن العاملين في مجال شلل الأطفال غير منحازين ومنسجمين مع الظروف الإقليمية والقيم الإسلامية والتقاليد الثقافية المحلية.

### تقييد التعليم الحديث
فرضت طالبان قيودًا على التعليم الحديث، وحظرت تعليم الإناث وشجعت فقط المدارس الدينية الإسلامية وتعليم القرآن. تم تدمير حوالي نصف المدارس في أفغانستان. وفقًا لتقرير اليونيسف لسنة 1998 كان 9 من كل 10 فتيات و 2 من كل 3 فتيان لم يلتحقوا بالمدارس. وفي سنة 2000 كان أقل من 4-5٪ من الأطفال الأفغان يتلقون تعليمهم على مستوى المدارس الابتدائية وعدد أقل من ذلك في المرحلة الثانوية والجامعية. استمرت الهجمات على المؤسسات التعليمية والطلاب والمعلمين والتطبيق القسري للتعاليم الإسلامية حتى بعد الإطاحة بطالبان من السلطة. وأفاد مكتب الأمم المتحدة لتنسيق الشؤون الإنسانية (أوتشا) في ديسمبر 2017 أن أكثر من 1000 مدرسة دمرت أو تضررت أو احتلت وأن طالبان قتلت 100 من المعلمين والطلاب.

### التجنيد الإجباري وتجنيد الأطفال
وفقًا لشهادة أسرى غوانتانامو أمام محاكم مراجعة وضع المقاتلين، قامت طالبان بالإضافة إلى تجنيد الرجال للعسكرية، قامت بتجنيد آخرين للعمل في الخدمة المدنية. وفقًا لتقرير صادر عن جامعة أكسفورد، استخدمت طالبان على نطاق واسع تجنيد الأطفال في 1997 و 1998 و 1999. ويشير التقرير إلى أنه خلال الحرب الأهلية التي سبقت نظام طالبان، التحق آلاف الأطفال الأيتام بميليشيات مختلفة من أجل «العمل والغذاء والمأوى والحماية والفرص الاقتصادية». وذكر التقرير أنه خلال الفترة الأولية لطالبان اعتمدت لفترة طويلة على مجموعات من الشباب. وذكر شهود عيان أنه كان على كل عائلة تمتلك أرضًا أن تدفع شابًا واحدًا وأن تدفع 500 دولار أمريكي نفقات. في أغسطس من ذلك العام غادر 5000 طالب يتراوح أعمارهم بين 15 و 35 عامًا المدارس الدينية في باكستان للانضمام إلى طالبان.

### الجماعات المتشددة

#### القاعدة

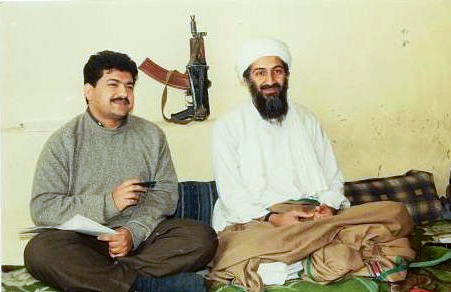
الصحفي الباكستاني حامد مير في مقابلة مع زعيم القاعدة أسامة بن لادن في أفغانستان حوالي 1997 - 1998

انتقل بن لادن إلى أفغانستان سنة 1996 قادما من السودان بدون دعوة. وقد أثار غضب الملا عمر أحيانًا بإعلانه الحرب وفتاوى ضد مواطني دول أخرى، لكن العلاقات بين المجموعتين تحسنت بمرور الوقت لدرجة أن الملا عمر رفض حماية السعودية لجماعته، وأهان الوزير الأمير تركي ناكثا بوعد سابق بتسليم بن لادن لهم.
تمكن بن لادن من تشكيل تحالف بين طالبان والقاعدة. تم دمج اللواء 055 الذي دربه تنظيم القاعدة مع جيش طالبان سنوات 1997 و 2001. ساعد عدة مئات من المقاتلين العرب والأفغان الذين أرسلهم بن لادن طالبان في معركة مزار شريف [الإنجليزية] سنة 1998. ومنذ 1996 إلى 2001 أصبح تنظيم أسامة بن لادن وأيمن الظواهري دولة افتراضية داخل دولة طالبان. ذكرت صحيفة التلغراف البريطانية في سبتمبر 2001 أن 2500 عربي تحت قيادة بن لادن قاتلوا مع طالبان.
كما تعززت العلاقات بين طالبان والقاعدة من خلال ما تردد عن زواج أحد أبناء بن لادن من ابنة عمر. أثناء وجوده في أفغانستان ربما يكون بن لادن قد ساعد في تمويل حركة طالبان.
بعد تفجيرات السفارة الأمريكية في أفريقيا سنة 1998 تم توجيه الاتهام إلى بن لادن والعديد من أعضاء القاعدة في محكمة جنائية أمريكية. رفضت طالبان طلبات التسليم التي قدمتها الولايات المتحدة بإدعاءات مختلفة أن بن لادن اختفى، أو أن واشنطن لم تستطع تقديم أي دليل على أن بن لادن متورط في أنشطة إرهابية «وأنه بدون دليل فإن بن لادن رجل بلا خطيئة ... إنه رجل حر».

الوضع العسكري كما كان في 3 أغسطس 2021
تحت سيطرة الحكومة الأفغانية، NATO، والحلفاء
تحت سيطرة طالبان، القاعدة، وحلفائهم

وشملت الأدلة ضد بن لادن شهادات في قاعة المحكمة وسجلات هاتف يعمل بالأقمار الصناعية. وأثنى بن لادن بدوره على طالبان ووصفها بأنها الحكومة الوحيدة الإسلامية، وأثنى على الملا عمر لتدميره الأصنام مثل تماثيل بوذا في باميان.
في نهاية 2008 كانت طالبان تجري محادثات لقطع جميع العلاقات مع القاعدة. في يوليو 2012 صرح قائد مجهول رفيع المستوى في طالبان أن «شعبنا يعتبر القاعدة وباءً أرسل إلينا من السماء. حتى أن البعض استنتج أن القاعدة هم في الواقع جواسيس لأمريكا. في الأصل طالبان كانت ساذجة وجاهلة بالسياسة ورحبت بالقاعدة في منازلها، لكن القاعدة أساءت إلى ضيافتنا». ومضى في الادعاء بأن حوالي 70٪ من طالبان غاضبون من القاعدة، وكشف عن العلاقة الجليدية بين المجموعتين.

#### الدولة الإسلامية في العراق والشام
ترتبط طالبان بعلاقة سلبية مع الدولة الإسلامية في العراق والشام - ولاية خراسان. بدأ تنظيم الدولة الإسلامية بنشاط في تجنيد المنشقين عن حركة طالبان الأفغانية، ولا سيما بين أولئك الذين كانوا ساخطين على قادتهم أو عدم نجاحهم في ساحة المعركة. ودفع ذلك زعيم طالبان البارز أختر منصور إلى كتابة رسالة موجهة إلى أبو بكر البغدادي، يطلب فيها وقف التجنيد في أفغانستان، ويذكر بأن الحرب في أفغانستان يجب أن تكون بقيادة طالبان. ومع ذلك اندلع القتال بين المجموعتين في ولاية ننكرهار، وفي يونيو 2015 تمكن تنظيم الدولة لأول مرة من الاستيلاء على أراض في أفغانستان. وفي سبتمبر 2015 طرد تنظيم الدولة حركة طالبان من مناطق معينة من ننكرهار بعد أشهر من الاشتباكات.
وفي أبريل 2016 أفادت حركة طالبان أن عددًا من كبار قادة ومتوسطي المستوى في ولاية خراسان في مقاطعة ننكرهار قد انشقوا عن داعش وتعهدوا بالولاء لزعيم طالبان أختر منصور. وكان من بين المنشقين أعضاء في المجلس المركزي للجماعة والمجلس القضائي ومجلس الأسرى وبعض القادة الميدانيين والمقاتلين.

#### ملاكند طالبان
ملاكند طالبان هي جماعة مسلحة قادها صوفي محمد -محتجز لدى الحكومة الباكستانية- وصهره مولاي فضل الله الذي يعتقد أنه موجود في أفغانستان. في الأسبوع الأخير من شهر مايو 2011، سقط ثمانية من أفراد الأمن والمدنيين ضحية لأربعمائة مسلح من حركة طالبان هاجموا نقطة تفتيش شالتالو في دير، وهي منطقة حدودية في خيبر بختونخوا، على بعد بضعة كيلومترات من الحدود الأفغانية. على الرغم من ارتباطهم بحركة طالبان الباكستانية التي تتخذ من وزيرستان مقراً لها، إلا أن العلاقة بينهما كانت بسيطة.

#### طالبان باكستان
قبل إنشاء حركة طالبان باكستان، كان يُشار إليها باسم (بالأردية: تحریک طالبان پاکستان, lit. 'تحريك طالبان باكستان') كان بعض قادتهم ومقاتليهم جزءًا من 8000 من المقاتلين الباكستانيين الذين قاتلوا في الحرب الأهلية الأفغانية (1996-2001) والحرب في أفغانستان (2001–2021) ضد الجبهة الإسلامية المتحدة وقوات الناتو. ينحدر معظمهم من الجانب الباكستاني من المناطق الحدودية بين أفغانستان وباكستان. وبعد سقوط حركة طالبان الأفغانية في أواخر 2001، فر معظم المسلحين الباكستانيين ومعهم أعضاء حركة طالبان باكستان من ديارهم إلى باكستان.
بعد إنشاء تحريك طالبان باكستان في 2007 برئاسة بيت الله محسود، حدد أعضاؤها رسميًا أهدافًا لتأسيس حكمهم على المناطق القبلية الخاضعة للإدارة الاتحادية في باكستان. واشتبكوا مع الجيش الباكستاني في عمليات قتالية عنيفة. ويعتقد بعض محللي الاستخبارات أن هجمات طالبان باكستان على الحكومة الباكستانية والشرطة والجيش أدت إلى توتر علاقات حركة طالبان باكستان مع حركة طالبان الأفغانية.
تختلف حركة طالبان الأفغانية وحركة طالبان باكستان اختلافًا كبيرًا في تاريخهما وقيادتهما وأهدافهما على الرغم من أنهما يشتركان في تفسير مشترك للإسلام وكلاهما من البشتون. لا تنتمي حركة طالبان الأفغانية إلى حركة طالبان الباكستانية وتنكر بشكل متكرر أي صلة لها بحركة طالبان الباكستانية. ونقلت نيويورك تايمز عن متحدث باسم حركة طالبان الأفغانية قوله:
لا نحب أن نتورط معهم، فقد رفضنا كل الانتماء لمقاتلي طالبان الباكستانية ... نتعاطف معهم كمسلمين، أما غير ذلك فلا يوجد بيننا أي شيء.
ويُزعم أن حركة طالبان الأفغانية اعتمدت في السابق على دعم الجيش الباكستاني، التي ما زال يدعمها إلى اليوم في حملتها للسيطرة على أفغانستان. قاتلت قوات الجيش الباكستاني النظامية إلى جانب حركة طالبان الأفغانية في الحرب الأهلية الأفغانية (1996-2001). يعتقد أن قادة طالبان الأفغان مثل الملا عمر وجلال الدين حقاني وسراج الدين حقاني، تمتعوا بملاذ آمن في باكستان. وفي 2006 ووصف مسؤول كبير في المخابرات الداخلية جلال الدين حقاني بأنه «باكستاني ثمين جدا». وتنفي باكستان أي صلة لها بحقاني أو بجماعات إرهابية أخرى. كما أنكر حقاني نفسه أي صلة بباكستان.
طلب زعيم طالبان الأفغانية الملا عمر من حركة طالبان باكستان في أواخر 2008 وبداية 2009 وقف الهجمات داخل باكستان، وتغيير تركيزهم كمنظمة ومحاربة الجيش الوطني الأفغاني وقوات إيساف في أفغانستان بدلاً من ذلك. وأرسل وفداً في نهاية ديسمبر 2008 وبداية يناير 2009 بقيادة المعتقل السابق في خليج غوانتانامو الملا عبد الله ذاكر لإقناع أعضاء بارزين في حركة طالبان باكستان بتنحية الخلافات مع باكستان جانباً.
يذكر بعض الخبراء الإقليميين أن الاسم الشائع «طالبان» قد يكون مضللًا أكثر من كونه مضيئًا. يقول جيل دورونسورو الباحث في شؤون جنوب آسيا ويعمل حاليًا في مؤسسة كارنيغي للسلام الدولي في واشنطن:
حقيقة حملهما نفس الاسم قد سبب كل أنواع الإشكال.
عندما بدأ الجيش الباكستاني هجماته ضد طالبان الباكستانية اعتقد الكثير ممن ليسوا على دراية بالمنطقة بشكل خاطئ أن الهجوم كان ضد طالبان الأفغانية بقيادة الملا عمر وهو ما لم يكن كذلك.
تم وضع طالبان الباكستانية تحت العقوبات من قبل مجلس الأمن الدولي بسبب الهجمات الإرهابية في باكستان ومحاولة تفجير سيارة تايمز سكوير 2010.

## قراءات أخرى
- Jackson، Ashley؛ Amiri، Rahmatullah (نوفمبر 2019)، "Insurgent Bureaucracy: How the Taliban Makes Policy" (PDF)، Peaceworks، Washington, D.C.: معهد الولايات المتحدة للسلام، ج. 153، ص. C1-44، ISBN:978-1-60127-789-3، مؤرشف من الأصل (PDF) في 2021-08-17، اطلع عليه بتاريخ 2020-03-26
- Moj، Muhammad (2015)، The Deoband Madrassah Movement: Countercultural Trends and Tendencies، Anthem Press، ISBN:978-1-78308-389-3، مؤرشف من الأصل في 2021-07-19
- "Afghan Women and the Taliban: An Exploratory Assessment" (International Centre for Counter-Terrorism – The Hague 2014)